# 蔣経国
蔣 経国（しょう けいこく、繁: 蔣 經國、注音: ㄐㄧㄤˇ ㄐㄧㄥ ㄍㄨㄛˊ、拼音: Jiǎng Jīngguó、1910年4月27日〈宣統2年3月18日〉 - 1988年〈民国77年〉1月13日）は、中華民国の政治家。第3代総統（6期・7期）を務め、中国国民党主席、行政院長、国防部長などを歴任した。蔣介石の長男。

## 概要
1910年4月27日（宣統2年3月18日）、浙江省寧波府奉化県渓口鎮において蔣介石、毛福梅夫婦の長男として生まれる。父の蔣介石は、蔣経国が生まれた時には日本にいて軍事について学んでいた。やがて蔣介石は辛亥革命以降の中国革命において中心人物として活躍するようになる。
革命に奔走するようになった父の蔣介石は家に戻ることが少なくなり、もともと母が持ってきた縁談に従って結婚した妻・毛福梅との関係は疎遠になっていく。蔣経国が母のことを慕った一方、家にあまり寄り付かなくなった蔣介石も蔣経国への教育は大変熱心であり、伝統的な中国の価値観に沿った教育を息子に施していった。そして1921年、蔣介石は毛福梅と離婚、翌年には蔣経国を上海に連れ出した。これは離婚した毛福梅のもとに息子を置いておきたくなかったという事情とともに、閉鎖的な田舎にいては息子の見聞が広がらないと考えたことによる。しかし蔣経国は上海で革命思想に出会い、1925年の五・三〇事件で中学生のデモを4回指揮したことが原因で中学校を退学させられる。中学退学後、蔣介石の友人に預けられる形で向かった北京でも帝国主義に反対するデモに参加し、当局から拘束される。
結局、蔣経国は1925年10月、ソビエト連邦に留学することになり、中国革命を担う人材を養成することを目的に創設されたモスクワ中山大学で学んだ。レフ・トロツキーに心酔した蔣経国はよき共産主義者たらんとして勉学に励むが、在学中、蔣介石が上海クーデターを敢行し、中国共産党の弾圧に乗り出す。上海クーデターのニュースを聞きつけた蔣経国は、父に対する絶縁状をたたきつけた。その後、蔣経国は中国の最高実力者にのし上がった蔣介石の長男として、ヨシフ・スターリンの人質同様の境遇となりソ連で苦難の生活をせねばならなくなる。
蔣経国を苦しめたのはソ連当局ばかりではなく、中国共産党モスクワ駐在支部、特に責任者の王明も蔣経国の迫害に加担した。蔣経国はモスクワ近郊の貧しい農村、アルタイ金鉱、そしてスヴェルドロフスクのウラル重機械工場で働かされた。蔣経国はそのような中でソ連社会の基層に触れ、後の政治家生活で大きく役立つことになる大衆政治家としての素養を身に付けた。ソ連で学んだことにより、政治警察、軍の政治工作系統についての深い知識を身に付ける。ウラル重機械工場では生涯の伴侶となるロシア人のファイナ・イパーチエヴナ・ヴァフレヴァと出会い、1935年に結婚した。結婚後もソ連当局、中国共産党モスクワ駐在支部の圧迫を受け続けるが、1936年10月の西安事件を期に境遇が一変し、翌1937年に12年ぶりに帰国する。
帰国後は郷里渓口鎮での禊の時期を経て、江西省で中国政界デビューを果たした。1939年には江西省辺境の贛南に赴任し、軍閥がわが物顔に跋扈し、行政の指示は全く行われず、大量のアヘン吸引者、マカオに次ぐ規模の賭博場が存在した贛南で改革の辣腕を振るった。蔣経国の贛南統治は大きな成果を挙げ、中国政界デビューは順調であった。贛南時代から自派の形成を開始した。蔣介石は1944年に蔣経国を臨時首都の重慶に呼び寄せ、三民主義青年団中央幹部学校教育長に任命する。蔣経国の活躍の場が地方から中央に上がったことになるが、この頃から蔣経国の政治経歴は挫折が続き、壁にぶつかることになる。結局皮肉なことに父・蔣介石が率いる中国国民党・中華民国政府の国共内戦敗北、台湾への撤退が蔣経国にとっての大きな転機となった。
国共内戦は国民党軍の敗退が続き、結局台湾への撤退を余儀なくされる。この時期、蔣経国は父に常に近侍し、補佐をするようになった。生母との離婚、ソ連時代にはいったん絶縁状をたたきつけたこともあった父との距離は国共内戦時以前は必ずしも近くなかったが、危機は父子の関係を深め、蔣経国は蔣介石側近筆頭の地位を確保する。
台湾に撤退後、蔣介石は蔣経国に、特務の元締めと軍の政治工作部門の掌握といういわば体制の汚い部分を任せた。ソ連で軍の政治工作部門について学び、蔣介石に最も信頼されている蔣経国にとって適任ではあったが、政治家として大成するには特務の元締めという負の遺産を清算せねばならないという課題を背負うことになった。蔣経国は特務の元締めとして、台湾に根を張りつつあった共産党組織の壊滅に成功するが、実際の共産党関係者をはるかに上回る冤罪被害者を生み出した。軍の政治工作部門を掌握した蔣経国は軍の人事権を確保し、特務、軍の政治工作部門を活用して政敵を追放ないし抑圧することにも成功し、主として政治の裏側で強大な権力を握る。
台湾に撤退した中華民国政府は、あくまで自らが中国の正統政権であって中国共産党と中華人民共和国反乱勢力であると見なしており、台湾はあくまで仮住まいであり、中国大陸に戻ることを前提としていた。そのため、台湾に蔣介石とともにやって来た外省人が少数派であるにもかかわらず、多数派の本省人の上に立って支配する統治形態が確立された。この体制はアメリカからの支持、援助を受け1960年代までは大きな波乱もなく安定していた。しかし、蔣介石の衰えが目立つようになった1960年代末以降、中国大陸復帰の非現実性が明らかになり、アメリカなど諸外国の支持も減退し、中華民国は大きな正統性の危機に直面する。蔣経国はこのような危機が進行する中、不足していた政治の表舞台でのキャリアを積みあげ、衰えた蔣介石に代わり事実上の国の最高指導者となる。
1972年に行政院長となった蔣経国は対外的な正統性の危機と、それに伴う移民、資本移動といった形での海外逃避に傾きがちとなった状況を克服するため、経済建設のための大規模な投資、十大建設を断行する。十大建設は成功を収め、危機の中での経済建設の成功は台湾社会に団結と達成感をもたらし、さらに政治的孤立とは対照的に、台湾は国際経済において確固たる地位を占めた。蔣経国はいわばよそ者の政権であった中華民国を、徐々に台湾化させる方向へとシフトする。本省人の俊英の抜擢、度重なる地方視察が蔣経国が取った中華民国台湾化の手法であった。本省人の俊英の抜擢で出世頭となったのが、後に蔣経国の後継者となる李登輝であった。
1975年4月、父の蔣介石が没すると自ら国民党主席となり、1978年には中華民国第3代（第6期）総統に就任した。総統就任前後から、蔣経国は経済成長などで自信を付けつつあった民衆運動に悩まされるようになった。1979年に発生した美麗島事件は弾圧したが、反体制派はすぐに復活して活動を活発化させていった。この頃からアメリカからの人権問題についての介入、そして鄧小平が実権を握り、文化大革命から決別して近代化路線を進み始めた中華人民共和国からの硬軟取り混ぜた攻勢に苦慮するようになる。
結局、最晩年になって蔣経国は自らが依拠してきた権威主義的体制の限界を悟り、政党結成を容認、長年台湾を抑圧してきた戒厳令を解除するなど民主化、自由化への大きな一歩を踏み出し、権力の世襲を明確に否定した。そして対中国大陸関係では中国大陸との間接貿易の許可、大陸親族訪問解禁、密使を通じた大陸との交渉と、閉じられた関係から開かれた関係へと移行するなどの決断を相次いで下した。1980年代、重い糖尿病に冒されていた蔣経国にとってこれらの決断はまさに命を削るものであり、1988年1月13日に77歳で没した。

## 幼年・少年時代

### 誕生

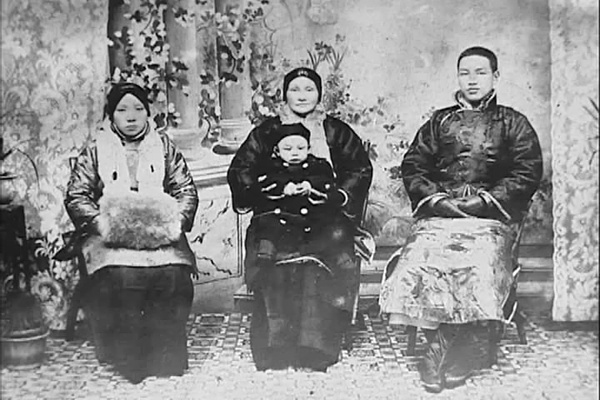
誕生直後の蔣経国の家族、右より父蔣介石、祖母王采玉に抱かれた蔣経国、母毛福梅。

蔣経国は1910年4月27日（旧暦3月18日）、浙江省奉化県渓口鎮に、蔣介石、毛福梅夫婦の長男として生まれた。父の蔣介石は22歳、母の毛福梅は27歳であった。
蔣一族は代々食料、塩、酒類を商う商人であったが、太平天国の乱に巻き込まれていったん家財を失ってしまう。しかし蔣経国の曽祖父にあたる蔣斯千は商才があり、家業を立て直した。蔣斯千の死後、家業は蔣経国の祖父である蔣肇聡が継いだ。蔣肇聡も有能な商人であり、公益事業にも熱心な人物であった。蔣肇聡は三度の婚姻歴があり、最初の妻、そして二人目の妻とも死別した後、王采玉を三度目の妻として迎えた。
蔣肇聡と王采玉の間には二男一女が生まれた。第一子・長男が蔣介石である。しかし蔣肇聡は蔣介石が9歳の時に没する。蔣介石の異母兄に蔣錫候がいたが、父の後妻に当たる王采玉や蔣介石ら異母兄弟の面倒を見ようとはしなかった。一家の大黒柱を失った王采玉や蔣介石らは、清末の混乱の中、腐敗した官吏などにおびやかされる生活が続いた。蔣介石が数え15歳の時、縁談が舞い込んだ。格式が劣る家は早めに結婚をするのがよいとの周囲からの勧めに従い、1901年、蔣介石は雑貨商の娘であった毛福梅と婚姻する。毛福梅は当時の中国の田舎ではどこにでもいたような、夫に仕え、姑に孝行を尽くすタイプの女性であった。しかし若き夫・蔣介石は破天荒な人物であった。結婚当時10代半ばの腕白少年であった蔣介石は、やがて家を離れて保定陸軍軍官学校で軍事について学びだしたと思いきや、さらに日本へと渡り軍事についての研鑽を深めていった。その結果、蔣介石は渓口鎮にあまり戻らないようになっていった。
蔣介石は1908年、東京振武学校に入学した。振武学校在学中の1910年4月、蔣介石に息子が誕生した。父親が日本滞在中に生まれたこともあって、蔣経国の血筋について臆測が流れたこともあったが、蔣介石は日本留学中、身内の慶事などの際にはしばしば帰郷しており、取るに足らない噂であるとされている。生まれた男の子には建豊という幼名がつけられ、経国の大業、経国済世などという言葉から号を経国と名づけられた。そして蔣介石は振武学校卒業後、1910年12月からは新潟県高田市（現・上越市高田）にある陸軍第十三師団野戦砲兵第十九連隊付に二等兵として入隊した。
日本留学中の父・蔣介石が蔣経国と初めて対面したのは、誕生後1年あまりが経過した1911年の夏、休暇で帰郷した際のことであった。蔣介石は日本留学中に中国革命同盟会に入会し、リーダーである孫文の知遇も得ていた。蔣介石は陸軍第十三師団野戦砲兵第十九連隊で砲兵伍長まで昇進したが、故国中国で1911年10月10日に辛亥革命（武昌起義）が勃発したことを聞きつけると連隊を抜け出して帰国した。こうして蔣介石は中国革命の渦中に飛び込んでいくことになる。
蔣介石が国事に奔走していくようになる中、妻・毛福梅との関係はさらに遠くなった。毛福梅は母・王采玉に勧められて結婚した女性であり、蔣介石は次第にこの田舎育ちの妻がうとましく感じられるようになっていった。蔣介石の毛福梅に対する態度もひどいもので、殴る蹴るはもちろんのこと、二階から突き落としたことも何度かあったと伝えられている。息子である蔣経国はむろん母のことを慕っていたが、このような家庭環境は蔣経国に影響を与えたと考えられる。
1912年、蔣介石は姚冶誠を妾とし、姚冶誠を連れて渓口鎮に帰郷する。蔣介石は相変わらず渓口鎮に戻ることは少なく、上海で買った西洋式の玩具をよく蔣経国のために送り届けてきた。1916年、蔣経国に弟・蔣緯国ができた。蔣緯国は当時蔣介石と親友であった戴季陶と日本人看護師の重松金子との間の子であったが、戴季陶の家庭の事情で認知ができないのを見た蔣介石が、自分の息子として養育することにした。そして蔣緯国は姚冶誠が養母として養育するようになった。

### 伝統的な教育を受ける
1916年、蔣経国は故郷、渓口鎮の武山学校に入学し、翌1917年からは父・蔣介石も教えた顧清廉から学問を学ぶようになった。顧清廉はまだ幼い蔣経国の朗読を評価した。そして蔣経国に書字、読解能力がある程度ついたと判断した蔣介石は、1920年から手紙で息子に対する訓示を行うようになる。当時、蔣介石は孫文を補佐しつつ中国各地を飛び回っていた。
1920年、まだ10歳になったばかりの蔣経国に、蔣介石は注解付きの『説文解字』を送りつけ、「この本から毎日10文字ずつ覚えれば、3年後には読み終え、生涯おまえの助けになるだろう。勉強はまず先生の話をよく聞き、新しい文字をひとつ習ったらその意味をよく知ることである」と指示した。蔣介石は翌年には『説文提要』を読み終え、覚えたかどうかを確認しつつ、爾雅を読むように指示している。このような蔣介石の指示は、もちろん息子の教育に力を注いだことを意味しているが、蔣介石自身が受けた中国の伝統的な教育方針に基づいて蔣経国を教育していこうとの意図の表れであった。蔣経国自身も「父は主に四書を読むよう指示し、とりわけ孟子、そして曽国藩が家族に宛てた手紙を重視していた」と語っている。
1921年、蔣経国の身辺に二つの大きな出来事が起こった。まず蔣経国の祖母で、蔣介石の母である王采玉が死去した。母の葬儀の後で蔣介石は「経児（蔣経国）は教えるべき、緯児（蔣緯国）は愛すべき」と訓示し、蔣経国を蔣家の後継者として育成していく方針を示した。そして蔣介石は母の存命中は、表面的には夫婦関係を維持してきた妻であり蔣経国の母である毛福梅と離婚し、同時に第二夫人の姚治誠とも別れ、上海で陳潔如と婚姻する。同年、蔣経国は奉化県の龍津小学校に入学し、放課後も家庭教師の王欧声から教育を受けるようになったが、翌年、蔣経国は故郷を離れ、人生の転機の一つとなる上海行きが決まった。
蔣経国の上海行きは、閉鎖的な田舎では息子の見聞が広まらないと考えた父・蔣介石の意向であった。もっとも先述のように蔣介石は経国の母・毛福梅と離婚したため、息子を離別した妻の下から離す目的もあったと考えられる。蔣経国自身もこれまで故郷、渓口鎮で旧態依然とした教育を受けてきたが、伯父たちの噂話で知った上海の新式の学校での教育を望むようになっていた。
1922年3月、蔣経国は上海の万竹小学校の四年生に編入した。上海には家庭教師の王欧声と伯父が同道した。そして蔣介石は陳果夫に、上海にやって来た息子・蔣経国の後見人になるよう依頼した。万竹小学校での教育は、中国の古典籍中心の故郷、渓口鎮での教育とは異なり、英語・数学・地理・歴史・自然科学などを教えていた。つまり蔣経国は万竹小学校で初めて本格的な近代的な教育を受けることになった。一方、父の蔣介石は息子の上海到着後まもなく、新妻の陳潔如を連れて上海を去って広州で生活するようになった。蔣介石は広州から息子に対し、英語・数学、とりわけ英語を身を入れて学ぶよう手紙で訓示した。中国の伝統的教育観にどっぷり浸かっていた蔣介石であるが、近代的な教育の意義を全く無視していたわけではない。
しかし蔣介石の英数重視の訓示はあくまで実利面でのことを考えてのことであって、息子に欧米の文化を学ばせ、新しい思想や文化に触れさせることが目的ではなかった。蔣経国の上海行きの後も、蔣介石は手紙で四書とりわけ孟子、そして春秋左氏伝、荘子などの古典、曽国藩の家訓を学ぶよう指示し続けた。父蔣介石が曽国藩にこだわった理由の一つに、当時、この100年間の中国の政治家の中で、後継者の育成に成功したといえるのは曽国藩だけと見なされていたことが挙げられる。蔣介石は息子を理想とした枠にはめて育成しようと試み、自らの意志で道を切り開いていくことは望んでいなかった。しかし万竹小学校を卒業後、浦東中学に進学し、多感な青年期に入りつつあった蔣経国は、父から与えられた中国の伝統的な教育の枠に飽き足らなくなっていった。

### 父・蔣介石からの思想的自立
蔣経国が故郷・渓口鎮で教育を受けていた1919年、第一次世界大戦の講和条約であるヴェルサイユ条約に対する不満に端を発した五四運動が起こった。五四運動を通じて、当時軍閥によって四分五裂状態の中国で、軍閥のひとつに支持されているにすぎない弱体な中央政府（北京政府）では、とうてい帝国主義列強に対抗していくことは不可能であるということが明らかとなった。そこで国内では反軍閥、国家統一を目指す国民革命、国外に対しては反帝国主義運動を遂行することが中国の喫緊の課題であると認識されるようになってきた。こうした中国の政情に新生ソ連が積極的に介入していくことになる。若き蔣経国はこのような時代の流れに深く影響されていく。
1924年の冬に万竹小学校を卒業した蔣経国は、浦東中学に進学する。しかしせっかく進学した中学校で蔣経国が学んだ期間は短かった。上海で勉強を始めて3年が経過し、蔣経国は当時の中国における文化の最先端の地で新しい思想の洗礼を受け、父が与えてきた孟子や曽国藩はすっかり片隅へと追いやられてしまった。このような中、1925年5月、上海のイギリス租界内にある日本資本の紡績工場で、労働争議に絡んで労働者が射殺されたことがきっかけとなり、五・三〇事件が勃発する。事件に抗議して中国各地で租界回収、帝国主義打倒が叫ばれ、上海では商店が一斉に休業し、労働者たちはゼネストを敢行し、学生たちは授業をボイコットしてデモに参加した。
15歳の蔣経国は浦東中学のデモ隊に4回参加し、いずれも隊長としてデモを指揮した。授業ボイコットとデモは1カ月あまり続いたが、保守派である学校当局は蔣経国の言動を造反的であるとして問題視し、「行動が常軌を逸している」ことを理由として浦東中学を退学させられる。蔣介石はこれまで息子を理想とした枠にはめて教育しようとしてきたが、蔣経国は自らの意志に基づき行動し、その結果中学から退学処分を受けた。このようにして蔣経国は自我に目覚め、父・蔣介石から思想的に自立をしていった。

## ソ連への留学

### 希望に満ちた留学

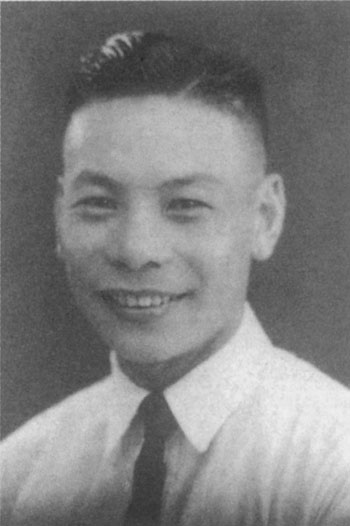
1920年代の蔣経国

蔣介石は、息子が五・三〇事件におけるデモのリーダーを務めたことにより、浦東中学から退学処分となったとの報告を受け、このまま中国先端の思想が流行している上海に息子を置いておくと良くない影響を受けるとして、友人の呉稚暉が北京に創立していた海外補修学校に転学させた。これは蔣介石が友人の呉稚暉に息子の教育係を依頼する意味があった。しかし蔣経国は北京でロシア人や中国共産党の李大釗らと知り合い、共産主義への傾倒を深めていった。その結果、北京5万人反帝示威運動に参加したため、当時北京を支配していた軍閥政府によって逮捕され、二週間拘束された。
北京でロシア人、中国共産党員と知り合うことにより、蔣経国はソ連留学を熱望するようになっていった。蔣経国は先生であった呉稚暉に対し、革命をするためにソ連に留学したいとの希望を打ち明けた。呉稚暉は若い頃フランス、イギリスで学び、アナーキズムに傾倒していた時期があった。まだ15歳の蔣経国が革命をしたいからソ連に留学したいとの希望を語るのを見て、呉稚暉はいったんはよく考えるようにと諭したが、結局「若者がなんでも試してみるのはよいことだ」と、蔣経国の希望を受け入れることにした。
呉稚暉の了解を取り付けた蔣経国は、北京を出発して上海経由で父のいる広州へ向かった。上海では蔣経国の後見人であった陳果夫からモスクワの冬用の衣類をたくさんもらった。そして広州に着き、蔣経国はまず当時父・蔣介石の妻であった陳潔如に会い、ソ連行きの希望について相談した。陳潔如から息子のソ連行きの希望を聞いた蔣介石はいったんは怒ってみたものの、結局息子のソ連行きを了承する。
当時、蔣介石が校長を務めていた黄埔軍官学校は、その運営資金や装備の多くをソ連から支援を受けていた。当時の中国国民党は「連ソ、容共、扶助工農」のスローガンのもと、中国共産党との第一次国共合作が成立していた。その上、この年の3月に亡くなった孫文を記念して、モスクワに革命を担う人材を養成することを目的としてモスクワ中山大学が設立された。このようにソ連留学を決意した当時の情勢も、中国国民党最高幹部の蔣介石の息子である蔣経国のソ連留学を後押しした。

### 留学初期
蔣経国の留学先は、設立されたばかりのモスクワ中山大学となった。蔣経国をはじめとするモスクワ中山大学一期生は総勢約340人であり、学生たちは大きく分けて三つのグループに分かれた。まずは中国国民党が派遣した人たちである。国民党から派遣された人物の多くは蔣経国に代表される国民党要人の子弟であり、廖承志、于秀芝などがいた。第二のグループは中国共産党が派遣した人たちで、楊尚昆、王明らがいた。そして第三のグループは当時ヨーロッパに滞在していた人たちの中から選抜されたグループであり、その多くがフランスで勤労をしながら修学をする勤工倹学運動を行ってきていた。第三のグループは政治的には国民党系統・共産党系統が交ざっており、代表的な人物としては鄧小平が挙げられる。モスクワ中山大学の学生は建前上中国国民党の党員であることが条件になっていたため、1925年10月初旬、蔣経国は国民党に入党する。
モスクワ中山大学の第一期生に選ばれた蔣経国は、約90人の留学生とともに1925年10月、ソ連の貨物船で上海を出航し、ウラジオストクへ向かった。ところが蔣経国の乗った貨物船は以前家畜の輸送船だったらしく、すさまじい悪臭がした。あまりの悪臭に蔣経国は下船も考えたが、黄埔軍官学校校長の蔣介石の息子が逃げ出したらどんな騒ぎになるかと考え、思いとどまった。ウラジオストクへの船旅で、蔣経国は孫文の『三民主義』、そしてニコライ・ブハーリンの『共産主義のABC』などを読み、初めてインターナショナルを聴いた。ウラジオストクで貨物船を下船後、シベリア鉄道の普通列車に乗り、25日かけて11月下旬、ようやくモスクワに到着した。

### モスクワ中山大学時代
蔣経国が第1期生として入学したモスクワ中山大学学長には、トロツキー派の主要メンバーであったカール・ラデックが選ばれ、スターリン派のパーベル・ミフが副学長となった。ところで大学が創設された1925年は、スターリンがトロツキーら政敵を排除し始めた年であった。スターリン派とトロツキー派との抗争は、やがて蔣経国のソ連生活に深刻な影響を与えることになる。
モスクワ中山大学では講師のほとんどが中国語ができなかったため、中国語通訳付きでロシア語、ないしは英語で授業が進められた。科目はロシア語の他、史的唯物論、資本論、レーニン主義などのマルクス主義社会科学、党の組織論、そして革命運動論が討論重視の授業形式の中で講義され、孫文を記念し、国共合作を象徴する大学であったにもかかわらず、三民主義の講義などはなかった。モスクワ中山大学では留学直後に各学生にロシア名が与えられた。蔣経国はニコライ・ウラジーミロヴィチ・エリザロフ（Николай Владимирович Елизаров）という名が与えられ、「同志ニコラ」と呼ばれるようになった。大学開校直後、国民党系の学生と共産党系の学生との間で、衝突が起こった。学内で一部の国民党系の学生の素行が悪いと、反感を買ったのである。蔣経国は、共産党系の学生たちの方が、品性に優れていると感じ、入学直後の12月には中国共産主義青年団に加入し、共青団ではモスクワ中山大学クラブの書記や副主席などを歴任した。国民党幹部の子弟たちの多くが裕福な家庭の出身であり、どうしても自由奔放に振る舞いがちであったが、その中で蔣経国は、マルクス主義の学習に真摯に取り組んでいた。
しかし、モスクワで勉学に励む蔣経国に、まもなく恋が芽生えることになる。1926年3月末、中国国内の政争を避け、馮玉祥がモスクワにやって来た。そして、馮玉祥の長男・洪国と長女・弗能は、モスクワ中山大学に入学することになった。蔣経国と馮洪国は、北京の海外補修学校で同級生であり、旧知の間柄であった。馮洪国は妹の馮弗能を蔣経国に紹介し、やがて2人の間には恋が芽生え、事実上の同棲生活を営むようになった、と考えられる。
ソ連当局が、モスクワ中山大学を設立した思惑としては、ロシア革命によってソ連が成立したものの、アメリカ・イギリス・フランス・日本といった帝国主義列強に囲まれて孤立状態にあったため、世界各地、とりわけ列強の植民地や従属させられていた地域で、民族革命を起こし、帝国主義支配体制に風穴をあけることを目指していた。これは列強の植民地や従属を強いられていた地域からソ連に学ぶことになった人々の要求にも合致していた。しかしそのような中で、ソ連ではスターリン派とトロツキー派との対立が激化していた。両派は政治経済路線、そして国際共産主義運動を巡る対応について厳しく対立した。
モスクワ中山大学で蔣経国は、学長のラデックらからトロツキーの革命理論の洗礼を受けた。国際共産主義運動についてスターリンは一国社会主義論を唱え、ソ連のみでも社会主義建設が可能であると主張したが、トロツキーは帝国主義列強に包囲された現況を永続革命論で打破することを訴えた。列強から圧力を受けていた中国の現況を変革することを求め、モスクワ中山大学で学ぶようになった学生たちにとってみれば、どうしても一国社会主義論よりもトロツキーの永続革命論の方が受け入れやすかった。蔣経国もトロツキー派に与するようになっていった。しかしソ連国内での権力闘争はスターリン派の優勢は動かなかった。中国人留学生の多くはソ連国内の情勢を警戒してトロツキー派への傾倒を隠そうとしたが、蔣経国はモスクワ中山大学在学中、そのような中国人留学生の「隠れトロツキスト」といった状態を批判し、パンフレットの印刷や学習会への参加を続けていた。
政治問題は、蔣経国と馮弗能との関係にも亀裂を生み出していた。馮弗能はモスクワ中山大学内で評判の美女であったが、政治的なことへの関心は薄く、「お嬢様」であると見なされていた。中国を変えようとの理想に燃え、モスクワで学ぶようになった学生たちの中からは、馮弗能を中国へ送還しようとの声も出ていた。実際、共産主義青年団をはじめとする中国共産党の組織では、組織外の人物との男女関係は望ましくないとされており、蔣経国も馮弗能に対して、しばしば共産主義青年団への加入を働きかけていたが、彼女は首を縦に振ろうとはしなかった。
蔣経国が、モスクワで共産主義について学び、トロツキーに心酔し、共産主義者青年同盟に加入して共産主義者としての歩み始めた頃、故国の情勢は急速に変わりだしていた。蔣経国がソ連に留学する頃、蔣介石は自らが校長を務めていた黄埔軍官学校が、ソ連の強力な支援で成り立っていたこともあり、ソ連を礼賛する発言を繰り返しており、「赤い将軍」「中国のトロツキー」などと呼ばれていたほどであった。しかし、蔣介石は息子とは異なり、ソ連に対して心底共鳴していたわけではなく、中国国内での国共合作間も、共産党に対する警戒を怠らなかった。とりわけ、1926年3月に起きた中山艦事件以降は、共産党に対する警戒感を強めていた。国共合作中、国民党と共産党は、主導権を握ろうと暗闘を繰り返していた。そして、黄埔軍官学校校長とともに国民革命軍総監に就任した蔣介石は、1926年7月、軍事力で北京政府を打倒して中国統一を最終目的とした、所謂「北伐」を開始する。国民党の軍権を掌握し、北伐を指揮した蔣介石は、国民党のリーダーにのし上がっていく。
北伐は、当初の予想を上回る破竹の進撃を続け、蔣介石率いる国民革命軍は武漢に到達し、ここに国民政府を遷都させた。1927年3月10日、蔣介石ら国民党の首脳が不在の中で、武漢で国民党左派・共産党系の国民党員が主導して国民党の三中全会が開催され、会議の結果、蔣介石は主要ポストから失脚する。同月、共産党に指導された上海の労働者たちがゼネストを組織して軍閥を追い出し、上海を支配下におくという事態が発生する。ここに至って蔣介石は、上海財界の支援を受け、自らが指揮する部隊に加えて李宗仁の部隊を動員し、さらに上海の暗黒街組織の青幇などの助力も得て、4月12日に上海クーデターを断行し、武力による共産党弾圧を開始した。
蔣介石は、4月18日に武漢国民政府に対抗して、反共を全面に掲げた南京国民政府を樹立し、その後共産党弾圧は中国全土に広まった。経済の中心地である上海など、長江下流域との連絡を絶たれた武漢国民政府は、長い間持ちこたえることはできず、スターリンからの国民党の共産化を指示する密命が、明らかとなったことも重なって、結局、武漢国民政府を指揮していた汪兆銘ら国民党左派も、7月には反共に転向し、第一次国共合作は崩壊し、武漢国民政府も南京国民政府に合流する。
中国国内の国共合作を前提に創設されたモスクワ中山大学では、蔣介石の上海クーデター断行によって激震が走った。とりわけ、蔣介石の息子である蔣経国が受けた衝撃は大きく、極めて困難な立場に立たされることになる。上海クーデターのニュースが報じられたモスクワ中山大学では、早速学生集会が開催され、学生たちはクーデター当初は国共合作を堅持していた武漢国民政府に対して、「帝国主義の走狗、反革命の蔣介石とその一味に対する」闘争を堅持するよう呼びかける電報を送った。
学生集会では、真っ先に蔣経国が演壇に立った。ロシア語で、自分は蔣介石の息子としてではなく、共産主義青年団の息子として話すと前置きをした上で、
と、父・蔣介石に対する絶縁状をたたきつけた。この蔣経国の声明文はタス通信を通じて全世界に配信された。
上海クーデターの後、モスクワ中山大学の国民党系の学生たちは帰国ないし送還、共産党や共産主義青年団に加入してソ連に残る、はたまたシベリア追放という形に分かれた。蔣経国と交際していた馮弗能は、この段階になって初めて共産主義青年団への加入を申請するが、申請は却下された。国民党の幹部子弟である上に、これまで、政治的なことに関心を持とうとしなかった馮弗能に対する不信感が、却下の原因と考えられる。そしてまもなく、蔣経国は馮弗能との関係を清算することになる。これは反共クーデターを起こした蔣介石の息子である蔣経国としては、国民党幹部の子弟である上に政治に無関心の馮弗能との関係を清算することによって、真の共産主義者であることを示す必要があったものと考えられる。

### ロシア民衆の中へ

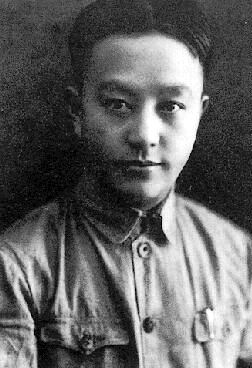
ソ連時代の蔣経国をいじめ抜いた王明

上海クーデターによる混乱の中、1927年4月に蔣経国はモスクワ中山大学の課程を修了した。卒業後、蔣経国は中国帰国を申請したと言われているが、父に対する絶縁状をたたきつけた直後に帰国を申請したとは考えにくいとの説もある。武漢国民政府も反共に転じた1927年夏、国民党系の学生の多くは帰国していったが、蔣経国は帰国することができなかった。中国の最高実力者となった蔣介石の息子である蔣経国は、いわばスターリンの人質としてソ連生活を継続することになり、検閲は受けたもののこれまでは行うことができた中国との国際郵便での連絡もできなくなった。
帰国できなかった蔣経国は赤軍入隊を志願するが、研修生身分での訓練のみ認められ、モスクワ郊外の部隊で訓練を受けた。訓練の成績は優秀であり、レニングラードのトルマトコフ中央軍政学院に推薦され、進学することになる。ところでモスクワ中山大学学長のラデックはトロツキー派の代表的な人物であり、必然的にモスクワ中山大学はトロツキー派の一大拠点となっていた。しかも上海クーデター後の対応をめぐり、学内でのスターリン派とトロツキー派との抗争は激化していた。激化する抗争を見て、スターリン自身がモスクワ中山大学を訪れ、学生たちにトロツキー派の「誤謬」を正す一幕もあった。このような中、中国共産党モスクワ支部はトロツキー派を反動と決め付けた。1927年12月にはラデックがソ連共産党第15回大会で除名され、シベリア送りとなった。この直後蔣経国はこれまでのトロツキー派から離脱している。この蔣経国の転向は不利となってきたトロツキー派から逃げ出したものと周囲から批判されたが、蔣経国自身は「自分はまだ自覚が高くなかった」と説明していた。トロツキー派の多くの中国人学生が除名や処刑の対象になったのにもかかわらず、蔣経国が過酷な処分を免れたのは、やはり蔣介石の息子は利用価値があるとソ連当局、そして中国共産党モスクワ支部から判断されていたからであると考えられる。しかしかつてトロツキー派であった上に、中国大陸で共産党を執拗に攻撃し続ける蔣介石の息子である蔣経国に対し、中国共産党モスクワ支部、そして支部長の王明は執拗な攻撃を続けることになる。
トルマトコフ軍政学院で蔣経国は、軍事専門分野とともに赤軍の政治統制組織、方法論について学んだ蔣経国は軍政学院に在学中の1928年、江浙同郷会事件という事件に巻き込まれる。これは蔣経国のもとにモスクワ在住の中国人の友人から一通の手紙が届き、その中で「このたび江浙同郷会を立ち上げることになり、君（蔣経国）が会長に推挙された。ついては会員への経済的援助を惜しまないように」。と書かれていた。これは蔣介石の息子として経済的に恵まれていた蔣経国に対する羨望交じりの冗談であった。ところがこの手紙を蔣経国と同室であった国家政治保安部の秘密要員が見つけてしまったことから騒動が勃発した。この話を聞きつけた中国共産党モスクワ支部長の王明は、蔣介石の指示と資金援助により蔣経国が江浙同郷会なる反革命組織を立ち上げようとしているとして、蔣経国や王明の反対派を一網打尽にしようとした。モスクワ中山大学内では、王明の指示によって多くの学生が逮捕、除名されたが、事件が大きくなるにつれて王明の独断専行に対する反発が高まり、結局ソ連共産党が乗り出して調査したところ、江浙同郷会は存在しないことが明らかとなり、ちょうど訪ソ中の周恩来も江浙同郷会事件の調査に参加し、やはり江浙同郷会なるものは存在する事実がないことが明らかとなり、事件は収束した。
軍政学院時代、蔣経国はしばしばソ連共産党への入党申請を出した。これに対して「反革命の頭目」蔣介石の息子であり、しかもかつてトロツキー派であったことを危惧する声が上がり、学院の全学党員大会で審議の結果、1930年3月にソ連共産党の候補党員となることが認められた。ソ連共産党候補党員となった直後の1930年5月、蔣経国はトルマトコフ中央軍政学院を優秀な成績で卒業する。
トルマトコフ中央軍政学院卒業後、蔣経国は中国帰国の申請を出すが却下され、それならばと正規に赤軍に入隊を希望するも、中国共産党モスクワ支部長の王明らの妨害によりそれも叶わなかった。結局国際レーニン学校の中国学生視察団の副指導員となり、中国人学生をコーカサスやウクライナに案内し、いわゆる社会主義建設の成果を見学した。この視察旅行の最中、蔣経国はグルジアでスターリンの母・ケテワン・ゲラーゼと会った。スターリンの母は蔣経国に対して「父親というものは必ず子どもを愛しているものです。子どももまた父親を愛すべきなのです」と語った。
ところが案内を終えてモスクワに戻ったところ、蔣経国は高熱を発し、入院を余儀なくされる。入院中、蔣経国のもとにはロシア人の友人3人が見舞いに駆けつけてくれたが、中国人は誰一人としてやって来なかった。蔣経国は以前はトロツキー派であり、先日の江浙同郷会事件の経過から見てわかるように中国共産党モスクワ支部ににらまれていることは明らかであり、中国人たちは身の安全を考えて蔣経国を敬遠していたと考えられる。この事件は人間不信、心を許せる友人の欠如という蔣経国の人格形成に無視できない影響を与えたと考えられる。
大病から回復した蔣経国を待っていたのは、中国共産党モスクワ支部からの「階級敵の息子を通訳として働かせるのは望ましくない。これまで工作経験がないので工場で党の仕事をさせるべき」との横槍であった。1930年10月、蔣経国はモスクワ郊外の電気工場で一般労働者として働くこととなり、毎朝、満員電車に乗って工場に出勤するようになる。これが蔣経国にとって初めてソ連一般社会の中での生活体験となった。蔣経国は電気工場で働きながら夜間の技術学校に通い、昇任と昇給を目指した。やがて努力が認められ、工場の生産管理部門の副主任に推薦されたが、中国共産党モスクワ支部の反対で副主任にはなれなかった。それどころか中国共産党モスクワ支部は蔣経国をシベリアのアルタイ金鉱に追放するように執拗に要求した。この要求に対し、蔣経国は健康上の理由で拒否し、コミンテルン本部も蔣経国の訴えを聞き入れた。しかし中国共産党モスクワ支部はあくまで蔣経国をモスクワから追放することにこだわり続け、結局1931年11月、モスクワ郊外の貧しいシコフ村に送られることになる。
シコフ村はモスクワ中心部から遠くはなかったが、モスクワ近郊の中でも最も貧しい村と言われていた。そんなところに放り出された蔣経国は、到着早々村人たちの冷たい視線を浴び、初日の晩は泊めてくれる場所すらなく、やむを得ず教会の車庫で一夜を過ごすことになった。村人たちにとってみれば、事情がよく分からない中でこれまで見たこともない小柄な東洋人の男が突然村にやって来たわけで、蔣経国を歓迎することはできなかった。
忍耐強いところのある蔣経国は、怒りを腹の中に納めて村人たちに「こんにちはみなさん」と挨拶した。すると1人の老人が「お前も俺たちと一緒に畑を耕すんだ」と、農具一式を蔣経国に渡した。これまでやったことがない農作業であったため、村人たちから「こいつはパンの食い方は知っているのに畑を耕すことは知らない」などとからかわれながら一日の作業を終え、疲れ果てた蔣経国は再び教会の車庫で横になると、夜中に戸をたたく音がする。戸を開けてみると1人の老婆が立っていて、「ここは寝る場所じゃないよ、私の小屋でお休み」と、蔣経国に声をかける。最初は遠慮したが、老婆が「こんなところで寝ていると病気になってしまう」と、蔣経国を説き伏せ、この日からこの老婆、ソフィア婆さんの家に厄介になることになった。
一生懸命に働く蔣経国の姿を見て、ソフィア婆さん以外の村人も5日目くらいから心を許すようになってきた。村人たちの信頼を勝ち得た蔣経国は、頑固な村の長老たち相手に宣伝工作を開始した。その後、知識のない村人たちのために土地の賃貸借交渉、農機具の購入、税務などを代行するようになり、農村ソビエトの副主席に選ばれるまでになった。シコフ村での体験で蔣経国は「偉そうに主義主張を訴えるよりも、行動実践するのが一番だ」、「大衆の信頼を得るには、まずその領袖を味方とし、大衆に影響を及ぼす」という大衆運動の真髄を身につけることになった。
一年間の「労働改造」を終え、シコフ村を挙げての見送りを受け、蔣経国はモスクワに戻った。しかしモスクワで生活することは許されず、スヴェルドロフスクに行かされて駅の荷物運搬の仕事をさせられた。スヴェルドロフスクで蔣経国は重病にかかってしまう。荷物運びの仕事の同僚たちによる必死の看病にもかかわらず、蔣経国は生死の境を幾日かさまよった。幸い25日かけて回復することができたが、病癒えた蔣経国を待っていたのはシベリアのアルタイ金鉱行きであった。これは中国共産党モスクワ支部、中でも支部長の王明による迫害であった。アルタイ金鉱で蔣経国は政治的な理由で送られてきた学者・学生・技術者たちとともに砂金取りを行う。幸いにしてアルタイ金鉱での蔣経国に対する評価が高かったため、1933年10月、9カ月でアルタイ金鉱から再びスヴェルドロフスクに戻り、ウラル重機械工場で働くようになった。

### 結婚とソ連時代最後の挫折

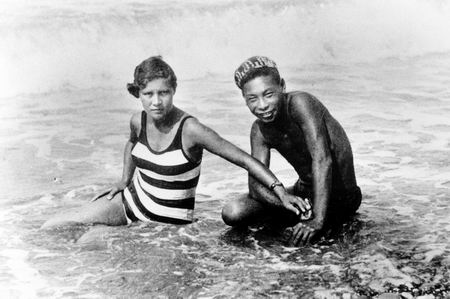
ソ連時代（1935年）の蔣経国とファイナ

蔣経国がウラル重機械工場で働くようになった1933年は、ソ連国内では「社会主義経済の創造」を目指す第二次五カ年計画の実施中であった。ウラル重機械工場もまた第二次五カ年計画達成を目指し、三交代制で稼動していた。このような情勢下で工場に技師として入った蔣経国は懸命に働き、五カ年計画の推進に全力投球した。その結果、1年後には副工場長に抜擢され、工場内の広報誌「重工業日報」の編集長を兼務するまでになった。
ウラル重機械工場での充実した日々の中、蔣経国は生涯の伴侶と出会うことになる。蔣経国より六つ年下の1916年生まれのファイナ（ファイナ・イパーチエヴナ・ヴァフレヴァ、Фаина Ипатьевна Вахрева）という女工である。ファイナは幼い頃両親と死別したために姉に育てられ、13歳にしてウラル重機械工場付属の技術学校に入学し、卒業後の16歳からウラル重機械工場で旋盤工として働いていた。ウラル重機械工場に入った翌年である17歳の時、蔣経国に出会ったファイナは、面倒見の良い蔣経国に感激し、蔣経国が病気で寝込むと献身的に看病した。そのような中で蔣経国とファイナは恋仲となり、ソ連共産党の組織も、コムソモールに所属していたファイナと、共産党の候補党員であった蔣経国との仲を祝福し、1935年3月、2人は結婚した。そして2人の間には1935年12月に長男・蔣孝文が生まれる。
しかし中国共産党モスクワ支部、支部長の王明による蔣経国への執拗な追及は続き、1934年8月から11月にかけてはソ連政府の内務人民委員部による尾行がつけられた。そして1935年1月にはモスクワに呼び出され、王明から「中国国内では蔣経国逮捕の噂が流れているのでそれを否定し、仕事は順調で自由な生活をしていると母に伝える手紙を書け」と強要した。その上で王明は手紙の下書きなるものを見せたが、その内容は蔣介石を徹底的に批判し、共産党を擁護しソ連の優位性を宣伝する内容であった。このような手紙を出すわけにはいかないと蔣経国は抵抗し、蔣経国から相談を受けたソ連当局も王明の「下書き」は好ましくないものであるとの見解を示した。そこで蔣経国は改めて自ら手紙を書いたが、王明は自らの下書きを勝手に送ってしまっていた。しかも手紙の内容はプラウダ紙上に紹介され、3カ月後には要旨がニューヨーク・タイムズに掲載される。
ソ連共産党の候補党員は、基本的に2年をめどに党員に昇格する。しかし1930年3月に候補党員となった蔣経国は6年経っても党員に昇格できなかった。これはトロツキー派であった過去などを中国共産党モスクワ支部、支部長の王明が問題としたことが大きく影響していた。当時のソ連では大粛清の真っただ中で、1936年に入ると蔣経国に対する監視も強化されていった。1936年9月、ソ連共産党ウラル党委員会は蔣経国の候補党員資格を剥奪し、同時にウラル重機械工場副工場長と重工業日報編集長から解任された。幼子を抱え、職を失った蔣経国一家の生活は妻のファイナの収入で支えざるを得なくなってしまった。しかしどん底状態に陥った蔣経国一家の運命は、まもなく大転換することになる。

### 西安事件と帰国
中国共産党モスクワ支部、支部長の王明による執拗な蔣経国いじめの背景には、父・蔣介石が中国で進めていた共産党掃討作戦があった。共産党の掃討は徹底して進められ、その結果、中国共産党は江西省瑞金にあった本拠地を放棄し、陝西省延安まで大移動を行ういわゆる長征を余儀なくされた。窮地に追いやられていた共産党勢力を救ったのが当時中国全土で高まりつつあった抗日の機運であった。当初、中国で満洲事変を起こした日本に対し、蔣介石を中心とする国民政府の対応は逃げ腰であった。国民政府の対応に中国国内では批判が高まりつつあり、その一方で中国共産党は1935年8月1日、一致抗日を訴える抗日八・一宣言を出した。1935年1月、蔣経国に対して母への手紙を書くことを強要した背景には、中国共産党モスクワ支部としては、抗日機運の高まりと南京政府への批判が集まる中、蔣介石の息子である蔣経国の手紙を通じて中国共産党の正当性を主張し、中国世論をより反蔣介石の方向へと誘導しようとのもくろみがあった。
ところでソ連当局が王明の「下書き」を望ましくないものとしたことからもわかるように、蔣介石に対するソ連当局と中国共産党モスクワ支部の評価には温度差があった。上海クーデター、その後の中国共産党掃討作戦にもかかわらず、ソ連当局は蔣介石の利用価値を認め、味方に引き入れようと考えていた。これは中国への進出を強める日本に対抗するためには、蔣介石を含む中国内の諸勢力が一致協力して抗日に向かうようにしなければならないとの判断であった。そのためには中国共産党の強硬な反蔣介石の姿勢を和らげる必要があるとみていた。
一方、国民党の中でも共産党掃討に力を注ぎ、抗日に熱意を見せようとしない蔣介石に対する不満が現れ始めていた。このような中で中国共産党は張学良らに接近していった。共産党と張学良らとの接近は蔣介石の耳にも届き、1936年10月、そして12月に、蔣介石は張学良らを説得するために西安に赴いた。蔣介石は張学良に対して共産党掃討の継続、一方、張学良らは蔣介石に一致抗日を主張し、話し合いは物別れに終わった。そして12月12日、張学良は蔣介石の身柄を拘束する。いわゆる西安事件である。
蔣介石の身柄拘束を聞いた毛沢東・朱徳らは、蔣介石を殺害してから国民党側との対話に臨もうと考えた。しかしコミンテルンから蔣介石を殺さぬよう強力な指導がなされ、結局蔣介石側と中国共産党側との間に交渉が持たれることになった。
身柄を拘束されて3日後の12月15日、蔣介石は妻の宋美齢宛ての遺書を書いた。その中で蔣介石は「家のことに関しては、ただあなたに2人の遺子、経国と緯国をあなた自身の息子として見てもらいたいということだけである」と書いた。やがて中国共産党側からは交渉役として、黄埔軍官学校時代、校長と教官という関係で旧知の周恩来がやって来た。交渉の席で周恩来はまずは交渉条件についてはおくびにも出さず、よもやま話で場の雰囲気が打ち解けた後に蔣経国のことを話題にした。そして蔣介石が息子を思う親心を覗かせると、すかさず父子の再会に尽力する旨を請け合った。結局、交渉は成立して蔣介石は釈放され、年末には南京に戻った。
西安事件の後、蔣経国はスターリンとコミンテルン宛に帰国を願う手紙を送っていた。第二次国共合作への動きが進む中、1937年3月、蔣経国は突然モスクワの外交部に呼び出され、外務次官から中国帰国の許可を知らされた。中国帰国が決まると、これまでとは打って変わってソ連当局は蔣経国に対し厚遇ぶりを見せる。蔣経国と再度会見した外務次官からは中ソ関係の進展に期待するメッセージをもらい、コミンテルンのゲオルギ・ディミトロフ書記長からは国共合作と蔣介石の活躍に期待する旨のメッセージを伝えるように依頼された。しまいにはこれまで蔣経国のことを執拗に迫害し続けた王明までも慇懃な態度で現れた。モスクワの中国大使館では蔣経国一家のために盛大な帰国パーティを催し、1937年3月25日、蔣経国は妻子とともにモスクワを後にした。
12年間に及ぶソ連生活の中で、蔣経国は二つの重要な能力を身につけることができた。まずはトルマトコフ中央軍政学院で赤軍の政治統制組織・方法論について学んだ上に、江浙同郷会事件以降、事あるごとに中国共産党モスクワ支部、とりわけ支部長の王明からの圧迫、そして国家政治保安部などソ連の秘密警察機構の脅威にさらされていた。このような中で蔣経国は秘密警察組織、政治委員による軍の統制方法についての知識・経験を深め、さらには政治的敵対勢力・敵対者に対する攻撃方法などを身につけた。このような能力について国民党・政府内で蔣経国を上回る者は存在せず、やがて国共内戦敗北後、台湾で特務機関の長として辣腕を振るうことになる蔣経国にとって大きな財産となる。
一方、モスクワ郊外のシコフ村を皮切りに、ソ連の農村・工場などで農民や工場労働者と共に働いたことによって、父・蔣介石にはない、民とともに歩む大衆政治家として振る舞う能力を身につけることができた。この能力はとりわけ1970年代以降、国際的孤立を深める中で中華民国の最高指導者となった蔣経国にとって大きな役割を果たすことになる。

## 帰国と中国政治デビュー

### 父との再会
中国帰国前、蔣経国はモスクワの中国大使館で中国大使蔣廷黻と面会した際、いくつかの不安を口にしていた。蔣経国が口にした不安は、パスポートも金もないことや、ロシア人と結婚していることもあったが、最大の懸念は果たして父の蔣介石が自分を受け入れてくれるかどうかであった。かつて上海クーデター直後には父に対する絶縁状をたたきつけ、その後も王明の強要によって蔣介石を徹底的に罵倒した母への手紙を送られ、その内容をマスコミに報じられてしまった経緯もあり、果たして自分のことを父が受け入れてくれるかどうか、正直不安であった。蔣廷黻は蔣経国に対し、パスポートやお金の件、ロシア人女性を妻としていることは全く問題にならないと説明し、蔣介石は蔣経国との再会を心待ちにしていることを請け合った。
蔣経国一家がシベリア鉄道で終着駅のウラジオストクに着くと、中国総領事らが盛大な歓送会を催した。その後、船に乗り込み上海へ向かった。妻のファイナにとって中国行きは故郷との別れを意味しているが、彼女は故郷を離れることに抵抗はなく、むしろ新しい世界への憧れに胸をふくらませていた。蔣経国一家は4月19日に上海に到着した。港には弟の蔣緯国が出迎えていた。
ところで父の蔣介石は12年前に別れたきりとなっていた息子の帰国を父として喜んだものの、つい数カ月前まで共産党掃討に傾注していた国民党・中華民国の最高指導者の立場に立ってみると、ソ連に12年間も生活し、ソ連共産党の候補党員となり、かつて自分に対する絶縁状をたたきつけ、その上、ロシア人女性を妻として連れてきた息子に対する戸惑いを隠せなかった。蔣介石は帰国したその日のうちに杭州で息子一家と対面をしたとの説と、帰国後2週間後にようやく面会を行ったとの説がある。いずれにしても中国国内にソ連生活が長い蔣経国に対する疑念があることを考慮した蔣介石は、息子の帰国後、世間にすぐに会う姿を見せなかった。

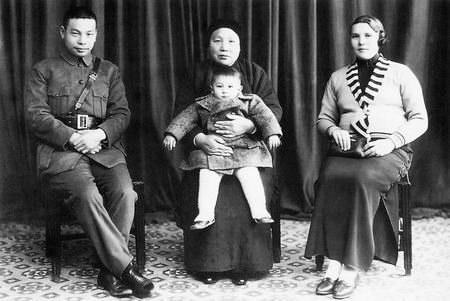
蔣経国一家。右より妻・蔣方良、母・毛福梅と長男・蔣孝文、蔣経国（1937年11月、江西赴任直後に南昌で撮影）

蔣介石は息子に対しまずは故郷の渓口鎮で過ごすよう指示した。生母の毛福梅のもとに戻った蔣経国はまず、伝統的な中国式のやり方で結婚式を再度執り行った。妻のファイナは家庭教師から中国語を学び、やがて浙江訛りの中国語を話せるようになっていった。そして妻のファイナは中国名を蔣方良と名乗ることになった。
帰国当初、蔣経国は中国語を忘れてしまっていた。蔣介石からソ連生活についてのレポート提出を求められた蔣経国は、ロシア語でレポートを書き上げて「中国語への翻訳」を依頼し、蔣介石を唖然とさせた。もちろん蔣介石は蔣経国を叱責し、中国語をしっかりと学び直した上で改めて中国語でレポートを書くよう指示した。蔣介石がソ連生活についてのレポート提出を求めた背景には、息子の思想検査の意味合いがあった。父の意図を察した蔣経国のソ連生活レポートは、全体としてソ連に批判的なトーンで記述されている。
中国語の再学習とともに蔣介石が学ぶように指示したのは「国父孫文の教えと遺言」、少年時代に学習するよう指示された曽国藩の家訓と王陽明の全集であった。蔣経国の再学習期間中、蔣介石は家庭教師に学友までつけた。長いソ連生活を終えて帰国した蔣経国にとって、伝統的中国思想の再学習と共産主義からの決別という思想改造は蔣介石のもとで中国社会で生きていく以上、必須の過程であった。
故郷の渓口鎮で勉学に励む蔣経国に対し、蔣介石は「今後お前は何をやりたいのか？」と尋ねた。すると蔣経国は「政治か工業のいずれか」と答えた。蔣経国が工業を持ち出した理由としては、ソ連経験が長く、ソ連共産党の候補党員にまでなっていた蔣経国が政治に携わることで父の足を引っ張りたくないとの思いと、ウラル重機械工場で副工場長まで務めた経験を生かし、中国の工業化に尽くしたいとの考えがあったと考えられる。しかし蔣介石は息子に政治の道を選び、今後政治を行っていくためにも、故郷の渓口鎮で農村事情の研究をするように命じた。

### 贛南での成功

#### 贛南への赴任

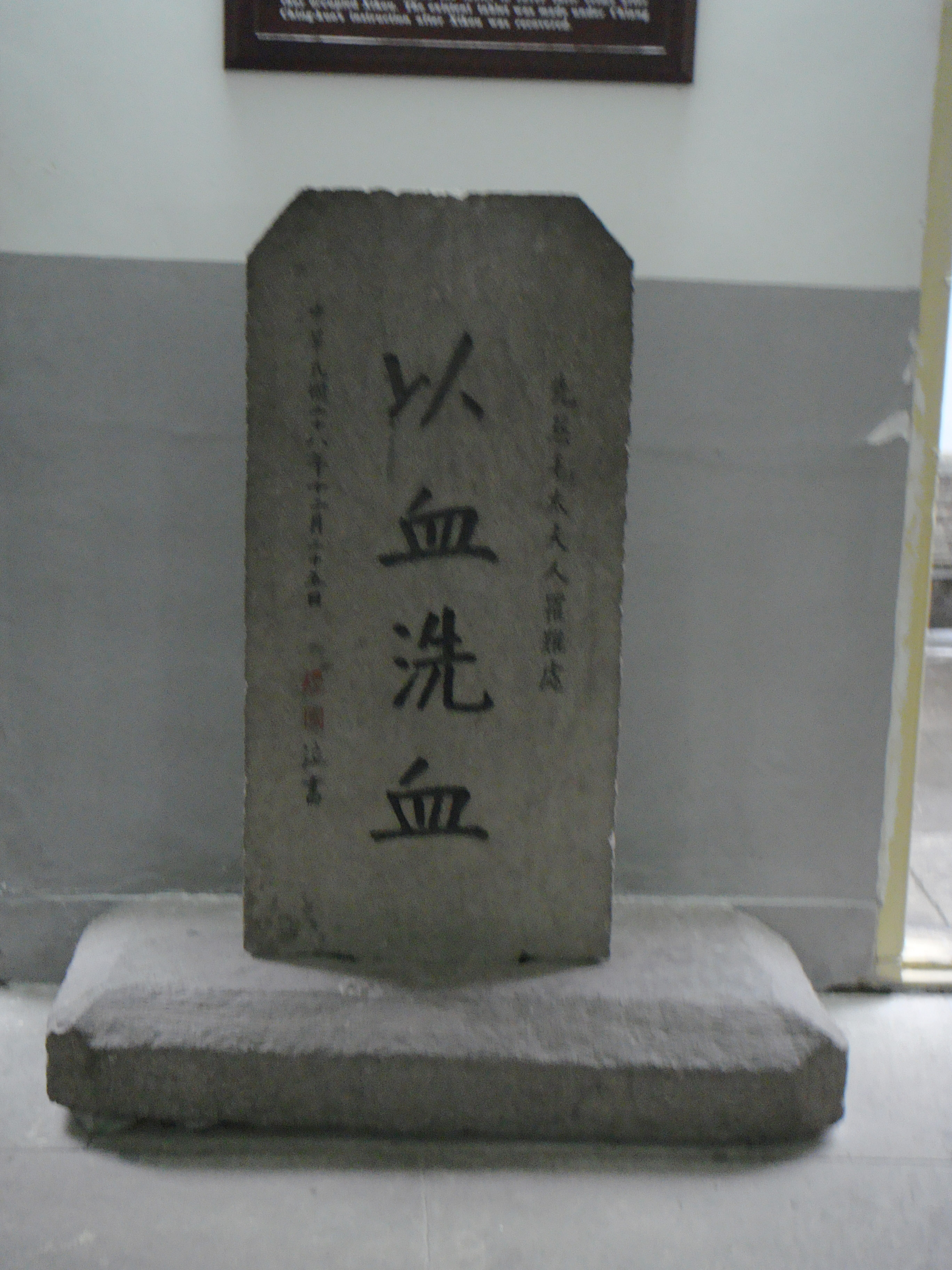
日本軍による攻撃で死亡した母を悼んで蔣経国が建立した、「以血洗血」の碑（複製）

江西省を支配していた蔣介石の腹心の一人である熊式輝は、蔣介石に対して蔣経国を江西に派遣してはどうかと提案し、了承を得た。1937年10月、故郷の渓口鎮でのいわば蟄居生活から蔣経国は開放され、江西省の南昌へと向かった。江西省は長征前までは中国共産党の本拠地があり、国民党と共産党は約5年間江西省で戦った。蔣経国自身も最近まで共産党の勢力が浸透していた困難な地への派遣を望んだ。
1938年1月、蔣経国は江西省保安処少将副処長に任命され、その後しばらく省の保安関連の職務に従事する。熊式輝は自らが招いた蔣経国の思想と仕事ぶりをじっくりと見ていた。蔣経国の評判は上々であった。まず威張ることなく庶民的な感覚に優れ、兵士たちとともに寝起きして食事内容も一緒であり、部下たちから強い信頼を得ることに成功していた。1939年4月、蔣経国は発足したばかりの国民党の幹部養成機関である中央訓練団で研修を受けるべく、重慶へ向かった。中央訓練団で約1カ月間、研修を行った後の6月、江西省第四行政区行政督察委員に任命され、保安指令、贛県県長なども兼務し、贛南に赴任した。これが蔣経国にとって本格的な中国政治へのデビューとなった。
蔣経国の贛南赴任中の1939年11月、故郷の渓口鎮が日本軍による爆撃を受け、生母の毛福梅が死亡するという悲劇に見舞われるが、若き蔣経国は贛南で情熱的に政治に取り組んでいく。

#### 新贛南の建設

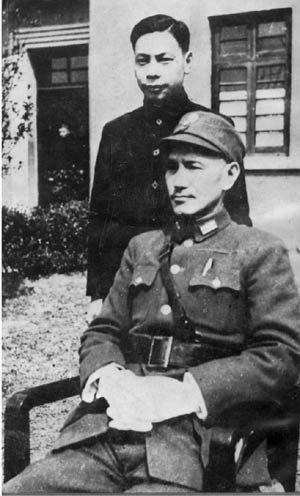
1940年3月、重慶にて蔣介石（前）に対し、贛南地方情勢を報告する蔣経国（後）

贛南は江西省の南部にあって、福建省・広東省・湖南省と境界を接している。江西省は先述したように共産党の本拠地があり、国民党は度重なる掃討作戦を行っていた。蔣介石は共産党勢力を駆逐中の1934年2月に、江西省の南昌から「食・衣・住・行」を「礼・義・廉・恥」に合致させ、「大衆の知識と道徳水準を高め、国家と国民を復興させる」ことを目的とした新生活運動を提唱していた。蔣介石が江西省から新生活運動を提唱した理由は、この運動を通じて江西省を中心として広まっていた共産思想の影響力を消し去ることをもくろんだと考えられる。
しかし蔣介石の号令にもかかわらず、共産党勢力を一掃した後の江西省は、民衆は困窮して財政は逼迫し、土豪劣紳がのさばり、文化は振るわないといった状態となってしまっていた。省の辺境である贛南の状況はさらに劣悪であり、複数の軍閥が我が物顔に跋扈し、行政の指示は全く行われず、米価は悪徳商人によって引き上げられ、アヘンの吸引者が約20万人に及び、マカオに次ぐ規模の賭博場が存在するといったありさまであった。
盧溝橋事件以降の日中全面衝突という事態が、江西省の状況をより複雑化させていた。1938年10月、日本軍によって武漢が陥落した後、江西省は国民党勢力の中心地の一つとなり、日本軍による攻撃が激化していた。こういった情勢に呼応して、日本への対決を旗印として国民党の各派閥が江西省に集結しており、それぞれが主導権を握ろうとして争う事態が起きていた。中国政界にデビューした蔣経国の前には、困難な課題が山積みである贛南の現状に加えて、国民党の各派閥との駆け引きが待ち構えていた。
蔣経国は父・蔣介石の提唱した新生活運動に「職」を加え、贛南の住民たちに「食・衣・住・行・職」を保障することを目標に掲げた。すなわち食・衣・住という衣食住の問題、行すなわち文化・教育の確保、そして職の創出を目指した。新贛南の建設開始に当たり、蔣経国は
と、贛南地区の青年幹部たちを前に訓示した。
目標の達成には行政の威令が行き届かない現状を改善しなければならない。蔣経国はまず軍閥の力をそぐことに全力を傾注した。自らが長を兼務する江西省第四行政区保安指令部に武力を集中させるため、最初に省内の兵力の中で下士官クラスに対して2カ月の訓練を行い、江西省の兵士としての自覚を持たせた。その上で省内の軍隊組織を再編し、組織内に政治指導員を配置して指揮命令系統の強化を図った。その結果、猛威を振るった軍閥は急速にその力を失い、行政の指示が行われるようになる下地ができた。軍事面に関して言えば、軍閥の粛清とともに日本軍との戦闘に多くの兵員を動員していかねばならない事情があった。そのため蔣経国は抗日についての精神動員を図り、さらには出征兵士とその家族に対する優遇措置を積極的に実施し、多くの兵士を動員することに成功した。
軍閥の弱体化に成功し、行政の機能回復へ向けての土壌が整う中、蔣経国はアヘン、賭博、売春がはびこる贛南社会の改善に取り組む。蔣経国としては乱れきった社会情勢の改善とともに、アヘン、賭博、売春に消費されている金銭を贛南社会の改善資金として還流させることも狙っていた。まずアヘンは贛南住民の健康を蝕んでいる上に、アヘンの売買が地方軍閥の資金源となっていたため、その対策は急務であった。蔣経国はアヘン常習者のために禁断症状を治療する目的の施設を建設するとともに、贛南一帯に厳しいアヘン取り締まりを断行する。取り締まりの中で贛南地域一のシルク商人がアヘン使用で摘発された。商人の家族は江西省主席の熊式輝に贈賄し、もくろみ通りに特赦されたが、蔣経国はかまわず銃殺刑に処した上で、熊式輝には「特赦状が届く前に処刑が終わってしまっていた」と報告した。蔣経国の断固たるアヘン取り締まりの成果は早速現れ、贛南のアヘン禍は激減する。賭博についても禁令を出したが、賭博場側も警備を増強して抵抗した。すると蔣経国は特務の要員と警察を動員して賭博場に乗り込み、多額の現金、金塊、宝石などを没収した。その後も贛南の幹部公務員が賭博で逮捕された際には赤いベストを着せて3日間さらし者にしたうえに刑務所に収監し、賭博常習者に強制労働を課すなど断固たる措置を取り続けた結果、賭博も贛南地域から姿を消していった。一方、売春については売春宿が営業税を納めていたため、行政内部で取り締まり反対の声が挙がった。しかし蔣経国は反対の声を一蹴して売春宿の全廃を布告し、営業税の徴収停止を指示した。その上で職を失う売春婦のために婦女工場を設け、職業訓練を行った。

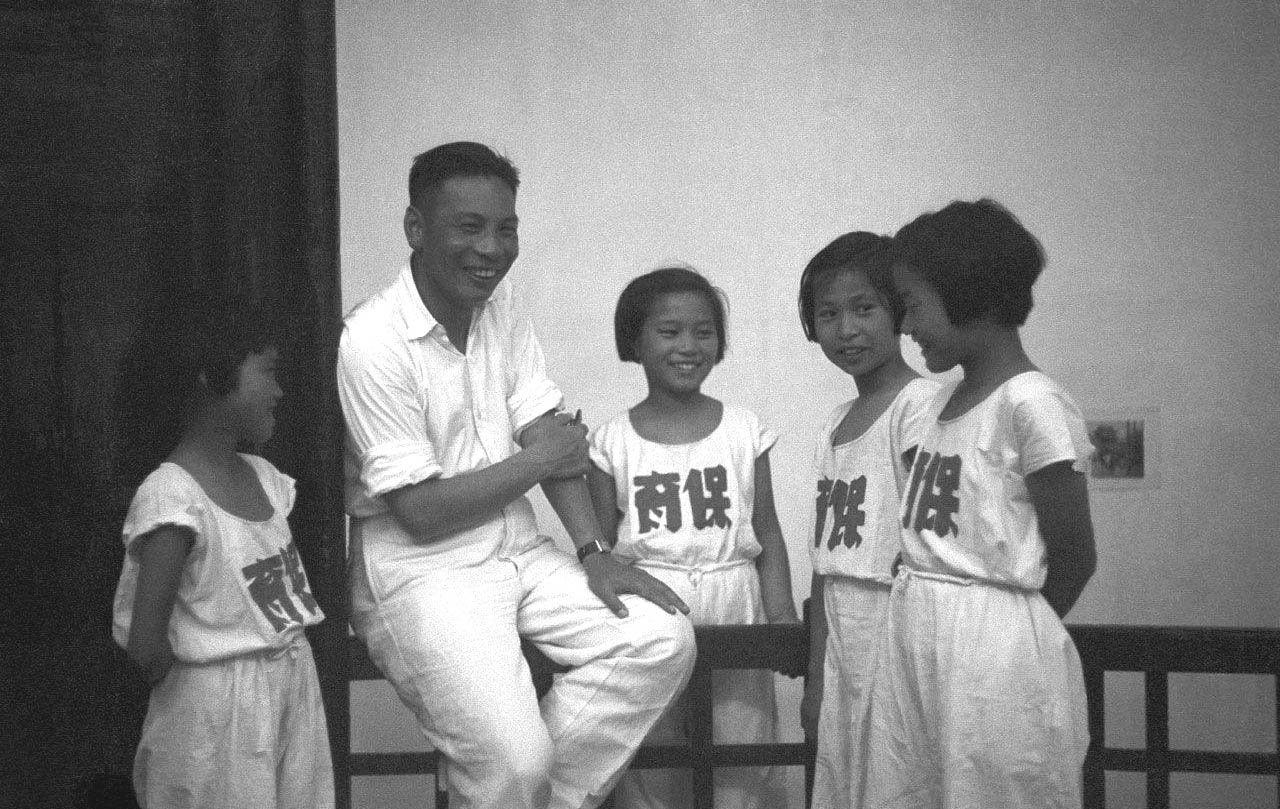
子どもたちに囲まれる贛南時代の蔣経国。蔣経国は治安の回復、経済再建、教育文化の向上に辣腕を振るった

軍閥の弱体化に成功し、社会悪の撲滅に効果が見え出す中、蔣経国はいよいよ本格的な新贛南社会建設に乗り出す。1940年12月、蔣経国は「建設新贛南第一次三年計画」を発表する。まず遅れた農村地帯であった贛南地区の農業改革であるが、農村に合作組織を形成させ、行政と連携して荒地の開墾や農業技術の普及、農機具の共同購入による普及、生産物の流通促進などに取り組んだ。この合作組織をはじめとする農業改革構想は、蔣経国のソ連経験、とりわけモスクワ郊外のシコフ村での農村経験が大きな影響を与えたと考えられる。一方商業についても改革に取り組んだ。三年計画の中で蔣経国は、贛南にはびこっていた暴利をむさぼる商人たちに対抗し、非営利の公営の交易商店を設立して日用品を供給し、地方自治体末端まで消費合作社を組織して消費共同ネットワークを構築した。そして商品の価格や商品の独占状態について調査を行い、むやみに価格を釣り上げる者や独占商人たちを処罰した。
蔣経国の経済政策は効果を上げ、さらには私用で役所の車に乗ろうとしないなど公私の区別に厳格で、ズボンにぞうり姿で町や農村を巡回し、一般庶民と気さくに言葉を交わす蔣経国の政治姿勢が多くの人々の共感を呼んだ。やがて中国史上で清廉な官吏、正義の味方として知られた北宋の官吏の包拯のことを指す「包青天」になぞらえて、「蔣青天」と呼ばれるようになる。
社会情勢と経済の安定の後に蔣経国が目指したのは、教育、文化の充実であった。「建設新贛南第一次三年計画」では、孫文の三民主義に基づく国民教育を行う中で、社会に巣食う封建主義を打破し、民族主義を称揚し、生産技能の向上を図ることが謳われていた。教育分野ではまず国民学校、中学の増設、非識字者をなくすために読み書きができない者たちに強制修学させる、労働教育、託児所などの整備、奨学金制度の発足、教育関係者に対する研修の実施など20項目の政策課題が挙げられた。中でも非識字者をなくす政策に力が注がれ、贛南地方では非識字者が激減する。国民学校、中学の増設も目を見張る成果を挙げた。
文化事業では各種メディアの創設、歌曲や演劇改良などを通じて抗日建国を柱とした国民精神の統合を目指した。ソ連生活の中で世論喚起の重要性を認識していた蔣経国は、文化政策を押し進める中で宣伝手段の充実に努めた。蔣経国が贛南赴任当時、贛南では新聞が2紙発行されていたが、それぞれバックとなる勢力があったため、自らの主張、見解を報道する新たな新聞を発行することにした。出版社、書店、月刊誌の創刊などを行い、文化事業を通じて自らの主張の浸透を図った。蔣経国系のメディアは民衆から上がった蔣経国を称える「蔣青天」という言葉を積極的にPRするなど、後述する蔣経国派の拡大と組織固めに寄与していく。
以上のような蔣経国の贛南における新社会建設の手法の多くは、明らかにソ連方式に類似している。実際国民党の中枢には「蔣経国は正真正銘の共産主義者だ、いまにも贛南は赤化する」と言う者すらいた。蔣介石の息子であるという立場が蔣経国を守った面は否定できないが、第二次国共合作の中、国民党の中にも容共的な雰囲気が見られたことも幸いした。贛南で大胆な政策を推し進め、人望を集めつつあった蔣経国に対し、国民党内で警戒する勢力も出てきた。政策を推し進める中でいわゆる抵抗勢力に対抗していくためにも、蔣経国は自らの手足となる蔣経国人脈の構築に取り掛かることになる。

#### 蔣経国派の形成

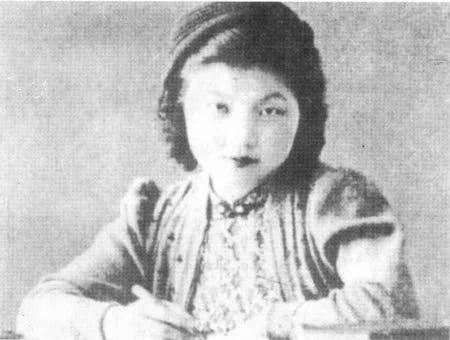
秘書で、愛妾の章亜若

江西省赴任当初、蔣経国には熊式輝がつけてくれた少数の部下の他には、ソ連留学の同窓生が部下となっていた。しかし同窓生らはソ連留学歴から共産主義者と疑われ逮捕拘留経験がある上に、国民党の特務からマークされ続けていた。先日まで共産党の根拠地があった江西省で、しかもリーダーである蔣経国自体がソ連留学組で共産主義者ではないかと疑いの目で見られている状況では、ソ連留学経験者が蔣経国の手足となって働くのには無理があった。先述のように日中戦争の主要戦場の一つであった江西省には、抗日を旗印に国民党の各派閥が集結しており、各派は省の主導権を握ろうと争っていた。そのため省内の官吏の多くは既存の派閥に色分けされた状況となっており、蔣経国が新贛南の建設という新政策を推し進めるにはどうしても新たに自らの人脈、派閥を形成する必要に迫られた。
蔣経国は国民党各派閥の色に染まっていない青年層を組織して、自らの派閥形成を行おうと考えた。蔣経国は三民主義青年団江西支団を人材抜擢の場所に選んだ。1939年8月、三民主義青年団江西支団準備所が組織されると、蔣経国は準備主任に就任する。三民主義青年団江西支団準備所の発足当初、各派閥の力が働き蔣経国の思い通りの運営ができなかったが、やがて各派閥の息がかかった人材を排除していき、自派の勢力を伸ばしていくことになる。
1939年9月、三民主義青年団江西支団が正式に発足し、同時に三民主義青年団江西幹部訓練班（江西青幹班）という幹部養成組織が発足する。江西青幹班の教官、訓練生は各派閥の影響力を排除するために厳選され、主任は蔣経国自らが兼任し、訓練所に泊り込んで幹部養成に当たった。江西青幹班では精神訓練、政治訓練、業務訓練、軍事訓練が課され、蔣経国本人が精神訓練の教壇に立ち、蔣介石の威光を背負った蔣経国に対する絶対的服従を説いた。訓練生たちに蔣経国の忠実な耳目となるように強調した。これは蔣経国の特務、情報工作に組み込まれることを意味しており、蔣経国人脈に連なる条件の一つとなった。蔣経国の江西青幹班の運営方法はかつて学んだモスクワ中山大学のやり方をまねたものであり、共産主義の代わりに三民主義を学び、さらには蔣経国が幼少期、故郷の渓口鎮で学んだ中国の伝統的な価値観を植えつけようとしたものであった。ここ江西青幹班を舞台に蔣経国は自らの派閥を形成し始めることになる。
1940年4月には江西青幹班の第一期訓練生が訓練を修了する。修了生の中には蔣経国の晩年まで補佐し続ける王昇、蔣経国の側室となり二子を儲ける章亜若といった幹部候補生がいた。蔣経国は優秀な江西青幹班修了生をどしどし抜擢していった。若い訓練生上がりが抜擢されるのを面白く思わない人たちも多く、「蔣経国の学生たちは元気はよいがまだ乳臭いガキにすぎない」などと揶揄した。しかし蔣経国は「乳臭い子であっても悪事に長けた老鬼よりマシだ」といって取り合わなかった。そして江西青幹班の第一期以降、二期生、三期生と修了者が増えていく中で、蔣経国と修了生、加えて修了生同士のネットワークが形成された。王昇、章亜若らはこのネットワーク作りでも主要な役割を果たした。
1944年1月、蔣経国は三民主義青年団の中央幹部学校の教育長に就任し、重慶での業務も兼務するようになり、1945年7月には贛南を離任し、江西省での職務はなくなる。江西省で養成した蔣経国派の人材の中から、蔣経国は自らの手足となる人材を引き連れていくとともに、自らの息がかかった人材を江西省の各部門に配置し、権力基盤の一つとして維持し、派閥をさらに発展されることをもくろんだ。
なお、江西青幹班の第一期修了生の中で幹部候補生となった章亜若は、訓練終了後は蔣経国の秘書となった。彼女は秘書としての業務とともに、蔣経国の視察時には必ず随行するようになった。やがて事実上の側室となり、妊娠が判明する。章亜若は桂林で出産することになり、1942年1月、双子の男の子を出産する。蔣孝厳と章孝慈である。しかし章亜若は1942年8月、毒殺とも噂された謎の死を遂げる。その後、蔣孝厳と章孝慈は母親の一族の元で成長していく。

#### 建設贛南建設第一次三年計画以降の蔣経国と贛南
多くの成果を挙げた建設新贛南第一次三年計画に続き、1944年からはより野心的な第二次五年計画がスタートした。しかしあまりに野心的な計画は実現性に欠けており、蔣経国自身も後に計画性が足りなかったと反省した。日本軍が第二次五年計画期間中に贛南地域を占領し、先述したように蔣経国自身も、三民主義青年団の中央幹部学校の教育長としての重慶での活動に力点が移っていたことも計画遂行に大きな支障となり、結局第二次五年計画は頓挫していく。
贛南で人望を集め、自派の形成を進めていた蔣経国に対して国民党の各派の警戒も高まっていた。中でもかつて上海時代の蔣経国の後見人の一人であった陳果夫とその弟・陳立夫が率いるCC系が蔣経国の活動の妨害を始めていた。まずCC系メディアは蔣経国が贛南で人望を集め、「蔣青天」と呼ばれるようになっていると大々的に宣伝した上で、陳果夫は蔣介石に対して息子蔣経国の活動の突出ぶりを注進し、蔣介石が息子の活動にブレーキをかけるよう仕組んだ。さらにCC系は江西省内で共産党の残党狩りと称して、省内の蔣経国系メディア幹部を逮捕した。贛南以降中央政界に出た蔣経国は、やがてCC系との深刻な対立を経験することになる。
蔣経国は江西省の贛南で政治活動をスタートさせた。新贛南の建設に蔣経国は若き日の情熱を傾け、青年たちを教育する中で自らの派閥形成に着手した。1944年以降の失敗や改革が進まなかった分野もあったが、新贛南の建設はおおむね成功を収め、特に若い世代からの支持を集めることに成功した。こうして蔣経国は幸先の良い中国政治デビューを遂げ、さらには自派の形成に着手することもできた。そして蔣経国の贛南での経験は、1970年以降、国際的孤立が高まる中、台湾で掲げた十大建設に生かされていくことになる。

### 度重なる挫折

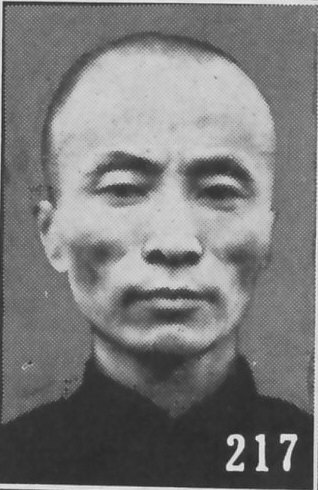
上海時代の蔣経国の後見人であった陳果夫は、CC系のリーダーとして蔣経国と対立するようになる

江西省の贛南で順調な中国政治デビューを遂げた蔣経国のために、父・蔣介石はもっと大きな仕事を用意しようと考え始めていた。蔣経国の次の活躍舞台として当初、候補に挙がったのは新疆省であった。この地は中国中枢から遠く、ソ連と国境を接しており、多くの民族が雑居している。新疆省は当時、軍閥化した盛世才が独裁的な権力を振るっており、ソ連と密接な関係を維持し、中国共産党とも緊密に連携して、蔣介石、国民党中枢部の威令が全く行き届かない状態が続いていた。
しかし独ソ戦の勃発が事態を大きく変えた。ソ連は対ドイツ戦に集中せざるを得なくなり、新疆方面への関心は薄くならざるを得なくなる。この機を蔣介石は逃さず、盛世才に圧力をかけた。盛世才は反共に転向し、新疆に国民党中枢部の威令が及ぶようになった。そこで蔣介石は盛世才に代えて蔣経国を新疆省の主席にしようと考えた。蔣経国は12年間ソ連生活の経験があり、ロシア語が堪能であったため、新疆と境を接するソ連との交渉には最適任者であった。しかし、蔣経国の新疆省主席就任案は周囲の反対があって実ることはなく、蔣介石は代わりに蔣経国を新疆へ特使として派遣し、新疆の実態調査を行わせた。
1944年1月に三民主義青年団中央幹部学校教育長に就任し、蔣経国は新たな任務に携わることになる。蔣介石自身、国民党の魅力が薄れてきていることを察知しており、三民主義青年団を組織して青年幹部の養成に期待を寄せるようになっていた。蔣経国は父の期待を担い、三民主義青年団中央幹部学校で人材育成に携わることになった。当時蔣経国はまだ30代前半であり、贛南での成功と父の威光を背負い、青年幹部の養成には最適任者と目されていた。
中央幹部学校は蔣経国がソ連で学んだモスクワ中山大学と似た形態のものとなった。「革命の学校として革命幹部の養成」を目標とした中央幹部学校は、校長を兼務した蔣介石の意思をその意志とし、学生は三民主義青年団、中央幹部学校を我が家とするよう、教育長の蔣経国は指示した。つまり領袖蔣介石、そして息子の蔣経国に忠実な部下「直系の直系」を養成することにあった。実際の中央幹部学校でのカリキュラムには、ソ連式の大衆運動をモデルとしたものも多かった。中央幹部学校には研究部という幹部の中の幹部を養成する組織があった。この研究部は中央幹部学校の中でも最初に設立され、蔣経国はまず幹部の中核を担う人材育成を目指したことを表している。中央幹部学校研究部の門には蔣経国によって「高官を望む者は入るなかれ、金持ちになりたい者は出て行くべし」と、大書された看板が掲げられていた。後に王昇と並ぶ蔣経国の側近となり、「文の李煥、武の王昇」と呼ばれるようになる李煥は、この言葉に深く感動して政治の世界に入っていく。
蔣経国が中央幹部学校の教育長として、青年幹部の養成に努力するようになる時期、世界の情勢は大きく動きつつあった。第二次世界大戦の趨勢がほぼ見えてきて、戦後の処理が大きな課題となってきたのである。1945年2月にはヤルタ会談が行われ、その中で中国を含む極東の戦後処理についても話し合われた。しかし中国はヤルタ会談に参加できなかった。ヤルタ会談の中で中国にとって大きな問題となったのが、ソ連の対日参戦の条件交渉となったヤルタ密約であった。密約の中でも外モンゴル（モンゴル人民共和国）の現状維持、ソ連が東北地方（満洲）の権益を確保することを認める条項が問題であった。結局ソ連と中国は交渉を行うこととなり、1945年6月末、蔣経国は宋子文を首席代表とするソ連との交渉団に、蔣介石個人の代理として随員の資格で加わり、ソ連との交渉に当たることになった。蔣介石とすれば息子を派遣することでソ連側に友好姿勢をアピールするとともに、ソ連生活が長くロシア語が堪能な蔣経国ならばソ連側の意図を把握しやすく、宋子文を補佐できると考えた。しかし交渉は難航し、蔣経国はスターリンとの直接交渉に臨むなど、途中中断を含み7次にわたる交渉の結果、8月14日には中ソ友好同盟条約が締結された。問題の外モンゴル問題、満洲におけるソ連の権益についてはほぼヤルタ密約通り、ソ連側の言い分が認められる形となり、中国側は大きな譲歩を余儀なくされた。
その一方で、中ソ友好同盟条約は東北地方の主権はあくまで中華民国にあることを認めており、ソ連政府は軍需品をはじめとする援助物資は全て、国民党を主体とする国民政府に提供することを定めていた。満洲国があった東北地方では、第二次世界大戦の終結とともに関東軍がソ連軍に降伏した。そこで東北地方を占領しているソ連軍の撤収と国府軍の進駐、旧満洲国の資産等の接収を円滑に行うため、蔣経国は1945年9月、国民政府軍事委員会東北行営外交部特派員に任命され、長春に派遣されることになった。
蔣経国が東北地方に派遣された理由は、やはりソ連との交渉に際して堪能なロシア語とソ連体験が生かせると判断されたためであった。蔣経国自身も東北地方で実績を挙げて政治基盤の一つとし、政治家としてステップアップしようと意気込んでいたが、蔣経国の側近たちはスターリンの野心を考えると間違いなく難交渉になると、東北行きを思いとどまらせようとした。しかし側近たちの忠告を振り切り、蔣経国は東北地方へと向かった。
側近たちの予想通り、ソ連との交渉は困難を極めた。まずソ連軍は旧満洲国内の工業設備を「戦利品」と称してかたっぱしからソ連国内に運び出していた。あれこれと理由をつけてソ連軍の撤収時期を先延ばしにしてきた。しかも国民党軍の満洲進駐に大連港の使用を拒否するなど、物理的にも進駐に困難な情勢を作り出していった。そうこうしているうちに共産党の軍勢が華北から東北地方へと移動してきて、後背地に拠点を築いてしまった。中国共産党に東北地方への浸透を許してしまったことは、続く国共内戦で国民党が敗北する要因のひとつとなった。蔣経国の対ソ交渉で成果を挙げ、東北地方に政治基盤を構築する目標は全く実現できず、大きな挫折を味わうことになった。蔣経国は意気消沈して東北地方を後にした。
1946年4月、国民政府は臨時首都の重慶から南京に帰還した。翌月には政府機構が南京で業務を開始したが、これまでの戦時体制の機構から、機構改革が行われることになった。ここで国民党中央党学校と三民主義青年団中央幹部学校の統合が課題となった。結局、両校は統合して中央政治大学となることが決まったが、新設の中央政治大学は中央党学校が主導権を握るのか、それとも中央幹部学校が主導権を握るのかで争いとなった。中央党学校は陳果夫・陳立夫兄弟が率いるCC系の牙城であり、一方中央幹部学校は蔣経国の息がかかっている。両者はともに主導権を握ろうと争ったが、やはりできてからまだ日が浅い中央幹部学校側の旗色が悪かった。結局蔣経国は中央政治大学の教務長となることで妥協が成立した。
ところが蔣介石が中央政治大学の学長名で蔣経国の教務長就任を発表するや、学生たちが騒ぎだした。これはCC系による煽動活動によるもので、結局全校学生大会で蔣経国の教務長撤回が決議されるに至った。結局蔣経国は中央政治大学の仕事を行うことなく辞表の提出を余儀なくされた。国民政府軍事委員会東北行営外交部特派員に続く大きな挫折を味わった蔣経国は、酒と女に溺れる日々を過ごすようになった。

#### 上海での経済統制失敗

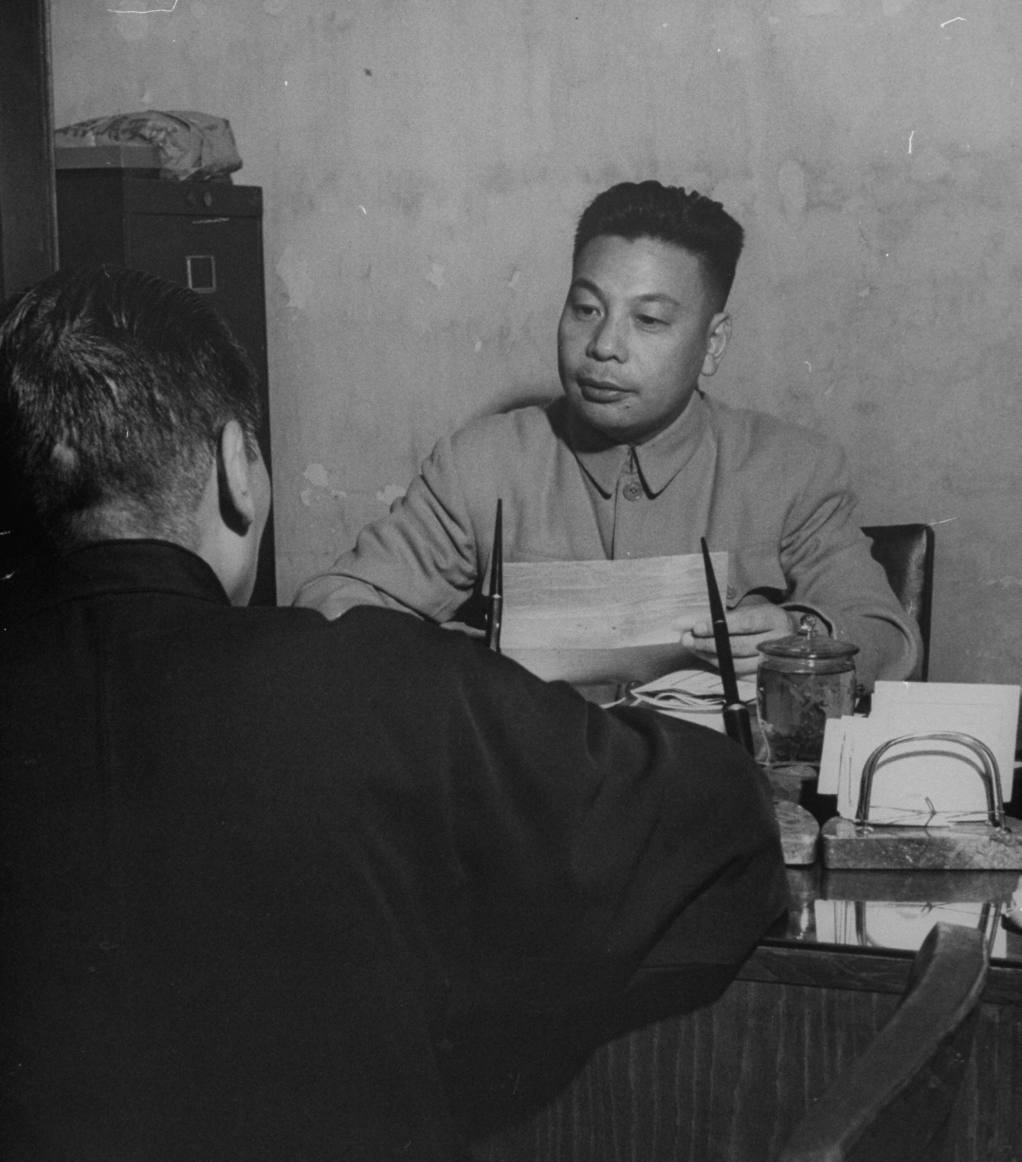
上海経済督導員時代、訴えに耳を傾ける蔣経国（1948年）

1946年夏から本格化した国共内戦は、ソ連の手引きで戦略的要衝の東北地方に足場を築き、国民党の勢力を抑えた共産党側が次第に優勢となってきた。共産党の支配地域の拡大は裏を返せば国民党の支配地域の減少を意味する。支配地域が狭くなるにつれて国民政府の税収は落ち込み、一方軍事支出は増大の一途をたどった。そのうえ国民政府を悩ませたのが難民の発生である。共産党支配を嫌い、共産党支配地域を離れた難民たちが国民党支配地域に流入していた。国民政府は難民に人道支援を行わざるを得ず、これも支出の増大に拍車をかけた。頼みのアメリカは国民政府の統治能力に疑問をつきつけ、援助をためらっていた。税収が落ち込む中でますます増える支出を賄うため、国民政府は通貨の発行量を増やすことで対応せざるを得なかった。結局発生したのは天文学的なインフレであった。すさまじいインフレは庶民の生活を直撃し、さらなる国民党離れを引き起こすというまさに負のスパイラルに陥っていた。
状況が悪化の一途をたどる中、1948年5月に国民政府から改組されていた中華民国政府は同年8月に経済改革を断行する。まずこれまで流通していた法幣を通用停止とし、代わりに金本位制に基づき金円券を発行した。そればかりではなく国民が所有している金、銀、銀貨および外貨を金円券と強制兌換し、金、銀、銀貨、外貨の私的な所有を禁じ、国外資産を登記させ、その上で財政管理、経済管理を強化して物価の安定と、国家予算、国際収支の収支バランスを取ることにした。経済改革を円滑に進めるために行政院直属の経済管理委員会が設けられ、蔣経国は委員の一人に選ばれた。そして経済の中心地である上海の経済統制を行うため、蔣経国は上海経済督導員に任命され、部下を引き連れて上海に乗り込んだ。
経済改革法では物価を1948年8月19日の水準で凍結することが謳われていた。中央銀行に事務所を構えた蔣経国は、物価統制、隠匿物資やいわゆる悪徳商人の摘発などに取り組んだ。軍と警察力を動員して厳しい取り締まりを行った上に、ソ連生活の中で宣伝活動に習熟した蔣経国は、「国を滅ぼす堕落漢を打とう！」などといった分かりやすいスローガンを掲げ、不正行為の告発を受け付ける組織を立ち上げ、贛南時代からの部下である王昇に青年たちを選抜させ、大衆運動を組織しようとした。経済統制は当初、比較的順調に行われ、上海市民たちの信頼も得て、蔣経国の努力が報われるかに見えた。
しかし蔣経国のやり方に大きな反発が巻き起こりつつあった。まず上海市長の呉国楨が南京に赴き、蔣介石に市長の辞表をたたきつけた。上海市の職員たちも蔣経国に反発した。さらに上海を拠点としていた浙江財閥の抵抗も強くなっていった。その上、共産党の勢力も暗躍し、蔣経国の足を引っ張った。蔣経国はまず物資、とりわけ生活必需品である食糧不足につまずくことになる。物資の隠匿をいくら取り締まっても、商人たちは取り締まりの網の目をかいくぐって物資を隠匿する。そもそも強制的に物価の凍結がなされている状態であり、商人たちが真面目に商売をしても利益が上がらないようになってしまっている。必然的に物資の流通は停滞しており、そこに物資の隠匿が広範囲に行われるようになると、上海は慢性的な物不足に陥った。とりわけ生活必需品の食料品不足が上海市民の生活を直撃した。
蔣経国にとって悪いことに、蔣介石夫人の宋美齢の実家・宋家とつながりのある浙江財閥の揚子公司を取り締まろうとしたところ、宋美齢の干渉に遭って頓挫するという事件が起こった。この事件によって上海市民の蔣経国への信頼は一気に失われ、上海は物資の買い占めパニックに襲われる。これまで蔣経国は軍と警察力を動員して悪徳商人に対する厳しい取り締まりを行ってきたが、パニック状態に陥った上海市民たちを前に軍も警察も無力であった。このような情勢下で国民政府内では、新経済政策の推進に対しての疑問が急速に膨らんでいた。結局1948年11月初めに、物価統制、金円券改革などを柱とした経済改革は終了となり、蔣経国は上海経済督導員を辞任した。
蔣経国は上海経済督導員辞任の約1週間前から酒浸りとなり、号泣したり笑い狂ったりした。国民政府軍事委員会東北行営外交部特派員、中央政治大学に続く大きな挫折であった。しかし蔣経国にとって上海経済督導員の挫折は経済を学ぶ機会となり、そしてまもなく国民党の敗北、台湾撤退によって新たな運命が開けていくことになる。

## 国共内戦の敗北と台湾への撤退

### 深刻な国民党内の不統一
1928年に国民党による中国統一政権が成立したが、北伐の過程で各地に勢力を張っていた地方勢力が国民政府に帰順していった経緯があり、実際には国民政府は各地方勢力が温存されたままの一種の連立政権であった。蔣介石は孫文亡き後、国民党の最高指導者になっていったが、中国大陸時代の蔣介石は国民党を十分に把握しきれなかった。例えば張学良を中心とした東北派は日本の進出に強い危機感を持ち、蔣介石を監禁した西安事件を引き起こした。
国民党の中枢もまた一枚岩とは言い難かった。国民党中央には蔣介石に忠実であった黄埔軍官学校の教官、卒業生からなる黄埔系以外に、陳果夫・陳立夫兄弟を中心としたCC系という大派閥があった。その他にも小派閥があって、蔣経国をリーダーとする蔣経国系ないし太子系と呼ばれる派閥も育ちつつあった。さすがに日中戦争中は国民党内の争いは一種の政治休戦となっていたが、戦争終結を目前に控えた1945年5月に開催された中国国民党六全大会では、戦後の体制での主導権を握るべく、各地方の地方派と中央の各派閥は熾烈な派閥抗争を繰り広げた。各派閥から人事要求の突き上げを食らった蔣介石は国民党の役職の定員を大幅に増やし、各派を取り込むという妥協策を余儀なくされ、蔣介石の党内での威光は大きく傷つく結果に終わった。
このような国民党のバラバラ状態に危機感を持つ人は少なくなく、六全大会前から国民党内では党の革新について論議が交わされていた。六全大会でも党の革新について数々の提言がなされ、六全大会後も民主化による党の革新を求める声は大きかった。このような中で先述のCC系による蔣経国の中央政治大学教務長排斥事件が発生した。この事件以降、蔣介石はCC系の排除を決心したと考えられている。民主化による党の革新よりも、党内で自らが独裁的な権力を振るうことによって派閥抗争を抑圧し、共産党の攻勢に立ち向かうことによって事態打開を図ろうともくろんだ。
国民党内の深刻な不協和音に加え、国共内戦により窮地に追い込まれつつあった蔣介石は、1947年12月に中華民国憲法を施行し、憲法施行に伴い「中央民意代表」として立法委員の直接選挙、中華民国総統を選出する国民大会代表選挙、国民政府の中華民国政府への改組などを実施し、1948年4月には国民大会により総統に指名された。これは憲法に基づく体制「憲政」の確立を内外にアピールし、政権の正統性を高めることによって自らの立場を優位にするもくろみであった。しかし国民大会による副総統選挙では、蔣介石の意に染まぬ地方派「広西派」の李宗仁が当選してしまい、結局憲政の確立による局面打開の試みは、逆に国民党の分裂状態を改めて浮き彫りにする結果に終わった。正副総統選挙直前、動員戡乱時期臨時条款が可決された。これは反乱すなわち共産党との戦いが継続する間、総統に強大な権限を与えるものであり、非常事態を理由に憲法の一部棚上げを意味し、せっかく開始された憲政を骨抜きにするものであった。この動員戡乱時期臨時条款は中華民国政府の台湾撤退後も増補が繰り返され、後述する1949年5月に施行される戒厳令とともに、台湾における中華民国政府の強権支配を支えた。
そして国共内戦が国民党側の連戦連敗状態となる中、蔣介石は副総統の李宗仁らを中心とする共産党との和平派から引退を迫られ、1949年1月、総統を辞任し、李宗仁が代理総統となった。しかし蔣介石は国民党総裁は辞任しておらず、国民党内の反蔣介石派や共産党との戦いを継続する意志を固めていた。むしろ蔣介石は自らが総統を辞任することによって、李宗仁ら共産党との和平派を困難を極める事態解決の矢面に立たせて大失敗をさせ、責任を全て押し付けた上で復帰することを狙っていたと考えられる。蔣経国や蔣介石の部下たちは、蔣介石の意を挺して蔣介石の再起に尽力することになる。

### 犬が去って豚が来た
1945年8月、連合国最高司令官のダグラス・マッカーサーは台湾に駐留していた日本軍に対し、中国戦区最高司令官たる蔣介石に降伏するよう命じた。蔣介石は陳儀を台湾省行政長官兼台湾省警備総司令に任命し、台湾の接収を命じた。1945年10月には陳儀が台湾に着任し、台湾は中華民国に編入された（台湾光復）。国民政府は台湾の特殊事情を考慮するとして中国大陸と同様の地方自治制度は採用せず、陳儀に台湾の行政、立法、司法、軍事を統括する独裁的な権力を与えた。陳儀は日本統治時代の台湾総督とほぼ同様の強大な権限を握った。
陳儀はまず旧台湾総督府機構の接収と再編と旧日本資産の接収に取り掛かった。陳儀は台湾在住者をほぼ排除し、陳儀とともに大陸から渡ってきた者たちばかりを重用した。台湾では大陸から縁者を呼び寄せ官吏としたり、大陸からやって来た官吏が台湾在住者の倍の給料を貰うといった事態が発生した。旧日本資産の接収は日本人経営の中小企業にまで及び、単に旧敵国資産の接収に止まらず、工場設備を上海に売り飛ばすなどといった事態まで発生し、台湾社会からの富の収奪という状況に陥った。
そして行政経費を紙幣の増刷で賄ったり、上海との交易で中国大陸のインフレが波及したことが原因で、台湾にも中国大陸と同様のインフレが襲った。さらに悪いことには中国大陸での国共内戦のために台湾で大量の米を徴発したため米不足が台湾の庶民生活を直撃した。中国大陸での国共内戦に有能な人材を取られてしまったため、陳儀とともに中国大陸から渡ってきた多くの官吏の水準は低く、台湾では官吏の腐敗も蔓延した。台湾在住者の国民党に対する怒りは「犬が去って豚が来た」、つまり小うるさいが番犬としては用を足せた日本が去り、ただ食って寝るだけの国民党がやって来たという言葉に象徴される。
このような中で1947年2月28日、二・二八事件が発生する。台北市内のヤミ煙草売りの取り締まりの際に発生したトラブルに端を発した二・二八事件は、あっという間に台湾全土に暴動が広まり、台湾在住者たちは陳儀らに状況の改善を要求した。しかし中国大陸から蔣介石が送り込んだ部隊によって暴動は徹底弾圧され、とりわけ台湾における社会的エリート層が大弾圧を受けた。この二・二八事件以降、台湾在住者すなわち本省人と、中国からの新たな移住者である外省人との溝、いわゆる省籍矛盾は決定的となった。
二・二八事件の後、蔣介石は陳儀を解任し、台湾省の機構を中国大陸の省と同様にして、台湾省政府幹部に本省人を抜擢するなど善後策に乗り出した。この頃には中国大陸の影響を受け、台湾にも共産党の地下組織が根を下ろしつつあった。このような台湾に、中国大陸を追われた中華民国の中央政府がやって来ることになる。

### 台湾撤退の模索と蔣介石側近筆頭となった蔣経国

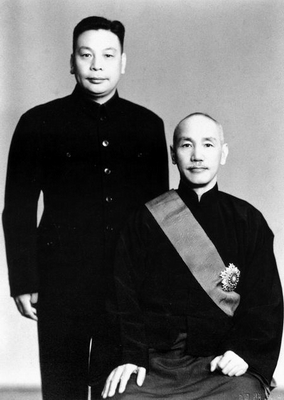
蔣経国と蔣介石（1948年）

蔣介石が台湾への撤退を決意した時期は不明のままである。ただ、いくつかの状況証拠から1948年の間のことと考えられる。1948年5月には早くも空軍が台湾への撤退計画を練り始め、総統府は9月頃から台湾への重要公文書の移送を開始していた。1949年1月に総統を辞任した直後の蔣介石は、秘密裏に蔣経国に命じて上海近くの舟山群島に定海飛行場を建設させた。蔣介石の度重なる催促によって突貫工事で完成させた定海飛行場は、上海付近からの湯恩伯系部隊の撤退時などに活躍する。
蔣経国は上海での経済統制に失敗した直後の1948年12月、国民党の台湾党部主任に任命された。そして翌1949年1月、蔣介石は蔣経国を秘密裏に上海に派遣した。これは中央銀行が保有している金、銀、米ドルを極秘に台湾へ移送するためであった。この移送計画が表沙汰になれば、蔣介石の下野後に代理総統となった李宗仁らが反発することは目に見えていた。上海から台湾への金、銀、米ドルの移送は、上海に置いたままにして共産党の手に落ちることを防ぐとともに、総統代理の李宗仁がそれらの資産を利用することができなくする狙い、さらには台湾での経済改革を進めるための資金とすることを目指したものであった。そして蔣経国らは台湾にアメリカからの援助物資など多くの物資を集中させる措置も取った。
蔣経国は国民党の台湾党部主任に任命されたものの、台湾に赴任することはなく、総統下野後の蔣介石の側に常に居て補佐するようになった。蔣介石もこれまで重用してきた腹心たちは信用できず、息子である蔣経国のみが信頼できる相談相手であると考えるようになった。蔣経国にとってみれば、父はかつて生母と離婚し、ソ連時代には絶縁状をたたきつけたこともあったが、中国大陸から追われるという危機を前にして父子の距離は縮まり、側近筆頭の地位を占めるようになった。

### 台湾撤退方針と台湾の改革
蔣介石は台湾への撤退を決意したものの、肝心の台湾の情勢は二・二八事件以後、国民党からすっかり人心が離れてしまったままであった。このままでは台湾に逃げ込んだところで早晩どうにもならなくなるのが目に見えている。実際台湾にも共産党勢力が徐々に浸透しつつあった。蔣介石は、かつての黄埔軍官学校教官であり黄埔系の代表的軍人で、腹心の陳誠に台湾を任せる決断をした。胃潰瘍を患っていた陳誠は、1948年末、台湾で療養中であった。そこに突然蔣介石から台湾省主席に任命するとの辞令が届いた。突然の命令に驚いた陳誠は辞退を申し出たが、結局蔣介石からの強い就任要請を受けることになった。台湾省主席となった陳誠は台湾警備総司令を兼任し、先述のように1948年12月には蔣経国が国民党の台湾党部主任となっていたが、1949年3月には陳誠が蔣経国から国民党台湾党部主任を引き継ぎ、文字通り台湾の政治、軍事、国民党の総責任者となって台湾について一任された形となった。
陳誠はかつて湖北省主席を務めていた時に農地改革に取り組んだ経験があり、台湾省主席となった陳誠は思い切った農地改革に踏み切る決断をした。1949年4月、小作料を一律37.5パーセントに引き下げる三七五減租を断行する。この三七五減租によって国民党政権は大多数の農民たちからの支持を集めることに成功する。その一方で陳誠は5月19日、台湾全土に戒厳令を布告する。この戒厳令は蔣経国死去直前の1987年7月まで38年間、継続することになる。そして5月27日には反体制運動を取り締まる根拠として後に台湾で濫用されることになる懲治叛乱条例が制定された。二・二八事件の恐怖体験と戒厳令施行に代表される当局の治安維持施策によって、農地改革への地主階級の反発は抑えつけられた。台湾在住者の支持を集めるために、農地改革とともに地方自治制度の導入に着手した。
さらに陳誠は台湾を襲っていたハイパーインフレの解決に取り組んだ。1949年6月15日にはデノミネーションを断行し、旧台湾元の使用停止、そして中国大陸で使用されている金円券との交換も停止され、貨幣の過剰流動性を吸収すべく、定期預金金利の4倍引き上げなど高金利政策を行った。この経済改革の裏づけとして、上海から移送された金、銀、米ドルが役立ったのはいうまでもない。
台湾情勢の安定化と並ぶ陳誠のもう一つの重要な任務は、中国大陸からの国民党・政府、軍隊などの撤退を取り仕切ることであった。陳誠は台湾に撤退してくる中央政府機関に対する管轄権が与えられ、台湾に敗走してくる部隊の武装解除、再編を行った。1949年2月に台湾と中国大陸との民間人の往来にストップをかけた。陳誠はその後、1949年8月には台湾のみならず江蘇省、浙江省、福建省も管轄する東南軍政長官に就任し、台湾海峡両岸の管轄権を掌握するようになった。たとえ腹心であるとはいえ、このような台湾についての極めて重要な任務を陳誠に任せるのは蔣介石にとって一種の大きな賭けであり、実際、アメリカ側から陳誠に対して蔣介石から自立してはどうかと促されたこともあったとされる。結局陳誠はアメリカの誘いに乗ることはなかったが、やがて蔣介石と蔣経国は、大きな実績を挙げた結果、強くなり過ぎた陳誠の権力の抑制に腐心するようになる。

### 打ち続く敗北と台湾への全面撤退
1949年4月、蔣経国は家族を台湾に避難させていた。翌5月には章亜若が生んだ蔣孝厳と章孝慈も蔣経国の指示で台湾へ逃れ、新竹に落ち着くことになる。しかし蔣介石・経国父子は絶望的になりつつある国共内戦の戦線を何とか立て直そうと、各地で精力的な督戦を行っていた。その一方で台湾への撤退をにらみ、蔣父子は台湾へしばしば滞在するようになる。陳誠が台湾の体制固めと中国大陸からの党・政・軍の撤退の仕切りに奔走している頃、蔣経国は蔣介石の側近筆頭として父を補佐するとともに、台湾での特務組織の立ち上げに携わり始めていた。先述のように台湾では共産党の地下組織が根を張り出してきており、国民党・政府が台湾を根拠地とするにあたり、特務組織の充実が急務であった。
1949年5月17日、蔣父子は澎湖諸島の馬公に向かい、続いて1949年5月末から6月にかけて台湾本島の高雄に滞在した。蔣介石は高雄滞在中に、蔣経国らごく少数の側近を集めて特務組織再編について話し合った。この話し合いをもとに蔣介石は特務関連組織の幹部を高雄に招集し、高雄会議と呼ばれる特務組織再建を議題とする会議を行った。そして高雄会議で決められた方針に基づき、1949年8月には台北で「政治行動委員会」と呼ばれる特務機関の統合、充実、強化を図る秘密組織が結成される。蔣経国は父の指名により政治行動委員会の委員となる。
1949年10月、陳毅に率いられた中国人民解放軍第三野戦軍は廈門を占領し、10月25日には金門島攻撃を敢行した。いわゆる古寧頭戦役である。しかしここで国共内戦で初めてともいうべき国民政府軍の頑強な反撃に遭遇する。かつての大日本帝国陸軍中将の根本博による作戦指導や陳誠直系の軍人である胡璉らの奮戦の結果、第三野戦軍は撃退され、共産党軍の海への進撃は押しとどめられた。約10日後、中華民国軍は登歩島戦役でも勝利を収め、中華民国政府、中華民国軍の士気は高まり、地すべり的な敗北にはストップがかけられ、蔣介石、中華民国政府にとって台湾での体制固めのための貴重な時間が与えられた形となった。
しかし古寧頭戦役の勝利も中華民国軍の頽勢をひっくり返すには至らなかった。共産党軍は四川省など中国西南部への本格的な攻撃を開始した。11月14日、蔣父子は台湾から重慶へ向かい、督戦に努めたが11月30日、重慶は共産党軍に占領された。蔣父子は辛くも成都に逃れたが、ここにも12月10日、共産党軍が押し寄せてきた。蔣父子は宿舎としていた軍官学校から中華民国国歌を合唱しながら退去し、飛行機に乗り込み中国大陸を後にして台北の松山空港へ向かった。

### 朝鮮戦争勃発の僥倖
1949年12月10日以降も、中華民国軍は共産党軍に敗北を重ねていった。蔣介石は1950年1月末に中華民国軍が抵抗を続けていた西昌に蔣経国を派遣し、督戦を行わせたものの効果はなく、3月末には西昌を放棄して中国大陸での中華民国軍の抵抗はほぼ終了し、1950年4月末には海南島、そして5月には上海近くの舟山諸島が共産党軍の手に落ちた。いよいよ共産党軍は「台湾解放」を目指し、兵力を台湾対岸に集中させて上陸訓練を繰り返していた。高まる緊張感の中、台湾では「台湾解放」についての流言が飛び交い、共産党の地下活動も活発化していった。
ところでアメリカのハリー・S・トルーマン政権は蔣介石率いる国民党政権の無能ぶりを厳しく批判しており、CIAの見通しではアメリカの介入がなければ1950年中に台湾も共産党の手に落ちるであろうと予測していた。1950年1月、トルーマン大統領は台湾への不介入方針を発表し、ディーン・アチソン国務長官もまたアメリカの西太平洋防衛ラインから台湾を除外することを示唆した。しかしこの頃になると、トルーマン政権の無策が中国を共産圏に追いやったとの批判が共和党を中心に各方面から噴出し、このままむざむざと台湾を共産党側に渡すことに反対する意見が高まってきており、蔣介石はアメリカの態度好転に期待をつないでいた。
台湾に本格的に腰を据えた蔣介石は、1949年12月に台湾省主席を陳誠からアメリカの受けがよい呉国楨に変え、台湾省政府の幹部に台湾籍の人材を大量登用した。これはアメリカ受けの良い人事を行うと同時に、台湾シンパのアメリカ人からのアドバイスに基づき、台湾籍人材の登用に踏み切ったものであった。台湾省主席の交代は強大になっていた陳誠の権力を削ぐという目的もあった。1950年3月には蔣介石は総統に復職するが、その後まもなく陸軍総司令官にやはり米軍に受けがよい孫立人を指名した。一方陳誠は行政院長に任命された。蔣介石がアメリカ受けが良い人事を行った理由は、アメリカからの援助再開を期待したものであった。蔣介石の総統復職に伴う人事の中で、親米派の孫立人の陸軍総司令官登用と並んで大きな核となったのが蔣経国の特務トップへの事実上の就任であった。蔣経国は国防部政治部主任となり、軍内の政治組織の総元締めとなるとともに、政治行動委員会の秘書長となって特務組織を牛耳ることになる。
海南島、舟山諸島の失陥後、台湾は臨戦態勢に入った。蔣経国は各部隊を慰問して、たとえ死すとも領袖蔣介石に忠誠を尽くすとの血盟宣誓を行うキャンペーンを繰り広げており、台湾全土が事実上、蔣介石と運命をともにすることを強要された。台湾全土が極度の緊張に包まれていく中、1950年6月25日、突如として事態が急変する。朝鮮戦争の勃発である。トルーマン大統領は朝鮮戦争勃発のわずか2日後の6月27日、台湾への不介入方針の破棄を宣言し、共産党軍の台湾攻撃阻止のために第七艦隊の台湾海峡出動を命じた。蔣介石が期待したアメリカの態度好転は、朝鮮戦争勃発によって達成された形となり、国民党政府はアメリカの援助再開によって息を吹き返した。しかしアメリカの援助再開によって蔣介石率いる国民党政府が息を吹き返した現実は、国民党政府、蔣介石、そして蔣経国がアメリカとの関係に振り回され続けることも意味していた。

## 権力への道

### 国民党の改造と蔣経国
蔣介石を指導者とする中華民国政府が台湾に撤退する過程で、国民党内の情勢は激変した。まず国民党内の地方勢力は壊滅した。これは、中国大陸を失うことは地方勢力にとって地盤を失うことに等しく、さらに蔣介石の意を受けた陳誠が、台湾へ撤退する党・政・軍の仕切りを行う中で地方勢力の解体が進められたからである。例えば後述する中華民国陸軍部隊の台湾撤退時には、地方勢力の部隊の武装解除、整理が積極的に行われた。台湾撤退後の中華民国政府から地方勢力は一掃された。これは蔣介石が台湾への撤退を利用して国民党・政府の統合を阻害していた地方勢力の一掃を図り、それが成功したことを意味している。
一方、国民党中央の派閥の一掃は、地方勢力のようにはうまくはいかなかった。これは中華民国があくまで中国の正統政権であるという主張と密接に関連している。先述したように1947年12月に中華民国憲法を施行し、憲法施行に伴い「中央民意代表」として立法委員の直接選挙、中華民国総統を選出する国民大会代表選挙などを実施するなど、憲法に基づく体制、いわゆる「憲政」を確立していることが中華民国の中国正統政権たる大きな根拠であった。そのため国民大会代表、立法委員など、憲政を運営するために不可欠な構成員が、少なくとも法定必要人数は台湾に来てもらわなければならなかった。これは国民党の党組織についても同じことが言え、国民党中央執行委員の確保が必要であった。現実、共産党側に寝返った者や日和見をしていた者も少なくなかった。共産党側に寝返った者はともかく、政府・党の正統性、いわゆる「法統」を守る必要性から、日和見をしている国民大会代表、立法委員、国民党中央執行委員らに1人でも多く台湾に来てもらうため、国民党中央の派閥に対し、地方勢力に対して行ったような来台時の整理統合を断行するのは無理があった。
結局、国民大会代表は過半数が台湾に来なかったものの、立法委員は7割以上来台し法定必要人数を満たした。立法権を持つ立法委員が確保できれば、法の修正を通じて「法統」を装うことが可能であった。共産党による「台湾解放」が呼号される中、台湾と中国大陸との往来は厳しく規制され、外国への渡航も厳しく制限された。いったん台湾に来た以上、国民大会代表、立法委員といえども台湾にとどまり続けるしかなくなった。そして朝鮮戦争勃発によって、アメリカがこれまでの台湾不介入の方針を放棄したため、蔣介石、中華民国政府、国民党は息を吹き返す。蔣介石はこの機を逃さず国民党の「改造」を断行する。
蔣介石は1949年1月の総統辞職、下野後まもなく国民党の改造についての構想を練り始めていた。やがて台湾に出入りするようになった蔣介石は、1949年7月1日、台北に蔣経国ら蔣介石に近い人物を中心とした総裁弁公室を立ち上げ、改造案を練り上げていった。しかし7月18日には改造案が国民党の中央常務委員会で可決されたものの、党内から多くの反発が寄せられ、さらに情勢の逼迫によって改造案を実行する余裕は失われていった。1949年12月以降、台湾に腰を据えた蔣介石は改めて国民党の改造事業に乗り出し、1949年の年末から1950年の年始にかけて、蔣介石は日月潭で休暇を過ごす傍らで蔣経国ら側近を召集し、党の改造についての再検討を命じた。しかし中国大陸、海南島、舟山諸島と敗北を重ねる中では、蔣介石が思うような国民党の改造は困難であった。
結局、国民党の改造が動き出したのは、朝鮮戦争勃発によって蔣介石が求心力を回復した後のことであった。蔣介石は1950年7月の国民党中央常務委員会で党の改造案を可決した。この改造案は1948年に蔣経国が蔣介石に提言していた党務整理案と同一の内容であり、改造期間中は国民党の中枢機関である中央執行委員会、中央監察委員会の機能を停止させ、蔣介石が任命する中央改造委員がその機能を代行し、党の改造が完遂した段階で国民党七全大会を開催するというものであった。この段階で総裁蔣介石は国民党内での独裁を確かなものとした。このとき蔣介石は16人の中央改造委員を指名したが、中央改造委員にはもちろん台湾での国民党立て直しに大きな功績を挙げた陳誠、そして蔣経国の名もあったが、CC系のリーダーである陳果夫・陳立夫、その他台湾に逃れてきた地方派の大物などは選ばれなかった。中央改造委員会は蔣介石の側近で固められた陣容であり、国民党中央の各人事も陳誠派と蔣経国派中心の構成となり、国民党が領袖蔣介石に絶対服従する体制がこうして確立された。
CC系のリーダーである陳果夫・陳立夫兄弟は、兄の陳果夫は重病であり、1951年に病没する。弟の陳立夫は中央改造委員会成立直前にアメリカに事実上追放の憂き目に遭い、その後長い間アメリカで生活することになる。中央政治大学教務長排斥事件でCC系に恨みを持つ蔣経国ばかりではなく、CC系との激しい派閥争いを繰り広げた黄埔系の代表的軍人である陳誠もまた、党の改造を通じてCC系の追い落としを図った。1952年10月には改造が終了した国民党は七全大会を開催し、大会終了直後の第一回中央執行委員会（七期一中全会）で選出された10人の中央常務委員の中で、陳誠は序列1位、蔣経国は序列2位を占め、国民党は領袖蔣介石に極めて近い陳誠、蔣経国の派閥以外は完全に排除された。

### 特務組織のリーダー
1950年3月1日の蔣介石の総統復職後、特務機関の統合、充実、強化を図る秘密組織である政治行動委員会は、対外的に「総統府機要室資料組」を名乗るようになり、総統府下の公式組織に編入された。蔣経国は総統府機要室資料組、すなわち政治行動委員会の秘書長として特務組織の事実上の最高責任者となる。蔣介石は自らの息子である蔣経国を特務の事実上のトップの地位に据えたが、特務が持つ負のイメージから、蔣経国の側近の中には特務とは距離を置くべきであると主張する者もいた。実際蔣経国も特務の仕事に関わるのは総統の命によるものであり、仕方がないことであると語っていた。蔣介石とすれば中国共産党との対決において極めて重要な役割を果たす特務を、最も信用できる自らの息子に任せることにしたものと考えられる。一方、蔣経国にとってみれば、当時の台湾において大きな力を持っていた特務を掌握できることはプラスであるものの、後年、政治的成功のために特務の最高責任者が持つ負のイメージを払拭していかねばならないという極めて大きな課題を背負うことになった。
国民党政権が中国大陸にあった時期には、中統と軍統と呼ばれる特務機関があった。中統は陳果夫・陳立夫兄弟のCC系が牛耳り、一方軍統は黄埔系がその中核となっていた。しかし国民党政権の大陸失陥の過程で特務機関の組織は大きな打撃を受け、とりわけ中統の受けた打撃は大きかった。先述のように国民党政権の台湾撤退時、台湾にも共産党の地下組織が構築されつつあり、台湾へ撤退してくる人たちの中にも共産党のスパイが紛れ込んでおり、特務組織の立て直しは急務であった。特務組織を指揮することになった蔣経国はCC系と仲が悪く、その結果、蔣経国は台湾に渡った後の中統に掣肘を加えた。黄埔系の代表的人物であった陳誠行政院長もライバルであったCC系が中心である中統の予算を抑制するなどしたため、台湾での特務機構は軍統中心に構成されていった。
蔣経国は政治行動委員会秘書長になるとともに、情報教育、訓練を行い特務の要員を養成する石牌訓練班主任も兼任する。石牌訓練班主任となった蔣経国は、まず前任者の教育・訓練方針を否定し、これまでの修了生のことを認めず、自らが養成した生徒のみを修了生として認める方針を打ち出した。このように特務機関の事実上の最高責任者となった蔣経国は、特務組織を自らが完全に掌握する姿勢を鮮明にした。なお石牌訓練班は通算57期の研修を実施し、約5900人の修了生を送り出し、蔣経国派の発展に寄与していくことになる。
政治行動委員会（総統府機要室資料組）は、国民党・行政院・軍の全ての情報・特務工作機関、計24組織を管轄下に置いており、情報・特務工作全般を指揮、調整していた。各組織は諜報活動やスパイ・反政府活動等の摘発、治安維持、大陸工作を担っており、蔣経国はこれらの組織を通じて党・政・軍ににらみを利かせるようになった。実際、政治行動委員会（総統府機要室資料組）は「地下の小朝廷」とも呼ばれ、総統府機要室資料組の蔣経国の印が捺された公文書は、特務組織を越えて党、行政の各組織に威令が行き届いた。
蔣経国に率いられた特務組織は台湾の共産党地下組織摘発に大きな貢献をした。蔡孝乾台湾省工作委員会書記を中心とした台湾における共産党組織は、呉石国防部参謀次長のような国民党政権内に入り込んだ共産党スパイが摘発され、さらには蔡孝乾自身も逮捕されてその後転向し、その自白などから組織は壊滅状態に陥った。しかし特務の取り締まりは真の共産党組織関係者の摘発数を遥かに上回る冤罪を生み出していた。特務が共産党スパイとして逮捕した人数には諸説あるが、一説によれば約4万人であり、その中で実際の共産党スパイは約2000人にすぎなかったため、特務が共産党のスパイとして逮捕した人物の約95パーセントが冤罪であったと言われている。
当時の台湾では、住民は共産党スパイを密告、摘発する義務を負い、スパイであることを知りながら密告・摘発を行わない、ないしは放任していた者にも懲役刑が科せられた。共産党スパイが所有していた財産のうち30パーセントが密告・摘発者に賞金として与えられるとされ、35パーセントがスパイを摘発する際に尽力した者たちへの賞金および捜査費用に当てられるとされた。密告・摘発によって密告対象者の財産の一部が賞金となる制度は密告を奨励する結果を呼び、結果として大量の冤罪を生み出す温床となった。その上、中国大陸での共産党の支配が安定するにつれて特務機関が中国大陸での工作で成果を挙げるのは困難になりつつあったため、各特務機関は競って台湾での「赤狩り」に精力を傾け、これが冤罪発生に拍車をかける結果となった。そして住民にスパイの摘発、密告を義務化し奨励するほかに、台湾全土に網の目のような特務組織の監視網が張り巡らされた。摘発された共産党スパイは通常の裁判ではなく軍法会議で裁かれることが多く、1950年代前半には家族・友人にも知らされないままに逮捕され、起訴状や弁護士はもちろん裁判の傍聴者もなく、秘密裏に逮捕・尋問が進行し、裁判は秘密かつ即決で上訴もないといった状況であった。これは特務機関が確実に共産党スパイを取り締まることができるならば、いくら冤罪を生み出しても構わないという考え方に基づいていた。
二・二八事件に続く極めて強圧的な共産党スパイの取り締まりは、いわば恐怖による政治教育であり、台湾社会全体に政治に触れることは危険であるとの根深い観念を植え付けた。この政治に対する強い自己規制は「ひとりひとりの心の中の警備総司令部」とも呼ばれるようになった。このような厳しい取り締まり、住民監視の最深部に、特務の元締めである蔣経国の視線が光っていたのはいうまでもない。
共産党スパイを摘発するために、通信傍受、盗聴、郵便物の開封検閲などの捜査も容認されていた。蔣経国は少将以上の軍人、次長以上の文官の全ての手紙を写真撮影し、提出するように指示したと伝えられている。蔣介石の官邸の客間には盗聴器が仕掛けられていて、妻の宋美齢ですら官邸内では客と自由に会話ができなかった。国民党中央本部の電話も全て盗聴されており、呉国楨台湾省主席によれば、呉国楨の使用人、さらには陳誠行政院長の使用人も蔣経国に買収されていた。このようななりふり構わぬ情報収集の上に、共産党スパイ摘発のために秘密逮捕、秘密裁判が容認されているのである。蔣介石・経国父子は共産党スパイの摘発ばかりではなく、国民党・政府・軍内の政敵打倒にもこの無制限ともいうべき特務の活動を利用することになる。

### 国防部政治部主任
国共内戦での国民党側の敗北、台湾撤退を通じ、まず空軍は中央主導で創立された経緯もあって、ほぼ完全に中国大陸から台湾への移転を成功させた。海軍については空軍ほどには中央の統制が行き届いていなかったために、一部に共産党側への寝返りも見られたものの、主力は台湾への撤退を行うことができた。
問題は共産党軍との激しい戦闘、そして敗退を繰り返していた陸軍である。現実問題として敗退を重ね、極度の混乱状態の中にあった陸軍にとって、台湾までたどり着くのは至難の業であり、チャンスに恵まれた部隊のみが来台できたという状況であった。結果として台湾に来た中華民国軍の中には中央軍ばかりではなく地方派の軍も混在していた。台湾にたどり着いた陸軍部隊を待ち受けていたのは「整編」である。地方派の軍は改編ないしは解体され、中央軍の指揮下に統合されていった。こうして台湾撤退を利用して地方派を排除することによって、中国大陸では成し遂げることができなかった国民政府軍の中央軍化が実現した。
軍隊における地方派の影響力の排除に成功した蔣介石は、さらに軍隊へのコントロールを強める方策を採った。まず1950年3月の総統復職直後、蔣経国を国防部政治部主任に任命する。もともと蔣介石は1923年のソ連視察時以降、国民政府軍内に政治委員、つまり政治工作系統の人員を配置する政工系統の導入を行っていた。軍内の政治工作組織はいわゆる革命軍に特徴的に見られるものであり、軍の士気を高め、敵のスパイ侵入を防ぐため、軍内で政治的自覚の喚起および政治的な監視活動をその役目としている。国共内戦における国民政府軍の惨めな敗北を見た蔣介石は、敗因として軍隊の非国民党化とそれに伴う共産軍への寝返りの続発を挙げていた。そのため台湾撤退後、蔣介石は国民政府軍の立て直し策として軍隊の政治工作系統の再建、強化を図ることになった。
中華民国軍の政工系統、すなわち政治部の責任者として蔣経国が最適任者であったことは疑う余地はない。蔣経国はソ連留学時にトルマトコフ中央軍政学院で学び、ソ連仕込みの軍内の政治統制についての深い知識を有しており、そのうえ領袖蔣介石の長男として領袖が最も信を置くことができる人材であった。蔣経国にとってみれば、軍の政治工作組織を掌握することは自らが軍隊を掌握し、その結果として権力基盤を強化することにつながることになる。
国防部政治部主任に任命された蔣経国は、ソ連方式をコピーした政治工作組織を国民政府軍内に導入する。つまり政治工作組織についての人事は通常の軍令系統から外されて国防部政治部が握り、その活動は国防部政治部が掌握するという、ソ連軍における一長制と呼ばれる制度とほぼ同一の機構を導入したのである。蔣経国が主導した中華民国軍の政治工作系統の再建、強化がソ連方式に倣ったものになったのは蔣経国の経歴を考えると当然のことであったが、その結果として軍の司令官といえども、人事権を行使できない政治部要員の監視下に置かれ、いつ密告、摘発されるかわからないという状況が生み出された。
さらに蔣経国は軍内の政治工作を担う人材を養成するため、1951年11月に台北郊外に政工幹部学校を設立させ、自らが校長に就任した。政工幹部学校は軍内の政治工作を担う人材ばかりではなく、国民党・政府などへ蔣経国派の人材を送り込む役割も果たすようになり、1960年代以降にはマスメディア、教育などを通じて社会動員を図るようになっていった。このように政工幹部学校は蔣経国派の形成と政治工作に大きな役割を果たすようになる。政工幹部学校で蔣経国を補佐した代表的な人物が贛南時代からの部下であった王昇である。王昇はその後も主に軍隊の政治工作関係でのキャリアを積み、蔣経国派の実力者となっていった。
中国大陸時代、蔣介石は師団長以上の人事を決定していたものの、多くの場合推薦に基づいて任命をしていた。しかし1951年以降、旅団長以上の人事は蔣経国が決裁してそれを蔣介石が追認するようになり、蔣父子は中華民国軍の人事権の掌握に成功した。蔣父子は制度面からも軍への統制を強めていった。まずアメリカの軍事顧問団からの国民政府軍の精鋭化を求めるアドバイスを利用して国民政府軍の「整編」を進め、軍内の派閥を一掃した。そして参謀総長など軍内の主要ポストの任期を2年とし、総統の許可があった場合のみ一度だけ再任を認めるという「主管官任期制度」を導入した。しかし実際には蔣介石・蔣経国に敵対的な軍幹部は主管官任期制度によって退役を余儀なくされたのに対し、蔣経国との関係が良い軍幹部は主管官任期制度を無視して重任を繰り返しているなど、敵対者を排除する反面、自らに都合のよい人材を優遇しており、結果として蔣介石・蔣経国が軍を掌握する手段として用いられた。

### 中国青年反共救国団
国共内戦中、中国大陸の多くの学生運動は共産党系の組織に牛耳られ、国民党側は完全に劣勢に立たされた。台湾に移転した国民党は国共内戦時の反省に基づき、学生、青年対策に力を入れることにした。青年は当局の教化・宣伝に乗りやすく、学校組織を活用すれば動員も比較的容易である。未来ある青年層を国民党シンパにしていけば、台湾における国民党の基盤を強化することができる。このようなもくろみから国民党七全大会後の1952年10月、中国青年反共救国団（救国団）が発足した。
救国団は国防部総政治部に属するとされ、正式な立法措置が取られることなく成立し、団長は蔣介石、主任は国防部総政治部主任の蔣経国が兼務した。救国団の組織対象は中学生以上の学生と同世代の勤労青年であり、主任として救国団の実務を掌握した蔣経国には「青年導師」の称号が与えられた。救国団では高校以上の教育機関における軍事教練や三民主義の浸透などの思想教育、反共キャンペーンなどが行われ、学生や青年の動員・コントロール機関としての役割を果たした。言い換えれば、台湾の青少年は「青年導師」蔣経国の影響下に置かれることになった。
蔣経国は蔣経国派の形成に救国団を利用した。例えば重慶の中央幹部学校研究部以来の蔣経国の側近であった李煥は、救国団の運営において蔣経国の右腕として活躍し、やがて蔣経国の側近中の側近として「文の李煥、武の王昇」と呼ばれるようになる。そして李煥に代表される救国団組織による蔣経国派の育成ばかりではなく、救国団員の中からは本省人の幹部候補生も育成していった。こうして立法措置がなされることなく成立し、反対派からは蔣経国の闇機構とまで呼ばれた救国団は、蔣経国派の牙城として台湾政界に大きな影響力を持つようになり、国民党の党組織の階段を上り詰めるという通常の出世コースを圧迫するに至った。

### 台湾での体制固め

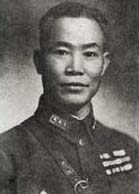
蔣介石の側近として台湾撤退の仕切りを委任された陳誠は、行政院長としても高い治績を挙げ、蔣経国の最大のライバルとなる

政治行動委員会秘書長、国防部総政治部主任、中国青年反共救国団主任と、いわば裏方として活躍していた蔣経国に対し、中華民国政府・国民党・中華民国軍の台湾撤退の仕切りを任された陳誠は、その後行政院長として表舞台に立って台湾の体制固めに尽力していた。
まずは農地改革の推進である。陳誠によって1949年4月に断行された三七五減租に引き続き、1951年6月には接収した日本人所有の土地を農民に売却し、1953年1月には政府によって地主所有の土地が買い上げられ、農民へ売却されることになった。陳誠が務めていた台湾省主席の地位を引き継いだ呉国楨は農地改革に消極的であったが、蔣介石、陳誠らは基本的に改革姿勢を貫いた。農地改革はおおむね成功を収め、多くの自作農が創出された結果、農業生産性が高まり、さらには一部の旧地主階級は買い上げられた土地代金を元に産業資本家へと転換していった。
陳誠は経済改革でも着実に成果を挙げていた。1949年に断行したデノミネーション、高金利政策、中国大陸の金円券との交換停止に引き続き、日本との貿易支払い協定の締結、そして朝鮮戦争勃発に伴うアメリカからの援助復活によって、中国大陸の南京、上海経済圏から切り離された台湾は、主としてアメリカ、日本との経済関係の中に活路を見いだしていくことになる。これは国共内戦の敗北、東西冷戦という当時の時代背景から見てやむを得ない成り行きであった。1952年ごろから猛威を振るったインフレも沈静化し、先述の農地改革の成果もあって農業生産性も上がり、台湾経済は国民党とともに大陸からやって来た多くの人々を支えることが可能となり、さらなる飛躍の足がかりを築いていくことになった。
農地改革、経済復興とともに台湾では地方自治制度が確立された。1949年1月、蔣介石から台湾統治を委任された直後、陳誠は「民生第一、人民至上」のスローガンを掲げ、農地改革、地方自治の確立を二大政治目標として掲げていた。反共を掲げ、自由中国を名乗る以上、国際的に支持を集めるために、たとえ限定的なものであるとはいえ、台湾住民たちに政治参加の機会を与えざるを得なかった。地方自治の確立はこうして台湾における国民党政権の大きな目標の一つとされた。
陳誠の後に台湾省主席となった呉国楨は、1950年4月に台湾省地方自治要綱を制定し、10月には第一期の県・市長、県・市議会選挙が施行され、翌年末には第一期省議会臨時選挙が行われ、その後地方選挙が定着していく中で、台湾社会に蔣介石・蔣経国父子を頂点とする外省人の政治エリート集団と台湾住民との間に立つ「地方派系」ともいうべき新興政治勢力が育っていくことになる。なお国民政府は「中国の正統政権」であるという建前上、1947年末から翌年にかけて行われた選挙によって選出された議員、国民大会代表が職権を行使し続けており、国政レベルの選挙は1969年にようやく一部実施された。
蔣経国、陳誠は呉国楨が押し進めた地方自治の推進に脅威を覚え、反対した。そしてより深刻な問題は「地方自治」を標榜する以上、行うべきである省主席公選に関して発生した。これはいくら「中国の正統政権である中華民国」を標榜してみたところで、実際の統治地域はほぼ台湾のみである矛盾に起因している。この状態で台湾省主席を公選してしまったら、中華民国大多数の有権者となる台湾住民によって選ばれた省主席は、民意という観点から言えば総統を上回る権威を獲得するのは火を見るより明らかであった。しかも呉国楨は外省人であるが妻が廈門出身で、台湾で広く使われている台湾語を理解し、省主席として台湾各地を視察して民衆とのコミュニケーションを図っていた。さらに先述したように呉国楨はアメリカ受けがよく、このような中で省主席公選を実施すれば、呉国楨が当選して蔣経国、陳誠、ひいては蔣介石にとって深刻な脅威となると考えられた。結局省主席の公選は凍結されることになった。
結局のところ台湾時代の国民党・政府において「領袖」蔣介石のもとで自派の形成ができたのは、台湾省主席・行政院長といういわば表で治績を挙げ、政策遂行を進めたテクノクラート層を押さえた陳誠と、特務のリーダーといういわば裏、政治のダーティーな面を掌握した長男の蔣経国の2人のみであった。このように領袖蔣介石の後継者となり得る人物は陳誠、蔣経国の2人に絞られていた。

### 政敵の追い落とし
蔣経国と台湾省主席の呉国楨との関係は悪化していった。もともと蔣経国と呉国楨は、国共内戦時に蔣経国が上海で経済統制を行った際に対立したといういきさつがあり、経済統制の失敗の一因は上海市長であった呉が足を引っ張ったことにあると考え、蔣経国は根に持っていた。しかし国共内戦に敗北して台湾に逃れた蔣介石は、アメリカ受けがよい呉国楨を重用してアメリカの歓心を得ようとし、台湾省主席に任命した。呉は台湾省主席として特務の元締めである蔣経国による政治的要求や特務の横暴に激しく反発した。
蔣経国との関係が決定的に悪化する中、呉国楨は交通事故に見せかけて暗殺されそうになったとされる。結局呉国楨は1953年1月、病気を理由に蔣介石に辞表を提出した。蔣介石は型通り慰留するが結局は辞表が受理され、呉は5月にはアメリカに渡った。
呉国楨の出国を蔣経国は阻止しようと試みたが、蔣介石夫人の宋美齢の協力によって出国が可能になったと考えられている。呉国楨は後にアメリカで蔣介石政権の独裁性や政治のやり方が完全にソ連のコピーであることを主張するなど、激しい政府批判を展開した。このいきさつから蔣経国と宋美齢との間の溝が深まったと伝えられている。

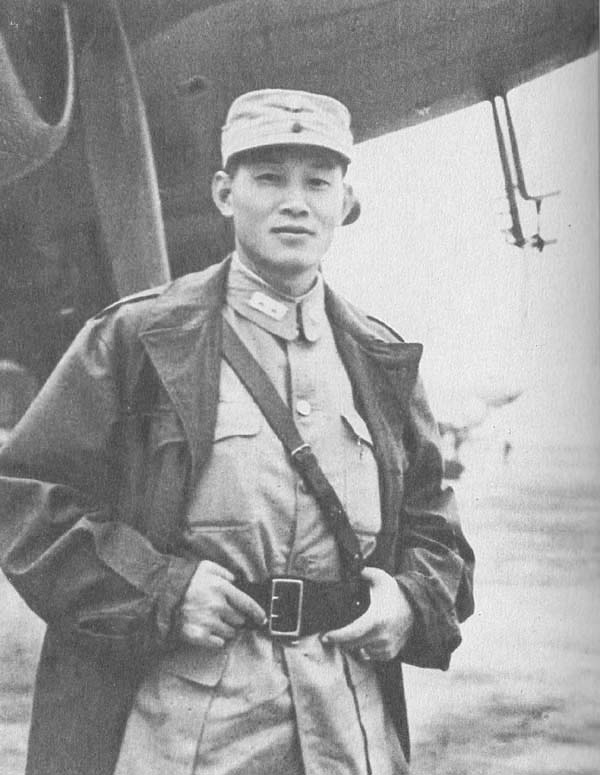
蔣経国と衝突した孫立人は冤罪により長らく軟禁下に置かれ、蔣経国の没後の1988年にようやく解放された

呉国楨とともにアメリカ受けがよい人材として陸軍総司令に登用された孫立人もパージされた。そもそも中華民国軍内部には蔣介石はともかく、軍歴も浅く実戦経験もない蔣経国が軍内の人事を壟断し、政治工作系統を掌握して軍をコントロールすることに対する反発があった。陳誠も蔣経国が指導する軍の政治工作系統に対する不満を隠さなかったが、軍内で最も強く反発したのが孫立人であった。文字通りソ連形式のコピーである国民政府軍の政治工作系統を、アメリカ受けがよい軍人である孫立人が受け入れるのは困難であった。
実際中華民国軍の政治工作系統は、アメリカの軍事顧問団ともしばしば摩擦を引き起こしていた。アメリカにとってみれば軍事援助対象の中華民国軍内に、ソ連制度のコピーである党が軍を統制する政治工作系統が存在していることを問題視するのは当然であった。しかし結局アメリカ側は蔣父子の強固な存続意志を曲げることができず、政治工作系統の存続を受け入れていく。
結局孫立人は主管官任期制度によって1954年6月、2期4年で陸軍総司令を降ろされ、総統府参軍長という閑職に追いやられた。そして翌1955年6月には、陸軍総司令時代の部下が反乱を企図し、さらにその部下が共産党スパイであったにもかかわらず摘発を怠ったとして逮捕された。この事件は冤罪であったと見られており、その後孫立人は長年軟禁生活を余儀なくされ、蔣経国死去後の1988年、ようやく軟禁から解放された。実際問題として台湾撤退前後の緊迫した情勢下で、アメリカ受けがよい人材として抜擢した呉国楨、孫立人は、朝鮮戦争後にアメリカからの援助が再開され、領袖蔣介石による独裁体制が確立された後は、蔣介石・蔣経国にとって用済みの人材であった。
蔣経国にとって呉国楨、孫立人を上回るライバルは陳誠であった。蔣介石・蔣経国による陳誠の権力抑制は、まず中華民国政府、国民党、中華民国軍の台湾撤退を一手に取り仕切っていた陳誠に換えて呉国楨を台湾省主席に任命した頃から見られるようになった。そして黄埔系の代表的軍人である陳誠の権力を抑制するため、軍内の影響力低下が図られた。まず陳誠系の軍部隊は軍の整編によって1950年代半ばまでになくなってしまい、それに伴い陳誠の軍内での影響力も消失していった。そして陳誠系の軍人も、例えば陳誠直系の軍人で古寧頭戦役での輝かしい戦歴を有し、その後も最前線の金門防衛指令を2期務めた胡璉が、日本人軍事顧問団である白団による幹部講習を受講している間に、配下の師団長を全員違う系統の軍人に交代させられ、さらには軍内の出世を抑制されて陸軍総司令になることなく退役となるなど、抑圧を受けた。
蔣経国にとって潜在的なライバルとなり得るのが弟の蔣緯国であった。蔣経国は自らが率いる政治工作系統を利用し、蔣緯国をも牽制して軍内での昇進を遅らせることに成功した。このように蔣経国は特務、軍内の政治工作系統を活用して政治的ライバルを排除、抑圧していった。しかし一方では呉国楨はアメリカに渡り、孫立人は軟禁され、陳誠・蔣緯国は抑圧を受けたものの、政敵を大規模に粛清するといった共産圏国家で発生したような事態は起こらなかった。これは蔣介石・蔣経国が党・政・軍を掌握しているという自信があったとともに、やはりアメリカの大規模な援助の下で大規模な粛清を行うのは無理であるという事情が大きかった。

## 父・蔣介石の後継者となる

### ストロングマン支配体制と台湾社会
国共内戦の結果台湾にやって来た蔣介石を頂点とする中華民国政府は、中国の正統政権を主張し続けていた。しかしその支配地域は台湾がそのほとんどを占めており、しかも蔣介石とともに台湾に渡ってきた外省人は台湾内部では少数派であった。蔣介石らはあくまで台湾は仮住まいであり、いつの日にか中国大陸の支配権を共産党から取り戻し、大陸に戻っていくつもりであったから、台湾における支配体系は大陸へ復帰する日を見据えて蔣介石とともに大陸から渡ってきた人たち、いわゆる外省人中心に構成されることに疑問を持たなかった。
外省人たちは日中戦争、国共内戦を蔣介石を頂点として共に戦ってきたという一体感のようなものを共有していた。しかも人口では明らかに少数派である台湾で生きていくためになおさら蔣介石を筆頭とする支配体制に従順にならざるを得なかった。つまり言い方を変えると台湾における領袖蔣介石は、国共内戦の結果台湾にやって来た外省人集団全体の大家長ともいうべき存在であった。
実際にはほぼ台湾しか支配していないにもかかわらず、中国正統政権を標榜する中華民国の体制はいびつなものにならざるを得なかった。まず国会は1948年に選出された議員が改選されることなく職権を行使し続ける「万年国会」であり、中華民国が実在するところの台湾の民意を代表するものではなかった。国民党内部、政府でも外省人が圧倒的な力を有していた。台湾在住の本省人たちは国政への影響力をおおむね封じられていたが、地方選挙による地方政治には関与することが可能であった。地方選挙の洗礼を受けながらその地位を上昇させていった地方派は、当初中央の外省人エリートに従属していた。中国大陸時代に可決された、中華民国憲法を事実上骨抜きとする動員戡乱時期臨時条款は台湾に中華民国政府が移転した後も有効とされ、憲法上二期までとされていた総統任期も臨時条款の増訂という形で撤廃され、蔣介石は終身総統を務めることになった。
このような中華民国の支配体制は、国共内戦の結果台湾にやって来た外省人集団全体の大家長である蔣介石が、党・国・軍に圧倒的な権威を持って君臨する、ストロングマン支配体制ともいうべきものであった。この体制を支えたのがアメリカの存在であった。東西冷戦の中、アメリカをリーダーとする自由主義陣営に中華民国は組み込まれ、アメリカの支持によって現地の社会から一種浮き上がった存在であった中華民国政府は、国家として国際的な正統性も担保することができた。そしてアメリカからの援助によって台湾経済は飛躍的に発展し、台湾社会はアメリカの強い影響を受けるようになった。さらに台湾社会のあり方に不満を持ち、政治的に抑圧された人々にとってはアメリカが避難場所にもなった。

### 強権支配の軌道修正
台湾の情勢が安定し、共産党の地下組織も壊滅していく中、蔣経国は特務による強権支配を徐々に軌道修正し始める。まず1954年末には密告対象者の財産を密告者に分配する規定は撤廃され、1950年代半ば以降、スパイ容疑で逮捕されても一応弁護士が付き、起訴状・判決書が交付され、上訴も認められるようになった。これは共産党組織の壊滅と台湾社会の安定に蔣経国が自信を持ったことと、さらには共産党組織の脅威がなくなった中で冤罪が多発する状況を放置し続ければ、逆に社会の不安定要素を増すことになると判断したためと考えられる。
1955年4月には総統府機要室資料組は廃止され、総統府に設けられた国防会議傘下に国家安全局が設置された。蔣経国は国防会議副秘書長となり、国家安全局を直接指揮監督した。これは蔣経国が自らの権限強化と特務組織の整理を図るとともに、特務組織の持つダーティなイメージの緩和を図ったものと考えられている。つまり特務組織に「国家安全局」というアメリカの国家安全保障会議と類似の名を冠することによって、国家安全保障問題を管轄する情報機関であるというイメージを与えることに成功した。
蔣経国は1960年代に入ると軍内の政治工作系統の権限抑圧を図るようになっていった。これは軍内で影響力を持ち過ぎた政治工作系統がかえって自らの邪魔になると判断したものと考えられる。中華民国軍のような力がある組織内で、突出した権限を持つ集団の存在は脅威となりかねず、蔣経国は政治工作系統の人事権を軍令系統に戻すように促し続けることになる。

### 大陳島からの撤退と金門砲戦

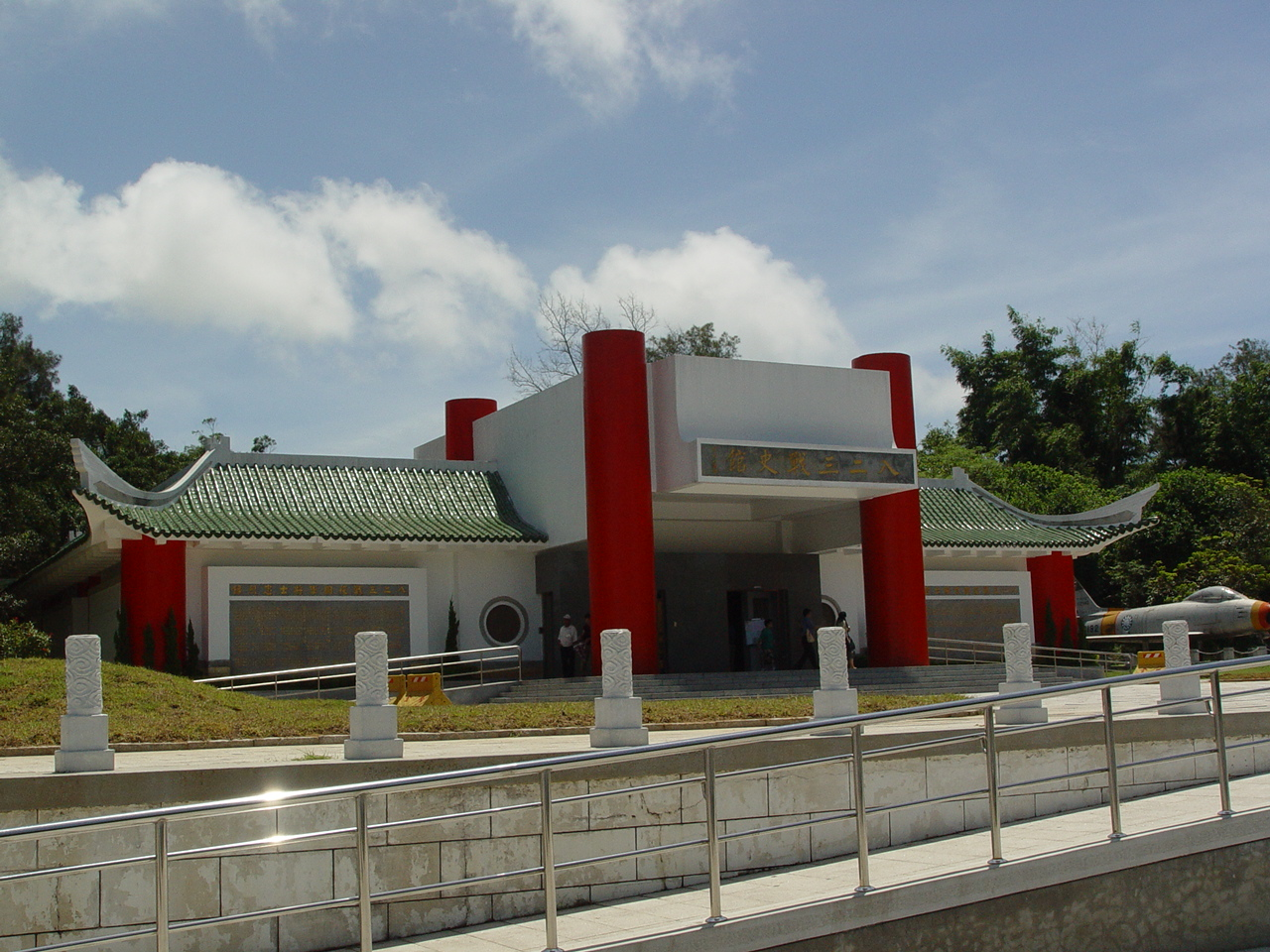
金門砲戦を記念する金門島にある八二三戦史館

1950年代前半、台湾、澎湖諸島以外に中華民国が実効支配していた地域として金門島と馬祖島、大陳列島があった。大陳列島は中でも最も北寄りの浙江省にあった。1954年5月頃から人民解放軍は大陳列島に対する圧迫を強めていった。10月からは人民解放軍の攻勢は激しくなり、翌1955年1月に入り、海が荒れる時期となって台湾と大陳列島との連絡が途絶えがちとなったのを見計らい、人民解放軍の攻勢はさらに激しさを増した。アメリカは大陳列島の放棄を蔣介石に進言した。最初蔣介石はアメリカの提案をはねつけたが、台湾から遠くて補給が困難である上に、さらに防御が脆弱である大陳列島の維持は困難であり、やむなく蔣介石はアメリカの提案を受け入れる決断を下し、大陳島撤退作戦が開始された。
大陳島撤退作戦に際し、蔣経国が視察のために大陳島にやって来た。蔣経国の来島目的は士気の鼓舞、それから島民の民心の安定を図ることであった。総統の息子が島に来てくれたのだから、いくらなんでも蔣介石は息子のことは見殺しにしないだろうと、パニック状態に陥っていた住民たちにとって蔣経国の来島は大きな安堵感を与えた。結局蔣経国は島民・軍人たちとともに撤退完了まで在島することになった。そしてアメリカ第七艦隊と中華民国海軍が大挙して大陳島に現れ、1955年2月10日には大陳島撤退作戦は無事完了した。
蔣経国が島民・軍人たちとともに大陳島撤退作戦に従事していた最中、台北では宋美齢の肝煎りで台湾初のファッションショーが行われた。総統夫人の宋美齢が支援していることもあり、ファッションショーにはアメリカをはじめとする各国大使や大使夫人らが参加し、主にアメリカのドレスを紹介した。しかし中華人民共和国の攻勢下で大陳列島の住民が故郷を捨てねばならず、軍がその撤退作戦に尽力している最中にファッションショーを行うことに猛抗議をした軍人がいた。抗議をした軍人は蔣経国系の人物で、蔣経国が裏で糸を引いていたと見られている。この事件を通じて蔣経国と宋美齢との対立関係は改めて明らかになった。
大陳列島の「解放」に成功した人民解放軍はさらなる軍事行動に打って出た。1958年に入ると中華人民共和国の国内情勢の変化もあって、金門・馬祖に対する軍事的圧力を強化していき、特に金門島対岸の砲兵陣地が増強されていく状況が観察された。このような情勢下、蔣介石と蔣経国は金門島に督戦に出掛けるが、蔣経国が台北に戻った直後の1958年8月23日、人民解放軍は金門島に猛烈な砲撃を開始する。金門砲戦の開始である。
人民解放軍側は1日約1万発という猛烈な砲撃を行った。中華民国軍は補給に苦しみ、8月末には降伏勧告が出されるに至った。そのような中、アメリカが介入して戦況は膠着状態となり、人民解放軍が金門島を「解放」するのは困難となった。結局10月6日に彭徳懐国防部長は一週間の砲撃停止を宣言した。アメリカはジョン・フォスター・ダレス国務長官を台北に派遣して蔣介石と会談し、「大陸の回復は武力によることなく、三民主義の浸透による」との共同声明が出された。これは事実上、大陸反攻の放棄を宣言したも同然の声明であった。
ダレスと蔣介石の共同声明は中華民国の大陸反攻にたがをはめたのと同時に、中華人民共和国側にも手詰まり感を与えることになった。金門・馬祖という離島防衛についてもアメリカがお墨付きを与えたのであった。つまり共同声明は台湾海峡の現状維持（固定化）宣言であり、中華民国の大陸反攻ばかりではなく、中華人民共和国の台湾・金門・馬祖の武力「解放」も極めて困難となった。共同声明直後、彭徳懐は奇数日のみ金門島に砲撃をするとの宣言を発表し、中華民国側は偶数日に砲撃を開始した。この奇妙な「戦争」は、港や空港などの戦略目標を砲撃目標とすることなく、鄧小平による祖国平和統一攻勢が本格化する1978年末までのおよそ20年間、一種の儀式のように続けられた。

### 五・二四事件と国軍退除役官兵輔導委員会主任委員

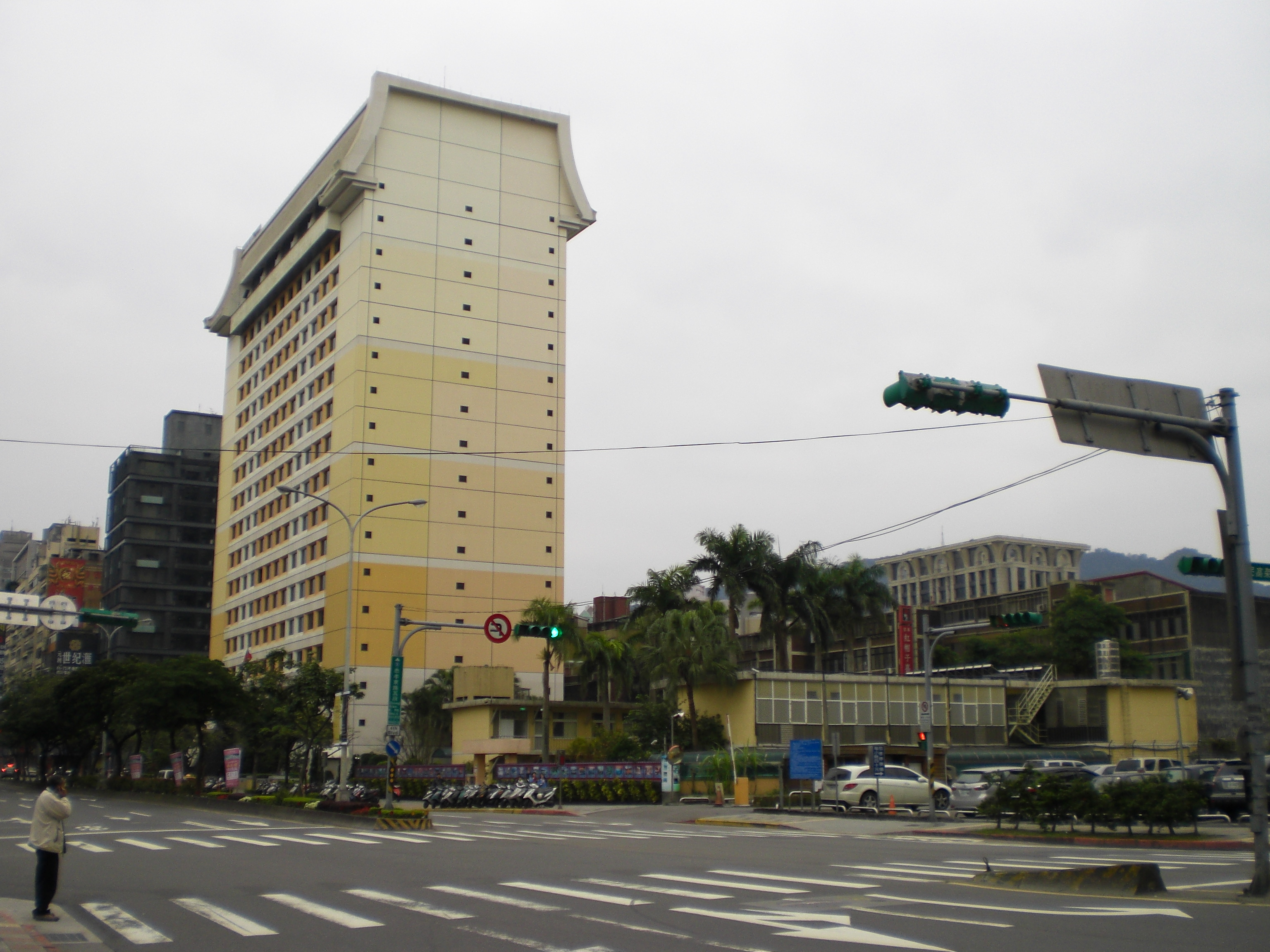
国軍退除役官兵輔導委員会本部

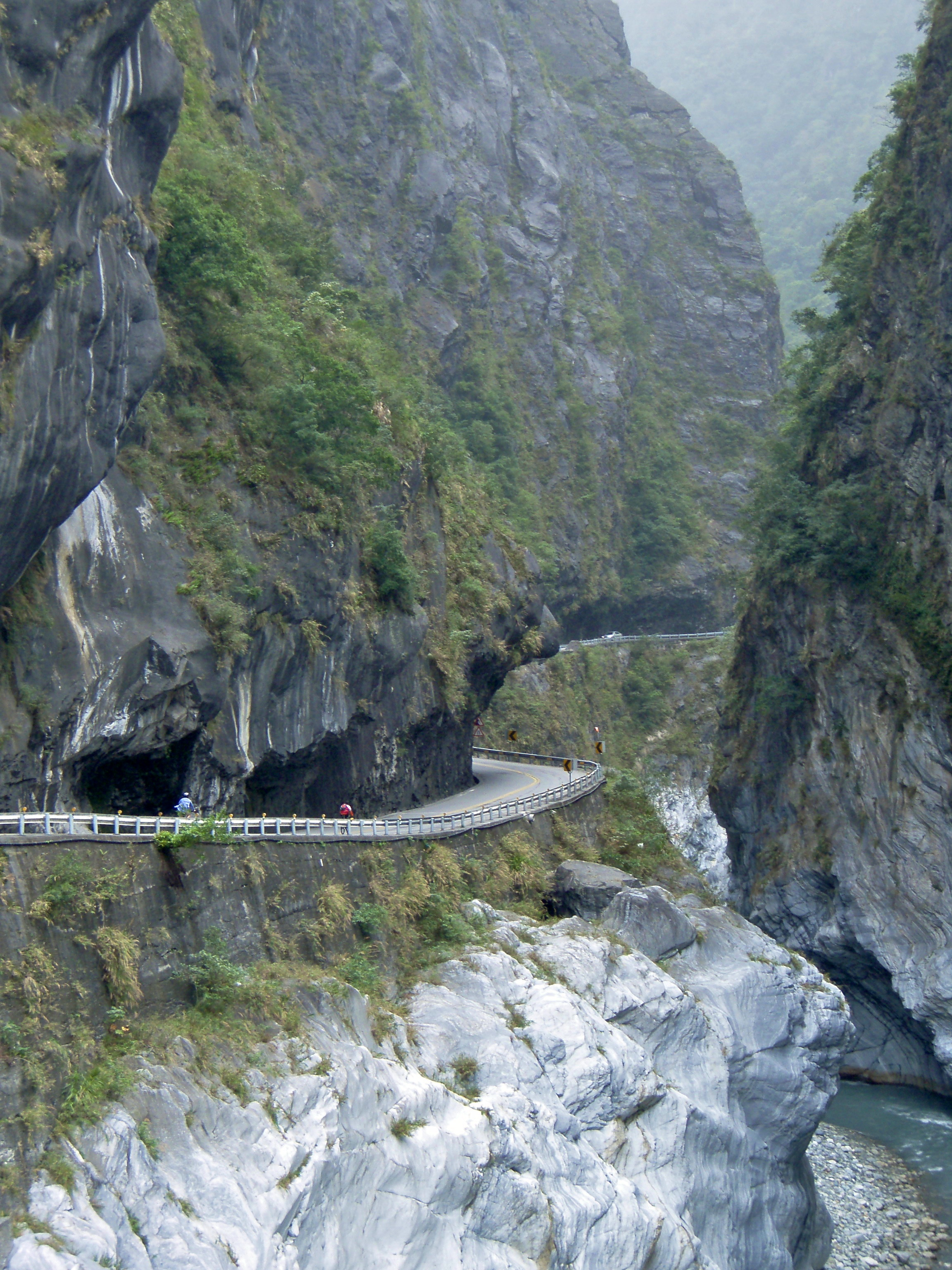
蔣経国が退輔会事業の目玉として建設に尽力した東西横貫公路

1957年3月、国民党高級幹部の研修センターである革命実践院の職員である劉自然が、アメリカ軍事顧問団のレイノルズ軍曹に射殺されるという事件が発生した。香港の情報筋によればこの事件はアメリカ軍需物資の横流しグループの仲間割れと報じられたが、このことは台湾では報道されなかった。1957年5月23日、アメリカ軍の軍事法廷はレイノルズに無罪を宣告した。判決の翌日、劉自然の妻が抗議のプラカードを持ち、台北のアメリカ大使館前で抗議行動を始めた。すると同情した民衆たちが劉自然の妻の周りに集まり始めた。
そのような中で「レイノルズは空路出国したそうだ」との声が飛んだのがきっかけとなって、群集は暴徒化し、アメリカ大使館に乱入し始めた。大使館に乱入した民衆は建物内の備品を片っ端から壊し、掲揚されていた星条旗を引きずり下ろして引き裂いたあげくに青天白日満紅旗を掲揚し、中華民国万歳を叫びだした。このような最中に救国団の腕章をつけた成功中学の学生たちが軍事訓練担当の教官に引率されて現れ、横断幕を掲げながらスローガンを連呼した。そして夜になって再度大使館内に乱入した暴徒に至っては、大使館内の金庫をこじ開けて大量の機密資料を持ち去っていった。この事件を五・二四事件と呼ぶ。
成功中学の校長は蔣経国の腹心の一人として知られており、事件後も全く処罰を受けなかった。そもそも上からの指示がない限り、公然と生徒を暴動に参加させるとは考えられない。さらに夜になって大使館の金庫をこじ開けて機密資料を持ち去った行為は、到底素人の手口とは考え難い。これらの点からこの事件、五・二四事件の黒幕は蔣経国であったと考えられている。
事件を聞いた蔣介石は激怒し、武装部隊の台北進駐を命じて暴動を鎮圧させた。5月26日には蔣介石はカール・L・ランキン大使に謝罪し、事件は形の上では決着が着けられた。しかしアメリカのマスコミの中には蔣経国を名指しして、かつてソ連で12年もの間、訓練を受けてきたことを注視すべきとの主張も現れた。蔣経国は事件の間、一切表に登場しなかったが、癇癪を起こした蔣介石は蔣経国を杖で打ち据えたとも伝えられている。蔣介石も本心ではアメリカに好意を持っていたわけではないが、アメリカの協力がなければ大陸反攻はおろか政権維持もおぼつかなくなるため、アメリカとの衝突はどうしても避けなければならなかった。五・二四事件以降約6年間、蔣経国はいわゆる謹慎状態となり、マスコミに動静が報道されることもなくなり、公の場からも姿を消した。
蔣経国は謹慎状態に入ったとはいえ、国防会議副秘書長として実権を握ったままであった。謹慎時代の蔣経国は国軍退除役官兵輔導委員会（退輔会）主任として重要な任務を遂行していた。蔣介石とともに中国大陸からやって来た兵員について、アメリカは削減していくように要求していた。アメリカは大陸反攻を支持しておらず、台湾防衛に必要な兵力から見て国民政府軍の規模が過大であると判断したのである。大陸からやって来た兵員たちに高齢化が進み始めており、そういう意味でも国民政府軍人の退役問題が社会問題として浮上しつつあった。しかし多くの兵士は教育程度が高くなく、しかも台湾に身寄りがあるわけでもないため、現状のまま兵士を大量除隊を進めていけば極めて大きな社会問題が発生すると考えられた。
そこでアメリカが除隊兵士のために経済援助を行うことになり、その資金をもとに退輔会が除隊兵士のための事業を行うことになった。1956年4月、蔣経国は退輔会の主任となり、退役将兵のためにさまざまな事業を展開していった。公共工事を請け負う栄民工程隊や栄民医院などの事業のほかに、台湾山脈を東西に貫く東西横貫公路の建設にも着手したが、この東西横貫公路の建設工事が最もよく知られた事業である。険しい台湾山脈を貫く工事は難航を極めたが、この難工事に退役将兵が大量投入されたのである。蔣経国はしばしば現場に出向いて工事を陣頭指揮し、工事現場に退役将兵とともに野宿したこともまれではなかった。結局3年10カ月の年月を費やし、東西横貫公路は開通した。この退輔会はその後も事業拡大を続けていき、やがて国民党の強固な支持基盤の一つになっていく。

### 自由中国事件と彭明敏事件
中華民国憲法は総統の三選を禁止しており、憲法の規定を遵守すれば1960年の総統改選時で蔣介石の総統任期は終了となる。しかし領袖として党・政・軍に圧倒的な権威を持つ蔣介石の引退はあり得ず、動員戡乱時期臨時条款の改訂によって蔣介石は総統に三選した。
この蔣介石の総統三選に台湾内で異議を申し立てる声が上がった。『自由中国』という雑誌である。自由中国は国民党内外の外省人自由主義知識人を中心とした雑誌であり、当初は反ソ・反中共という反共を掲げていたが、やがて蔣介石・国民党に批判の矛先を向けるようになった。蔣経国もしばしば自由中国誌のやり玉に挙げられ、救国団は蔣経国の闇機構であるとしてその解散を主張していた。蔣経国は自らを含む政権批判を止めることがない自由中国誌に対してさまざまな圧迫を加えた。しかし自由中国はその論陣を後退させることなく、蔣介石の総統三選反対、蔣介石の独裁反対を主張した。
ところで1957年の地方選挙で、五龍一鳳と呼ばれる国民党に批判的な6人の当選者が出た。『自由中国』編集長の雷震は、この五龍一鳳と連携して「中国地方自治研究会」を組織し、1960年の地方選挙では野党「中国民主党」の発足を目指した。政権批判ばかりでなく、実際に新党を結成して国民党、蔣介石への挑戦姿勢を露わにしたのを見て、中国共産党の香港工作員が野党結成を支援しているとのデマを流し、アメリカ側に干渉を行わないよう釘を刺した上で、蔣経国は情報部門、警備部門を動員して弾圧に乗り出し、雷震は共産党のスパイとして逮捕された。
この自由中国事件は中華民国当局に対してアメリカのマスコミから激しい非難が浴びせかけられたが、雷震は軍事法廷で懲役10年の刑を宣告され服役する。雷震は1917年に国民党に入党した古参党員であり、台湾に来てからも要職に就いており、いわば台湾にやって来た外省人エリートに属する人物であった。その雷震が逮捕されて中国民主党結成が挫折したことは、外省人エリート内部、いわば体制内からの自由化の可能性が潰えたことを意味する。
1964年には彭明敏事件が発生した。国立台湾大学教授であった彭明敏が教え子らとともに、一つの中国、一つの台湾はもはや厳然たる事実であり、本省人も外省人も協力し合って国民党でも共産党でもない第三の道である台湾自救の道を歩み、新たな民主国家を建設すべきであると主張した台湾自救運動宣言を公表しようとしたところ、反乱罪で逮捕され、軍事裁判で懲役刑が言い渡された。このように知識人の反体制の動きもまた封じ込められた。そして五龍一鳳も特務機構からの執拗な攻撃に晒され続けた結果、組織的な活動は不可能となった。このように1960年代は反体制の動きはほぼ封じ込められた。

### 陳誠の死去による蔣介石の後継者確定
蔣経国は五・二四事件による謹慎期間中の1958年、陳誠による最後の組閣時に政務委員（無任所大臣）として内閣入りする。その後これまで特務の元締めなどいわば裏方で活躍してきた蔣経国は、時間をかけて不足していた表での履歴を積み重ねていった。そのような中で、1958年から62年までCIA台北情報部の責任者であるクラインは、蔣経国と家族ぐるみの付き合いをしていた。もちろん特務の元締めの蔣経国と台北におけるCIAの責任者であるクラインとの付き合いが個人的なもので終わるはずがない。クラインは蔣介石から中華民国の指導者の地位を引き継ぐであろう蔣経国の人となりを観察し、蔣経国について徹底的に調べ上げる任務を担っていた。もちろん蔣経国もそのようなことは先刻お見通しで、逆にクラインを通じて自らのことをアメリカ側に理解してもらえるように努力した。クラインの報告の成果もあって、1963年、蔣経国はアメリカ国務省、CIAの招待で10年ぶりに訪米する。ここに蔣経国の6年間の謹慎生活は終わりを告げた。
前述の通り、領袖蔣介石の後継者となり得る人物は、蔣経国以外には陳誠しかいなかった。実際、陳誠は1960年代初めには副総統、行政院長、国民党副総裁を務め、文字通りナンバー2の地位にいた。しかし陳誠は病に侵されていて1963年12月には行政院長を辞職し、厳家淦が行政院長となった。厳家淦は独自の権力基盤を持っていた陳誠とは異なり、蔣介石・蔣経国のイエスマンと見られていた。蔣経国は厳家淦内閣でも政務委員に留任し、1964年3月には国防部副部長を兼任し、1965年1月には国防部長となった。この年陳誠が死去し、蔣経国の後継が確定する。
1967年2月には国家安全会議が設置された。国家安全会議はこれまでの国防会議を正規化したものであり、総統が議長を務めたが、実際には蔣経国が主導権を握っており、国家の重要決定事項は内閣よりもむしろ国家安全会議で決定された。蔣経国は1969年6月に行政院副院長、そして翌7月には経済関係閣僚会議の議長となり、8月には行政院経済合作発展委員会主任を兼任した。これらは通常行政院長が兼任する職務であり、台湾ではこれまで蔣経国と縁遠かった経済政策の指導も掌握した。
そして1965年9月には国防部長として3回目の訪米を行い、1966年には韓国、1967年には日本・タイを訪問し、1969年にはドワイト・D・アイゼンハワー元大統領の葬儀に蔣介石の特使として4度目の訪米を行うなど、外交面にも活躍範囲を広めた。蔣介石が領袖として確固たる権威を固めていた上に、ライバル陳誠の死去と後継準備が時間をかけて十分かつ周到に行えたため、大きな波乱もなく、蔣経国は父・蔣介石から外省人集団全体の大家長として、党・国・軍に圧倒的な権威を持って君臨する、ストロングマン支配体制を引き継くことができた。

### 見果てぬ夢、大陸反攻と蔣経国
1958年10月のダレスと蔣介石の共同声明によって、蔣介石は武力による大陸反攻の事実上放棄を宣言させられた形となったが、いわば台湾の外来政権である国民党政権にとって、大陸反攻は政権の正統性の根幹に関わる最重要政策であり、実際には共同声明によって武力大陸反攻を放棄することはなかった。むしろ大躍進政策の挫折に伴う中華人民共和国内政の混乱、そして中ソ対立という外交面での大きな変化を見て、国民政府は大陸反攻の好機到来と積極策を取り始めていた。1958年からは大躍進政策の失敗に伴う飢餓発生を見て、中国大陸各地に食料投下を開始し、1962年からは民衆蜂起の発生を期待して銃器の投下を行うようになった。
その他にも中華民国政府がこの時期大陸反攻に積極策を取らねばならない深刻な事情が二つあった。中ソ対立は確かに中華民国側を利すると考えられたが、その一方で中華人民共和国は西側先進国への外交攻勢を活発化させており、このまま事態をこまぬいていれば外交的に不利な状況に追い込まれていく可能性があった。もう一つの大きな問題は中華人民共和国の核兵器開発である。核開発の情報は台北にももたらされており、もし中華人民共和国側が核兵器を配備するようになったら、軍事力のバランスは圧倒的に中華人民共和国側に傾き、それこそ大陸反攻は不可能になってしまう。
中華民国国軍は1952年から大陸反抗計画の立案を開始していたが、1955年にはいったん長期計画化された、しかし1956年9月になって蔣介石は大陸反抗作戦計画の改訂を指示し、その後も作戦計画は継続されていた。1960年からは上陸作戦を展開すると想定された上海、福建、広東に対する方言を用いた短波放送を開始し、いわゆる心理戦の強化を図り始める。そして1960年末には、大躍進政策の失敗に乗じて本格的な大陸反攻を実施することが決定された。1961年4月には大陸反攻作戦を統括する国光作業室が設置された。同年秋からは中華民国国軍の大陸反攻作戦訓練が本格化し、翌1962年には先述のように中国大陸で民衆蜂起が発生することを期待して銃器の投下が開始され、実際の大陸上陸作戦も準備されるようになった。そして国防税の徴収が開始され、招集兵の除隊延期、予備役の招集と、体制、動員面でも大陸反攻はいつでも開始できる状態となった。

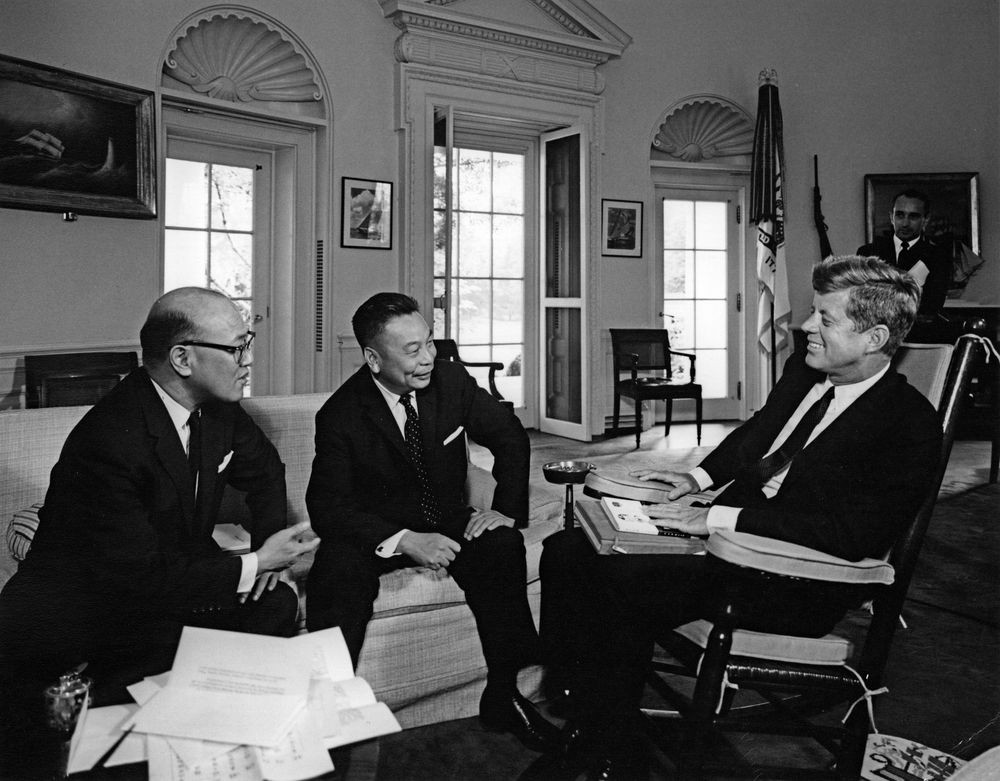
ケネディ大統領と会談する蔣経国（1963年9月11日）

しかし大陸反攻はどうしても中華民国国軍が独力で実施することは不可能なものであり、空挺作戦や上陸作戦にはアメリカ軍の輸送機や揚陸艦による支援が不可欠であった。そのうえ大陸反攻作戦のような大規模な軍事作戦の実施は同盟国としてアメリカに事前通知しなければならない。大陸反攻の打診を受けたジョン・F・ケネディ政権はこの作戦が失敗に終わると判断し、作戦が実行に移されればアメリカが巻き込まれることになることを恐れた。そこで一定の支援は約束したものの、回答は先延ばしにし、結局は事実上の拒否回答をした。
中華民国側は大陸反攻は中国の国内問題であるとして再三アメリカを説得したが、1963年4月にはアメリカ側から大陸反攻を行わないよう説得された。結局1963年からは大陸反攻計画は継続状態とされ、大陸反攻が実施されることを前提とした小規模な軍事作戦を継続することになった。実際には山東省から広東省にかけての海岸線で海上突撃と遊撃戦を繰り返したが、全て中華人民共和国側に撃退された。1963年9月、蔣経国が渡米して大陸反攻の受け入れをアメリカ側に説得するも、アメリカは拒否した。
このような中、1964年1月、フランスが中華人民共和国と外交関係を樹立し、10月には核実験を成功させた。核兵器が実戦配備されれば大陸反攻は文字通り夢物語になってしまう。焦りの色を強くした蔣介石はアメリカの支援を受けずに独力での大陸反攻を目指すことになる。このような情勢を見たアメリカは1965年7月1日に中華民国に対する経済援助を停止し、中華民国の暴走を牽制した。そして1965年7月から8月にかけて、田単作戦と呼ばれる単独の大陸反攻作戦を行ったが、大失敗に終わった。その上11月には烏坵海戦でも敗北を喫し、1965年以降、大陸反攻への熱意は急速に冷めていった。
しかしその数を減らしたとはいえ大陸への突撃作戦は継続された。中国の正統政権を標榜する蔣介石政権にとってみれば、大陸反攻が台湾の独裁統治を正当化させていた。そのためいくら大陸反攻が実現不可能であったとしても、その看板を下ろすことは蔣介石が健在である限り不可能であった。1966年9月から1967年3月にかけて、蔣介石と蔣経国はリンドン・ジョンソン政権に大陸反抗の実現と米軍による支援を繰り返し要請したが、拒絶された。これが最後のアメリカへの大陸反攻の支援要請となった。1969年9月、交通事故に遭った蔣介石は衰えが目立つようになり、蔣経国が実権を掌握して台湾の政策決定を行うようになった。蔣経国は1970年1月に三軍の総司令官などの国軍の高級幹部らに、国際情勢の分析とそれを踏まえた軍事作戦の在り方について指示を出した。この指示以降、大陸への突撃作戦は中断された。この時点で蔣介石は存命していたが、蔣介石は蔣経国が下した突撃作戦中断を知らされていなかった可能性が高い。
蔣介石は最後まで大陸反攻にこだわり続け、その蔣介石が政治の表舞台を去ると同時に大陸反攻作戦は終焉を迎えることになり、大陸反攻の断念は必然的に国民党政権の変化を招くことになる。父・蔣介石から党・国・軍に圧倒的な権威を持って君臨するストロングマンの地位を引き継いだ蔣経国は大陸よりも台湾そのものに向き合うことを余儀なくされる。

### 悩み多き家族・親族関係

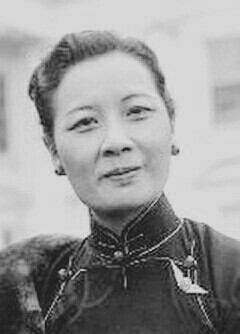
蔣経国は父・蔣介石の後妻である宋美齢とそりが合わず、対立関係にあった

台湾時代の初期、蔣経国は特務の黒幕であったが、ソ連留学時代からの友人や中国大陸時代からの同僚をよく自宅へ招き、妻・蔣方良の手料理やウイスキー、ウォッカを振る舞った。蔣経国が最も寛ぐ一時は、ソ連時代からの友人とロシア風に飲んで騒ぐ時であったと伝えられており、弟・蔣緯国の回想によれば家では蔣経国はいつも子どもたちと走り回り、あまりの騒々しさに蔣方良からたしなめられるほどであったという。特務の黒幕も自宅に帰れば楽しい一面もあった。蔣経国は酒については底なしのうわばみであったが、後にこれが命を縮めることになる。
若い頃、ソ連で質実剛健な共産主義者になることを目指した蔣経国は、生活もまた質素で家族に贅沢を許さなかった。父・蔣介石の後妻の宋美齢はアメリカ育ちの典型的なお嬢様であり、生育環境や価値観が違い過ぎて蔣経国とそりが合わなかった。実際、呉国楨のアメリカ行きの許可や、大陳島撤退作戦と日程的にかぶってしまったファッションショーなどで両者は対立した。弟・蔣緯国との関係も良くなかった。蔣経国は常々蔣緯国の性格に不満を持ち、先述のように自らが率いる政治工作系統を利用して、蔣緯国の軍内での昇進を遅らせていた。蔣経国に対して不満を抱く宋美齢と蔣緯国は、次第に連携を深めていくことになる。
蔣経国と妻・蔣方良との仲の良さは有名で、夫婦でよく手をつないで買い物に出る姿が見かけられた。ロシアで知り合って結婚した夫婦らしく、何かあると夫婦で軽くキスをするので、慣れるまで周囲が目のやり場に困っていたとのエピソードが残っている。子どもたちが成長するにつれて、蔣経国は子どもたちのことで頭を悩ませるようになった。長男の蔣孝文は酒と女に溺れた自堕落な生活で世間を騒がせ、次男の蔣孝武も酒に溺れた派手な生活で知られるようになった。そして長女の蔣孝章は離婚歴のある兪大維国防部長の息子・兪揚和と結婚する。それでも、蔣経国夫妻は次第に現実を受け入れられるようになり、蔣経国の晩年にはしばしば子どもたちが蔣経国の官邸に集うようになった。
一方、章亜若との間に生まれた双子の蔣孝厳と章孝慈は、父が蔣経国であることを知ることなく新竹で成長していく。蔣経国と蔣方良との間の子どもたちは台湾語を話すことができず、新竹で成長した蔣孝厳と章孝慈は流暢な台湾語を話す事実は、さまざまなルーツの人々が集まっている台湾の複雑な事情を象徴する典型例の一つである。蔣孝厳と章孝慈の家族は貧しく、ともにアルバイトをしながら東呉大学を卒業した苦学生であったが、兄弟とも成績は極めて優秀であり、蔣孝厳は外交官、章孝慈は教育界へと進んだ。蔣孝厳、章孝慈兄弟が実父が蔣経国であることを知ったのは18歳の時であり、1975年、蔣介石の葬儀時に非公式に蔣介石の一族として祖父の葬儀に参列した。

## 深まる国際的孤立と台湾の舵取り

### 蔣介石の衰弱に伴う実権掌握

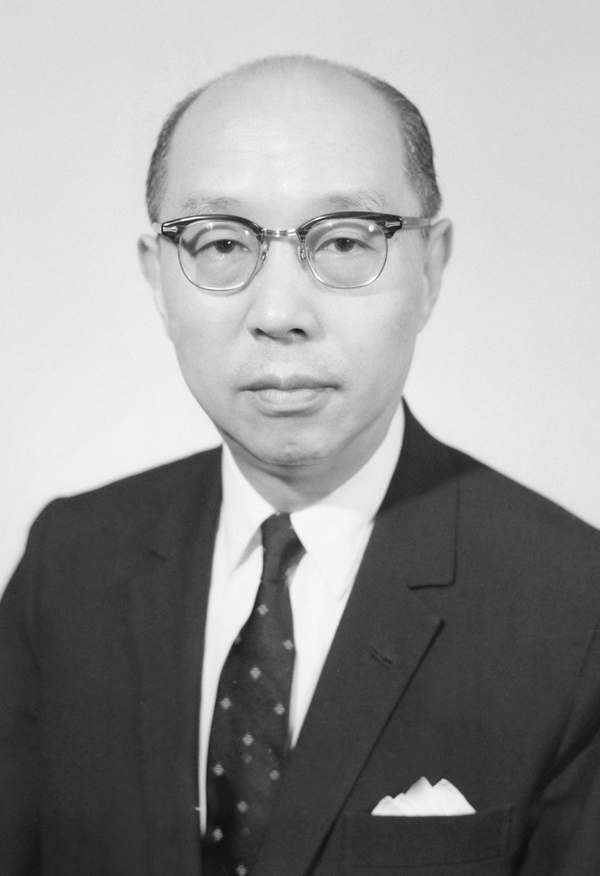
蔣家のイエスマン、厳家淦は蔣介石から蔣経国への権力移行時のつなぎ役となった

1966年5月、蔣介石は総統に四選する。副総統には行政院長の厳家淦が選ばれた。四選時、蔣介石は78歳になっていたがいまだ矍鑠としていた。しかし1969年9月、台北の官邸から陽明山にある別荘に向かう途中、蔣介石は交通事故に見舞われ、胸を強打した。この交通事故の後、蔣介石は急速に衰えが目立つようになった。蔣介石に代わり、いよいよ蔣経国が実質的に政策決定の中心に座るようになっていった。
副総統兼行政院長の厳家淦は、蔣介石・蔣経国のイエスマン、いうなればお飾りにすぎなかった。実際、蔣経国は毎日のように療養中の蔣介石の枕元に報告に来ていたが、副総統兼行政院長であるにもかかわらず、厳家淦は一度も報告に来なかった。厳家淦は蔣家の権力世襲に障害とはならず、蔣経国への権力移譲に向けての時間稼ぎができる人物として重用されていた。
1972年5月、84歳の蔣介石はすでに人前に出られるような状態ではなかったものの、総統に五選する。副総統は厳家淦が再選するが、行政院長には蔣経国が選ばれた。蔣経国が行政院長に就任すると国家安全会議の権限は大幅に縮小され、政策決定の中枢は蔣経国が主宰する閣議へと移った。この時点では蔣介石は存命中であったが、蔣経国は事実上外省人集団全体の大家長として党・国・軍に圧倒的な権威を持って君臨するストロングマンの地位を引き継いだ。
党・国・軍に圧倒的な権威を持つ蔣経国を領袖とする蔣経国政権は、まず蔣経国が主催する国民党中央常務委員会の場で、蔣経国が指導して重要政策、政府の人事案等が決定され、その決定案を行政院が施行した。このように蔣経国政権では国民党中央常務委員会の決定が政府の決定とされ、国民党が国家を指導する形式で運営されていた。蔣経国の最晩年は体調が悪化したため中央常務委員会の欠席が多くなり、1987年の双十節以降、出席しなくなった。蔣経国が不在時には、中央常務委員が輪番制で中央常務委員会を主催することになったが、蔣経国は会議開始前に国民党中央常務委員会秘書長に電話をかけて、議案の処理方法について指示を出していた。

### 中華民国正統性の動揺
1950年代から1960年代にかけて中華民国政府の台湾支配は散発的な抵抗はあったものの安定していた。しかし先述したようにその支配体制は極めていびつなものであった。中国の正統政権であるという主張に基づき、国共内戦時に選出された立法委員など中央民意代表は、中国大陸の支配権を取り戻すまで改選されないことになった。国共内戦時に行われた中央民意代表の選挙は中国全体で実施されたものなので、台湾選出議員はわずかな数しかいない。しかし実際の中華民国の実効支配地域はほぼ台湾のみである。実効支配地域たる台湾の民意を全くといってよいほど反映しない上に、改選もされないという国会は「万年国会」と揶揄されるようになっていた。そして党、国家、軍の組織も、中華民国政府そのものが中国大陸から台湾に移転した経緯から、蔣介石とともに台湾へやって来た外省人が中核となっていた。特にそれぞれの組織の上層部になればなるほど外省人の比率は高かった。このように事実上台湾のみを支配する中華民国政府は台湾から浮き上がった存在であった。
このような中華民国政府の正統性を担保していたのがアメリカの支持であった。東西冷戦の中、中華民国は自由主義陣営の一角としてアメリカの同盟国となり、多額の軍事援助、米軍の軍事顧問の派遣を受けて防衛力を強化し、アメリカからの巨額の経済援助を利用して経済を成長させることに成功し、台湾は輸出主導の工業化の波に乗った。つまり中華民国はアメリカの世界戦略の一角に組み込まれることによって、アメリカの同盟国として国際的な正統性を確保し、さらには国防力を充実させて経済成長を成し遂げていった。
しかし1960年代末になるとこの正統性が揺らぎだしてくる。まず大陸反攻が非現実的であることが誰の目にも明らかになったことである。中華民国政府当局者は1965年には大陸反攻が不可能であることを認識させられた。それでも領袖蔣介石は大陸反攻にこだわり続けたが、蔣介石が衰え、蔣経国が実権を掌握すると大陸反攻は終焉を迎えた。中国正統政権として中国大陸へ戻る大陸反攻が不可能であるならば、台湾を支配するいびつな構造の正統性は消滅する。事実、国民党・中華民国が台湾を支配し続ける口実として統一・大陸反攻という言葉を利用していると見られるようになっていった。
また1960年代後半になると、国共内戦時に行われた中央民意代表選挙によって選出された議員たちに高齢化が目立つようになりだした。改選されることがない議員集団は、裏を返せば議員たちが鬼籍に入ることによりいつかは消滅してしまう。中華民国が中国の正統政権であることを示すとされた中国大陸選出の中央民意代表も、時の流れとともに正統性の保持が難しくなっていった。
そしてアメリカで中華民国の正統性を揺るがす深刻な動きが始まった。きっかけは1969年1月に就任したリチャード・ニクソン大統領の外交戦略であった。ニクソンは泥沼化していたベトナム戦争の解決と対ソ連戦略をにらみ、中華人民共和国との接近をもくろんだ。ニクソンは早くも大統領の就任演説で中華人民共和国との関係改善を訴え、その後も対話を呼びかけた。そして中ソ対立の真っただ中にあった中華人民共和国もニクソンの呼び掛けに好意的な反応を見せた。
このような動きを見て中華民国政府は慌てた。アメリカの真意を確認すべく、1970年4月、アメリカ側からの招請という形を取って行政院副院長の蔣経国が5回目の訪米を行った。アメリカ側は蔣経国を丁重にもてなし、ヘンリー・キッシンジャー大統領安全保障問題補佐官、ニクソン大統領とも会談し、蔣経国は中華民国への支持継続を訴えたが、ニクソンは蔣経国の話を儀礼的に聞くのみであり、中華人民共和国との接近についてのアメリカ側の感触は国民政府を失望させた。なおこのアメリカ訪問時、蔣経国は黄文雄・鄭自才ら台湾独立派の青年に狙撃されるが未遂に終わった。
1971年7月にはキッシンジャーが秘密裏に北京を訪れ、周恩来首相と会談してニクソン大統領の訪中が決定した。そして1971年10月の国連総会の席で、中華民国はアルバニアなどが提出した中華人民共和国招請、中華民国追放の提案が国際連合総会決議2758として採択されたことにより国連を脱退。その後国連関連の国際機関から次々と締め出されていった。1972年2月にはニクソン大統領が中華人民共和国を訪問し、アメリカと中華人民共和国はただちに国交樹立とはならなかったものの、台湾に対する軍事援助を徐々に減らしていくこと、アメリカは中国はただ一つであり、台湾は中国の一部であると主張していることを認識するとした共同声明「上海コミュニケ」を発表した。
中華民国の国連脱退、米中接近という情勢を見た世界各国は先を争うように中華民国と断交し、中華人民共和国と国交を樹立した。1970年代末には中華民国を承認する国家は22カ国にまで落ち込む。そしてアメリカは1973年1月のベトナム戦争介入の中止後、台湾駐留の米軍の大規模な引き揚げが開始され、無償軍事援助も停止された。これまで中華民国の正統性を支えていたアメリカの支持の減退、そして国際的な孤立は国民政府を窮地に追いやった。
ところで蔣経国の5度目の訪米時に遭遇した在米台湾独立派による暗殺未遂事件は、思いもかけぬ副産物をもたらすことになった。のちに蔣経国の後継者となる李登輝の登場である。暗殺未遂犯らはかつてアメリカ留学中の李登輝宅で週末にしばしば行われていたビーフステーキパーティの常連であった。事件の背後関係を調査していた特務が李登輝のことを見逃すはずがなく、李登輝は約一週間にわたり特務による徹底的な尋問を受けることになるが、当時内政部長となっていた大学時代の恩師、徐慶鐘らのとりなしもあって無事に済んだ。そればかりではなく、このことがきっかけで1971年8月、徐慶鐘らは蔣経国に農業専門家として李登輝を紹介することになった。李登輝から台湾の農業についてのレクチャーを受けた蔣経国はその内容を評価し、その場で国民党入党を勧めた。国民党に入党した李登輝は、その後台湾本省人政治家のホープとして出世の階段を駆け上がっていくことになる。

### 十大建設

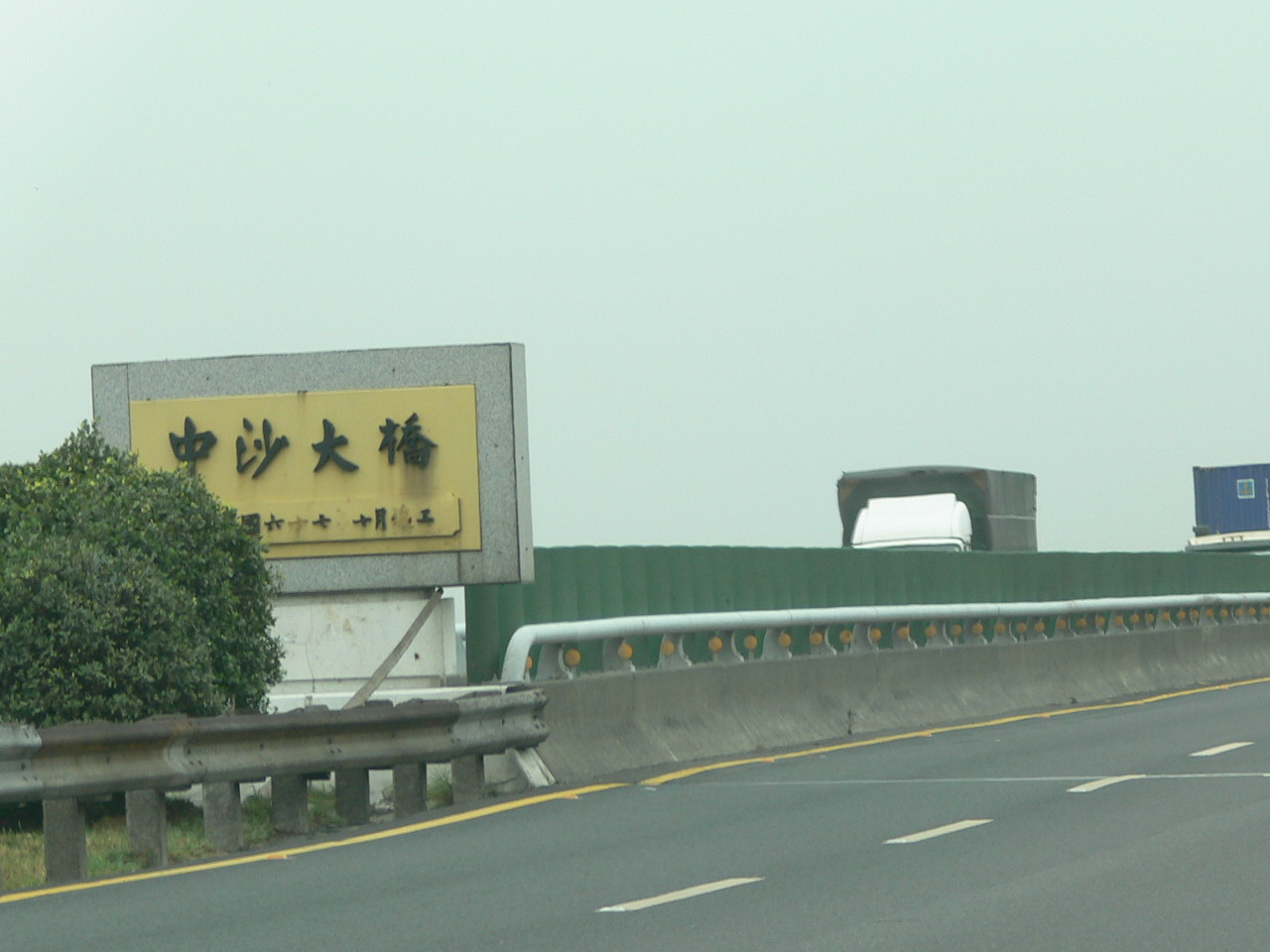
十大建設により建設された中山高速公路の中沙大橋

1972年、行政院長となり、衰えた父・蔣介石から事実上党・国・軍に圧倒的な権威を持って君臨する独裁者の地位を引き継いだ蔣経国は、全中国の正統政権であることを主張している国民党・政府による支配体制の正統性の破綻と、アメリカの支持の減退、国際的な孤立に伴う対外的な正統性の危機という中華民国の危機に対処せねばならなかった。
危機に対して蔣経国は台湾内での正統性の強化を図ることで活路を見いだそうとした。1950年代から1960年代を通じて台湾は順調に経済が発展してきたが、大陸反攻に代表されるように軍事面での投資が優先され、空港や鉄道は日本統治時代のままであるなど産業基盤の整備は立ち遅れていた。中華民国の危機を見て、台湾の人心はともすると移民、資本移動といった形での海外逃避に傾きがちであった。このような情勢を見た蔣経国は台湾建設のために思い切った国家投資に踏み切った。
1973年11月、産業基盤の整備と重化学工業の振興を目的とし、9項目の国家プロジェクトが発表された。
- 南北高速道路の建設
- 西部縦貫鉄道の電化
- 北回り鉄道の敷設
- 桃園国際空港の建設
- 台中港の築港
- 蘇澳港（中国語版）の拡張
- 中国鋼鉄の創設
- 中国造船の創設
- 石油化学プラントの建設

の9項目であった。そしてまもなく原子力発電所3カ所を含む発電所建設が加えられ、十大建設と称されるようになった。
十大建設のうち、台中港築港や中国鉄鋼、中国造船のように結果としてうまくいかなかったプロジェクトや、1980年代以降、現地住民や自然保護団体の反対に見舞われる原子力発電所のような例もあったが、南北高速道路や中正国際空港（桃園国際空港）、石油化学プラントは大成功を収め、大陸反攻から工業化が進む台湾経済に対する投資へとシフトさせた十大建設は、台湾の奇跡とまでもてはやされるようになった開発独裁形式の経済発展が本格化するきっかけとなった。
国際的な孤立が深まる中で蔣経国が牽引した十大建設の成功は、台湾社会に団結と達成感をもたらした。そして1970年代を通じ、台湾経済の発展は世界経済において台湾の地位を高めることに成功し、逆に国連加盟、世界各国との相次ぐ国交樹立を通じて国際的な地位を高めた中華人民共和国は、文化大革命からの後遺症から抜けきれずに経済の停滞が続いた。このような情勢下では台湾住民の目に中華人民共和国は全く魅力的に映らなかった。

### 台湾化への舵取りと地方視察

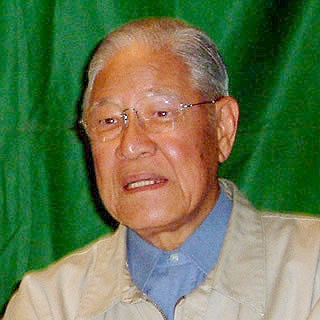
李登輝は1970年代初め、本省人抜擢を図った蔣経国に登用され、その後出世の階段を駆け上がっていく。画像は2004年撮影。

国民党政権が台湾を支配し続ける正統性の維持について、蔣経国はこれまでの体制の手直しを図ることで乗り切っていこうとした。1972年に行政院長に就任した蔣経国は、まずは賄賂の禁止など官吏の綱紀粛正を図り、前台北県県長や前人事行政局長を罷免した。そして企業に対しては課税システムを強化し、社会の公正化をアピールする。
蔣経国は国共内戦時に行われた選挙で選出されたままの中央民意代表の問題に手をつけた。これは先述したように放置しておけば時が経てば経つほど必然的に矛盾が拡大していく問題である。この問題については台湾省議会に選出された非国民党議員の中から繰り返し疑問が出されており、国民党自体も問題の性質上、対処していかざるを得ないものであり、1969年にはまず第一期議員（非改選議員）の欠員補充選挙が実施された。
続いて国民政府の実効支配地域である「自由地区」と海外華僑代表の議員定数を大幅に増やし、自由地区では普通選挙、海外華僑代表では総統指名によって定期改選を行うことになり、1972年12月、初の増加定員選挙が施行された。この制度手直しの結果においても、国共内戦時に行われた選挙で選出された中央民意代表と1969年の欠員補充選挙で選出された議員はこれまで通り改選されることがないため、いわゆる弥縫策であるのはいうまでもない。しかも戒厳令と動員戡乱時期臨時条款による政治的自由の制限は継続しており、国民党以外の政党結成も認められていなかった。しかし当時、中国大陸では毛沢東による文化大革命という急激な政治動員が大混乱を招いており、急激過ぎる改革の危険性は明らかであった上に、台湾にはまだ中央民意代表の全面改選を主張する政治勢力も育っていなかったという事情があった。
1970年代に入ると蔣経国は優秀な本省人青年の抜擢を積極的に進めた。蔣経国は自らの右腕である李煥を救国団主任、国民党高級幹部の研修センターである革命実践院主任、国民党中央党部組織工作委員会主任など、党・政の組織部門、青年対策の責任者を兼任させて人材抜擢を進めた。李煥によって抜擢された人材の中には外省人優先が明らかであったこれまでとは異なり、多くの若手本省人がいて、これまで登用されることがまれであった国民党中央の幹部、地方党組織の主任クラスにも配置されていった。
蔣経国は内閣などの国家エリートにも本省人の抜擢を行った。1972年の蔣経国内閣組閣時、これまで3人にすぎなかった本省人閣僚は倍増以上の7人となった。かねて蔣経国に目をかけられていた李登輝も、農業問題担当政務委員としてこのとき初入閣を果たした。その他、日本統治時代の台湾から大陸に渡り国民政府の下で働いた経験がある、いわゆる半山と呼ばれた人材ではあるが、本省人の謝東閔が初めて台湾省政府主席に任命された。そして県政府職員からのたたき上げの人物で、後に李登輝のライバルとなる林洋港が台湾省政府の重要ポストである建設庁長に任命された。このように半山の人材以外ほとんど本省人を登用しようとしなかった蔣介石と異なり、蔣経国は本省人を抜擢していく。
そして行政院長になった頃から、蔣経国は週末になると野球帽をかぶり、ジャンパーないし開襟シャツを着て、台湾各地への視察に赴くようになっていった。地方でなにも特別な場所に行ったわけではなく、建設現場、水田や果樹園、マーケットなどにひょっこり姿を現し、子どもを抱き上げ、市井の人々と言葉を交わし、安食堂や屋台などで気軽に食事をした。当時、蔣経国は糖尿病を患っていた。蔣経国の主治医は「一人の素晴らしい総統ではあったが、決して良い患者ではなかった」と述べているように、糖尿病患者でありながら地方の食堂、屋台などでは勧められた食事を喜んで食べた。衛生問題や健康を慮って食べないように進言し、蔣経国にカミナリを落とされた付き添いの地方首長も少なくなかった。
蔣経国の地方視察には、地方の有力者たちを自らに引き付けておくための手段としての一面があった。しかしもっと重要なことは、正統性に深刻な打撃を受けた国民党政権を実質的に率いる立場になった蔣経国は台湾の政治、経済の発展を重視する考えを深め、台湾そのものに向き合っていかねばならないと判断したことにあった。それは、中国大陸における支配権の回復にこだわり続けていた父・蔣介石とは異なる考えを持つことを意味していた。
蔣親子自身、中国大陸を追われて台湾にやって来たよそ者である。外省人中心の国民党政権は台湾社会からある意味浮き上がった存在であった。台湾に住む人々たちに受け入れられていかなければいつの日にか体制は破綻する。当時、蔣経国は大陸への望郷の念に駆られ続けてはいたものの、本音ではもはや大陸に帰れないことを認識しており、唯一の希望は台湾に住む人々たちに受け入れられることであることを理解していたと考えられている。そのため蔣経国は少しでも台湾社会に根付こうと必死になって地方を回っていた。蔣経国の地方視察はソ連時代、農村、工場などで働いた経験が物を言ったのは言うまでもないが、中国の民衆が伝統的に好んだ官吏像も影響していたと考えられる。この地方視察によって蔣経国は民衆の心をつかむことに成功し、特務の黒幕としての負のイメージは次第に薄れ、民に親しむ指導者像が定着していくことになる。

### 総体外交の推進

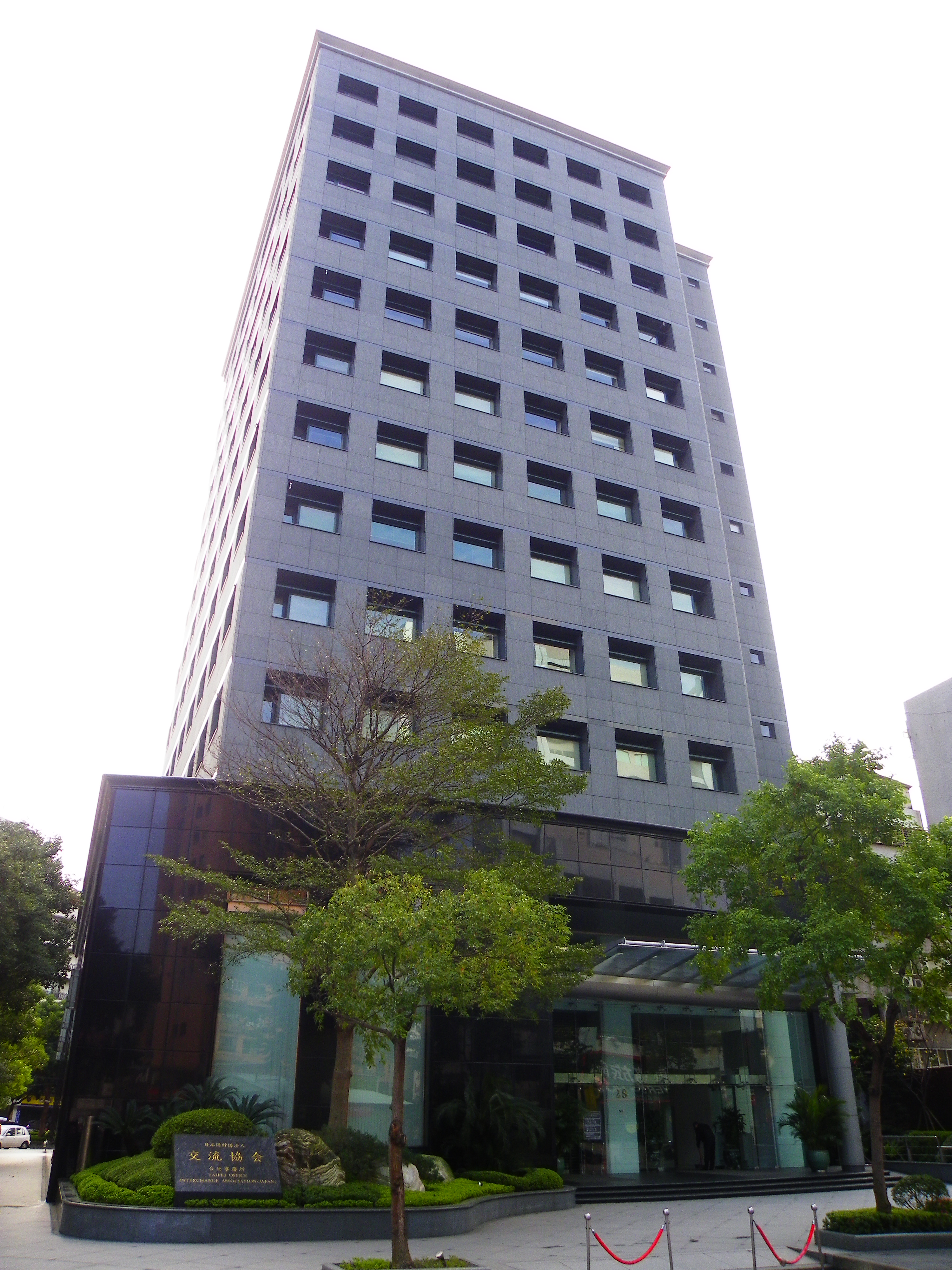
公益財団法人交流協会台北事務所

国連を脱退し、国際機関から次々と追放され、承認国家の激減という国際的地位の暴落に直面した中華民国政府は外部からの正統性の深刻な危機に直面する。しかしその反面、台湾経済は蔣経国の十大建設の成功など極めて順調であり、国際的に台湾経済は確固たる地位を築きつつあった。
このような情勢下、中華民国政府は国交を断交した国々との間に経済、文化、技術協力といった多面的な実質関係の強化を図り、さらに政府のみならず民間の個人、団体も国際事務に関与していくことを奨励した。いわゆる「総体外交」を推進する。これは経済力をつけて世界経済に確固たる地位を築いた台湾との全面的断交が事実上不可能であった各国にとっても好都合であり、中華人民共和国も各国に台湾の政府に対する全面的な断交まで強要することはできなかった。
総体外交の一例としては、1972年9月に中華民国と断交し、中華人民共和国と国交を結んだ日本との関係が挙げられる。日中国交正常化交渉の中で、日本は中華人民共和国側に、正常な日中関係を損なわない範囲で台湾との民間交流を継続することについての黙認を受けた。そして日華断交後に台湾との間に通商、領事業務も取り扱う民間レベルの事務所として日本側が交流協会（現・日本台湾交流協会）、台湾側が亜東関係協会（現・台湾日本関係協会）を設立し、双方に出先機関を設け、実質的な関係を維持することになった。このように対外的な著しい孤立にもかかわらず、一つの政治経済実体としての台湾はある種の国際的地位を保ち続けることができた。

### 父・蔣介石の死
独裁者の地位を事実上引き継いだ蔣経国の活躍によって、父・蔣介石の影は急速に薄れていった。1972年に総統5選を果たした蔣介石はまもなく心臓発作に倒れ、昏睡状態に陥る。蔣介石のために組まれた特別医療チームの治療によって翌年1月、蔣介石は昏睡から覚めたものの、手足の萎縮は進行し、心臓機能も低下したままであった。その後も特別医療チームの治療、手厚い看護が行われ続けたが、1975年3月29日には危篤が発表され、遺書が公表された。そして1975年4月5日の23時50分、蔣介石は死去する。
蔣介石の死は台湾では帝王のごとく崩御と呼ばれ、中華民国は1カ月の国喪に服することになった。しかしそのような中、蔣経国の動きは機敏であった。死去から半日も経たぬ6日早朝には国民党中央常務委員会の臨時会議が招集され、憲法の規定に基づき厳家淦副総統が総統に昇格することを決定し、さっそく総統の宣誓式を行った。この素早い動きは宋美齢の機先を制する目的があった。蔣介石夫人の宋美齢は隠然たる力を持ち、夫蔣介石の後継者問題にも容喙してくることが予想された。厳家淦は蔣経国のイエスマンであるため総統職を継がせることに全く不都合はなく、蔣介石の死後、間髪を入れずに憲政遵守の姿勢を見せつけて宋美齢の動きを封じ込めることができた。
4月28日には国民党は中央委員会総会を招集し、中央委員会に新たに主席職を設け、蔣経国は新設された主席に選出された。それまでの国民党トップの総裁は、蔣介石に永遠の哀敬を表するとして永久欠番扱いとした。これは孫文の総理職の扱いに倣ったものとされたが、宋美齢を国民党総裁に推戴する動きも見られたことから、宋美齢に対する牽制策の一環であった可能性もある。宋美齢はまもなく病気治療を名目として台湾を去り、アメリカへ向かった。これは蔣経国との不和が原因であったとみられている。宋美齢は翌年の蔣介石一周忌にいったん台湾へ戻るものの、その後、蔣介石生誕百年記念式典が行われた1986年10月まで台湾へ戻らなかった。
厳家淦は蔣介石の残りの任期を大過なく勤め上げ、1978年、蔣経国は中華民国第3代（第6期）総統に就任する。そして副総統には謝東閔が就任し、初の本省人副総統となった。ここに蔣経国は名実ともに外省人集団全体の大家長として、党・国・軍に圧倒的な権威を持って君臨するストロングマンとなった。

### 台湾文化包摂の試み
1977年9月、蔣経国は十二項目建設という、先の十大建設で進んだインフラ整備をさらに押し進める方針を表明する。この十二項目建設の最後の項目に、全ての県、市に図書館、博物館、音楽ホールを備えた文化センターを建設するという項目があった。この文化センターは台湾の県・市に順次整備されていき、当初はいわゆるハコモノ施設で中身に乏しいと言われながらも、やがて地方特色展示館を設けるなどそれぞれの地域色が見られるようになり、台湾の文化政策の中で地方の主体性が見られるようになったと評価されるようになった。行政院にも文化政策の推進と文化建設を担当する、行政院文化建設委員会（現・文化部）を設置した。
蔣経国は、これまでの大陸反攻を唱え、視線が大陸方面ばかりに向けられていた時代には、顧みられることがなかった台湾土着の文化にも目を向けた。まずこれまで放置されていたも同然であった台湾の史跡を保護することとし、自然文化景観なども保存、保護対象とするようにした。蔣介石時代には低級低俗なものと見なされていた台湾土着の民俗芸能にも目を向け、国立国父紀念館で民俗芸能の公演を行うなど、台湾土着の民俗の地位向上を図った。
このように蔣経国は、台湾を中国大陸への反攻基地として、文化面においても中国正統文化の称揚ばかりに熱心であった父・蔣介石とは異なり、自然環境を含むその土地に根ざした文化を重視し、保護、発展を援助するという現代国家におけるオーソドックスな文化政策を採用するようになった。これは台湾に根付いていくことを目指した蔣経国政権が、台湾文化を省みようとしなかった蔣介石政権時代の文化政策を見直し、台湾文化を取り込んでいくことを目指したものと評価できる。しかしこのような試みにもかかわらず、台湾に芽生え始めた台湾ナショナリズムの波が蔣経国政権を揺さぶっていくことになる。

### 発言力を増す民衆と特務
先述したように蔣経国は徐々にではあるが、特務と軍の政治工作系統の権限に制限をかけるようになっていった。特に軍の政治工作系統は国防会議副秘書長を務めていた1962年、国防部長時代の1967年、そして1972年からの行政院長時代と、しばしば総政治部の人事権を軍令系統に戻すように指導した。しかし強大な権限を握っていた政治工作系統は蔣経国の指示に抵抗した。結局政治工作系統の人事権が軍令系統の手に戻ったのは1976年のことであった。自らが指導することによって強化、発展してきた軍の政治工作系統について、権限を持ち過ぎたと見るやその権限の抑制を図るようになったことは、蔣経国の政治的バランス感覚を示すとともに、猜疑心の強さを表している。
特務の活動については、1950年代前半のような無制限ともいえる弾圧は次第に影を潜める。しかし蔣経国によって掌握された特務組織は、中国大陸を支配する中華人民共和国側との内戦状態が継続している限りどうしても国民監視が必須であるとして、台湾社会の隅々までその監視下に置き、しかも基本的にその活動をチェックする機関もないままの状態が続いた。
特務組織は先述のように1960年代に自由中国事件、彭明敏事件という言論の自由化、民主化運動を弾圧してきた。1970年代初めになって、蔣経国は一定の改革論議を許容するポーズを取る。これは自らの最高権力掌握の最終過程に入り、国民党・政府の元老たちを牽制する目的があった。すると青年知識人たちが『大学雑誌』という月刊誌を拠点に、国会全面改選の主張など盛んに改革について論ずるようになった。当時台湾では尖閣諸島領有権問題に関して保釣運動という社会運動が起きており、大学雑誌グループは保釣運動と救国団の指導者としての蔣経国の青年導師というイメージを利用し、青年による愛国言論というポーズを見せて弾圧を巧みに避ける工夫をこらしていた。当初、蔣経国は保守派元老に対抗して自らの改革姿勢を後押しするものとして大学雑誌グループの活動を容認したが、最高権力掌握を確実なものにするや否や抑圧に転じた。その結果、1972年末には大学雑誌グループは分裂し、一部は政権側に吸収され、そして一部は国民党を飛び出して反国民党の政治活動を行っていく。
1970年代に入る頃には、台湾の民衆たち、とりわけ若い本省人世代は経済力の発展に伴い自信をつけ、発言力を高めつつあった。彼らから見れば蔣経国の改革は、台湾化へ踏み出したものとはいえまだまだ不十分であり、抜本的な政治改革、人権の保障などを目指す人々が主に若い本省人世代の中から現れるようになった。ただし戒厳令下において新たな政治組織の結成は不可能であったため、一党独裁状態の国民党の外にいる人々という意味で、党外人士と呼ばれるようになった。やがて個人個人の党外「人士」は、選挙時に都市労働者たちとの連携が見られるようになり、もはや人士ではなく一つの政治勢力を意味する党外と呼ばれるようになる。
ところで、1969年に行われた中央民意代表の欠員補充選挙では党外人士の黄信介が立法委員に当選し、1972年に行われた増加定員選挙ではより多くの党外人士候補が当選した。このような党外人士にやがて許信良ら大学雑誌グループからやって来た人々も参加するようになり、不十分ながらようやく開始された国政レベルの選挙を通じて、強固な国民党支配体制への挑戦が始まった。国民党勢力はこのような党外人士からの挑戦に対し、選挙不正を含む手段で抑えにかかった。当時台湾では公職選挙に関する法令が未整備のままであり、法令未整備をよいことに特務組織を中心とした選挙期間中の買収や、開票時の不正行為が後を絶たなかった。党外グループはこのような不正に激しく抗議したが、1977年、ついに許信良が立候補した桃園県長選挙で中壢事件が勃発する。
許信良は1973年、国民党公認候補として台湾省議会議員に当選したが、省議会で激しく国民党の施政を批判したため、国民党を除名処分となった。1977年、国民党を除名された許信良は桃園県長選に立候補した。許信良陣営には国民党批判に共鳴する若い学生らが集結し、アメリカ流の斬新な選挙戦略を行った。一方除名した許信良に当選されては党の面子に関わると、国民党は対抗馬を擁立し、選挙は空前の熱気に包まれた。例によって当局側が不正行為に出ることを予想した許信良陣営は、大量の選挙監視部隊を動員した。そのような中、投票日当日、ある投票区で許信良に投票しようとした2人の老人の票を、投票管理者が投票補助を装って故意に汚し、無効票にしようとしたのが発見された。投票管理者は近くの警察署に逃げ込んだものの、1万人を超える群集が警察署を取り囲み、不正に抗議する事態へと発展する。
許信良陣営は群集に対して法律的手段で問題を解決すると呼びかけたものの、群衆の怒りは収まらず、警察署は焼き討ちされた。結局軍が出動する事態に発展するが、軍は発砲などの鎮圧を行うことはなく、騒動はやがて収まった。蔣経国はもし軍による弾圧を行った場合、第二の二・二八事件となりかねないことを恐れたためと考えられる。結局許信良は桃園県長に当選した。この中壢事件は結果的に党外と民衆が初めて体制側にその意志を押し付けることに成功した事例となった。この選挙後、遅ればせながら選挙法制の整備がなされ、選挙時のトラブルは激減していく。
この1977年の地方選挙では、もう一つ注目すべき事態が発生していた。国民党中央は、組織工作委員会主任の李煥を中心として、救国団を中心に育成してきた青年エリートを大挙選挙に擁立した。この方針に怒ったのがこれまでの地方選挙で力をつけてきたいわゆる地方派系である。選挙の洗礼を繰り返し受ける中で培ってきた地盤を、中央からやって来た青年エリートにさらわれてはたまらない。地方派系は選挙のサボタージュを行った結果、これまでを大きく上回る数の党外候補が当選してしまった。この結果、党外は一定の規模を獲得するに至り、蔣経国の右腕の一人とされてきた李煥は要職を全て解任され、一時失脚状態となる。
1979年8月、黄信介を発行人、許信良を社長とする美麗島雑誌社が創立され、月刊政論雑誌『美麗島』が創刊される。美麗島雑誌社は台湾内の党外リーダーを社務委員とし、各地に読者サービスセンターを設置していった。これは雑誌社に名を借りた事実上の「名無しの党」組織結成を目指していた。美麗島グループは政党結成の自由化の他、国会の全面改選、報道の自由、戒厳令の撤廃などを求め、読者サービスセンターの設立記念や読者の夕べなどといった名目でしばしば大衆動員を行った。これは党外と民衆が体制側にその意志を押し付けることに成功した中壢事件の体験も影響していた。
美麗島グループの活動が活発化する中、当局や反共団体との軋轢も高まっていき、衝突が繰り返されるようになった。そのような中、美麗島グループは1979年12月10日、世界人権デーに合わせて高雄市内で大規模なデモを行う計画を立て、台湾全土に大動員をかけた。蔣経国は12月10日当日、台湾独立分子は断じて許さぬと表明し、デモ隊の弾圧を命じた。当局は美麗島グループのことを台独分子、暴力分子、国家の裏切り者という三位一体の敵であるとのキャンペーンを開始し、党外リーダーをかたっぱしから逮捕していき、党外雑誌に対しては発刊停止処分を下した。結局美麗島グループの中核とされた8人を軍事法廷に、33人を一般法廷に起訴し、ほぼ全員が有罪判決を受ける。これが美麗島事件である。弾圧は美麗島事件で終わることなく、軍事法廷被告の林義雄台湾省議会議員の留守宅で、議員の母と娘が惨殺された。軍事法廷被告の家族が当局の監視下に置かれていなかったとは考えられず、これは少なくとも特務の黙認によって実行された政治的テロと見なされている。主犯とされた施明徳は事件後しばらく潜伏していたが、施明徳を匿ったとして台湾基督長老教会の牧師10人が逮捕投獄された。
蔣経国は美麗島グループを弾圧することによって、力を付けつつあった党外勢力を押さえつけることに成功する。しかしまもなくこの弾圧は政治的には失敗であったことが明らかになっていく。まず党外勢力は美麗島事件などの弾圧で打撃を受けたものの、弾圧後に対象団体が消滅、弱体化したこれまでの例とは異なり、事件後すぐに党外勢力はその活動を再開し、1980年代にはさらに大きなうねりとなって蔣経国らにのしかかっていくことになる。エドワード・ケネディ上院議員は台湾当局に美麗島事件の公正な裁判を強硬に要求するなど、後述する台湾関係法に基づくアメリカからの強い圧力も蔣経国に加わった。結局美麗島事件の裁判は全て公開されることになり、当局による美麗島グループは暴徒であるという宣伝に対し、美麗島グループの主張を台湾内外に広めることになった。

### アメリカとの外交関係断交の衝撃と台湾関係法
1972年のニクソン訪中後、ニクソンは中華人民共和国との正式国交樹立を目指した。1972年はアメリカ大統領選挙の年であり、ニクソンは大統領に再選され、米中国交樹立を進めようとした。しかし、米中双方の政治混乱の影響を受け、国交樹立は遅れた。まずアメリカ側ではウォーターゲート事件によってニクソンが辞任に追い込まれ、一方中華人民共和国側は周恩来、毛沢東が相次いで亡くなり、四人組事件など文革の余波も続いていた。
結局、米中国交交渉が本格化するのは、アメリカでジミー・カーター政権が成立し、中華人民共和国側では鄧小平が復帰した後のことであった。米中間の国交交渉で双方の意見のすり合わせに手間取った問題のひとつが台湾問題であった。結局、アメリカ側は中華人民共和国政府が中国唯一の合法政府であることを承認し、中国はひとつであり、台湾は中国の一部であるという中国の立場を認識するとし、一方、中国側はアメリカ側が上記の見解の枠内で、アメリカ人民が台湾人民との文化、商務その他の非政府間関係を維持することを認めた。アメリカと台湾はそれぞれ、日本と台湾との関係をモデルとした民間連絡機関を設立し、非政府関連の業務を行うことになった。
台湾問題について米中間の交渉で最も難航したのが、アメリカの武器売却問題であった。アメリカ側は台湾に防衛用の兵器を売却し続ける意向を示したものの、中華人民共和国側から激しい反発を受けた。結局米華相互防衛条約を失効させ、それにあわせて1979年度中の武器売却を見送ることで妥協が成立した。結局、1978年12月16日の対中国交樹立発表の当日、1979年1月1日、米中国交樹立に伴い中華民国との国交断絶、米華相互防衛条約の失効（正式失効は1年後の1980年1月1日）、そして4カ月以内の在台米軍の全面撤退が発表され、いずれも実行された。米中国交交渉の経過から、カーター政権は台湾の蔣経国政権の存続に大きな関心はなく、アメリカにとって極めて重要な対ソ連戦略において中華人民共和国を自陣に引き付けるメリットから考えて、平和的に台湾が中華人民共和国に併合されるならば、それもやむを得ないと判断していたと考えられる。
ところがアメリカ議会は、この台湾の安全保障問題に対する配慮に欠けたカーター政権の米中国交樹立に強い反発を見せた。そもそも米中国交樹立は議会への事前協議がなく、カーター政権が進めた交渉結果を後から知らされた形となったことについても反発を招いた。結局台湾との非政府間関係の継続のためにアメリカ政府が提案した台湾関係法に、政府側が予想もせず望みもしなかった条件が追加され、上下両院とも大統領の拒否権発動が不可能な圧倒的票差で可決する。
可決された台湾関係法は、まず米中国交正常化は台湾の将来が平和的手段によって決定されることについての期待に基づくものとした。その上で平和的手段によらないで台湾の将来を決めようとするいかなる企図も西太平洋地域の平和と安全に対する脅威であり、合衆国の重大関心事であるとし、そのため十分な自衛力の維持を可能とする防衛的性格の武器を台湾に供与すると明記した。台湾関係法は米華相互防衛条約の失効によって台湾防衛義務を放棄したアメリカが、改めて台湾防衛の権利を留保したものであり、もちろん中華人民共和国側はその内容に強く反発する。しかし上下両院とも圧倒的な支持を集めた法案を大統領が覆すことは不可能であり、1979年4月、カーター大統領は法案に署名せざるを得なかった。
アメリカに安全保障を依存してきた蔣経国政権にとって、米中国交正常化とそれに伴う米華断交、米華同盟の破棄は深刻な打撃となり、蔣経国は1978年12月30日の日記で、中国との国交正常化に踏み切ったアメリカへの不満を綴っていたほどである。台北の株式市場は暴落し、警戒強化、経済の安定、中央民意代表増加定員選挙の延期を骨子とした総統緊急処分令が1978年12月16日に発表された。幸い1979年4月には台湾関係法が制定され、アメリカの後ろ盾を完全に失うことは避けられたため、蔣経国政権の崩壊という事態は起こらなかった。しかし台湾関係法には、防衛的性格の武器を台湾に供与するというようなアメリカの台湾防衛権を留保する条項以外に、この法律のいかなる条項も人権、特に1800万人の台湾全住民の人権に反してはならないと書かれており、国民党・政府がアメリカの支援を受け続けたいと願うならば、台湾住民の人権問題を改善し、さらには民主化を進めていかねばならなくなった。その結果、これまで特務による人権・言論弾圧を繰り返してきた国民党・政府は、台湾関係法の制定後、弾圧に厳しい足かせがはめられるようになった。

### 鄧小平の祖国統一攻勢と蔣経国

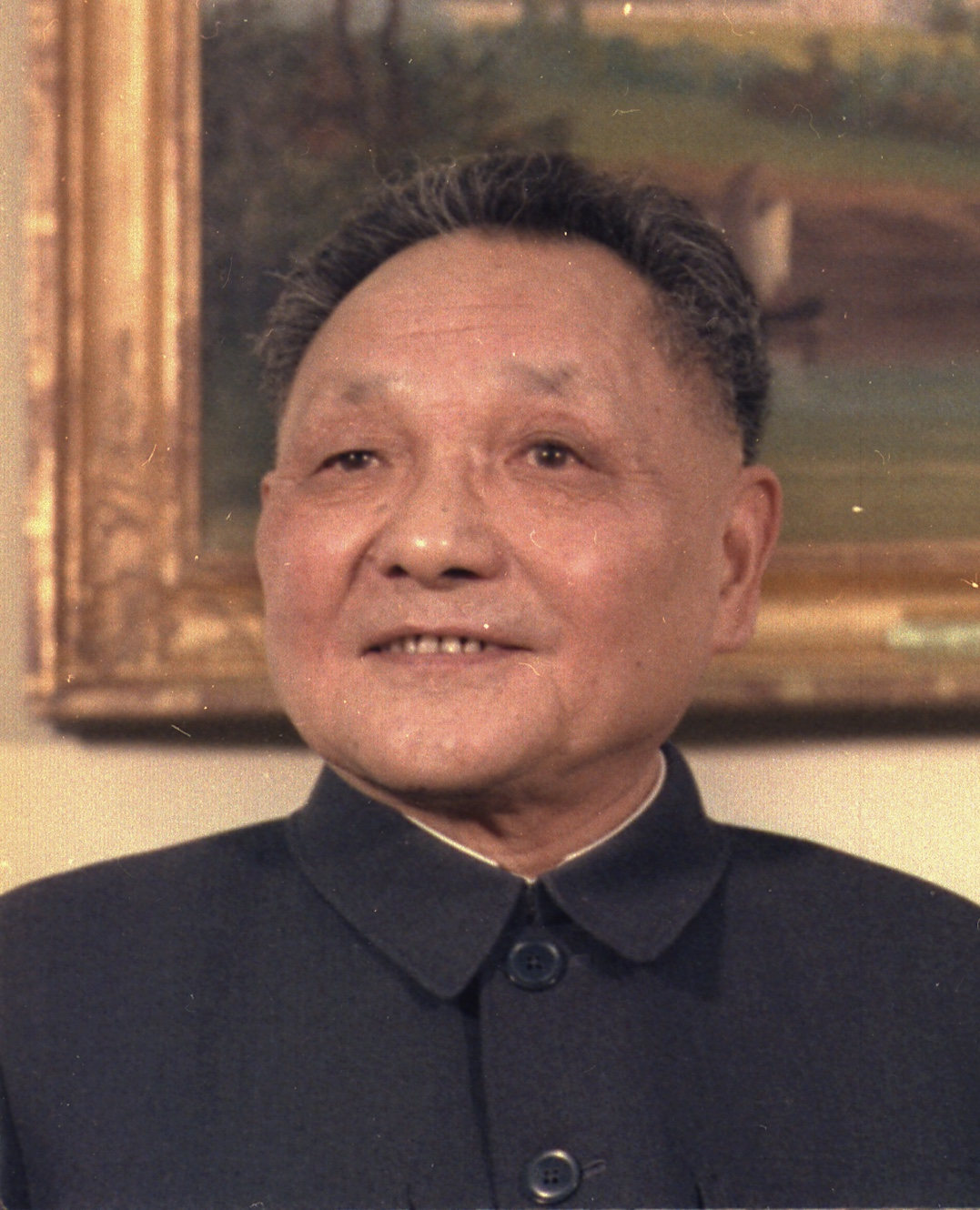
かつてモスクワ中山大学で蔣経国と同窓生であった鄧小平は、1970年代末には中華人民共和国の最高実力者となり、台湾との統一を目指し、蔣経国に硬軟織り混ぜた攻勢をかけていった

中華人民共和国は文化大革命の影響で中断していた対台湾工作を1972年の米中接近後に再開していた。国共内戦時の戦犯や、中国大陸に潜入し逮捕された中華民国側の工作員を釈放するなどの緊張緩和策を実行したものの、文革派の力もまだ強い段階では対台湾工作に大きな変化は起きなかった。先にも述べたように文革の後遺症で混乱している限り、台湾住民にとって中国大陸は何ら魅力がなかった。1970年代、せっかく国際的な正統性を確保しながら中華人民共和国は対台湾政策でもたついていたのであり、蔣経国にとって貴重な内部固めのための時間をもたらした。
しかし1976年の毛沢東の死後、四人組が打倒され、近代化路線を掲げた実力者鄧小平が復活してくると事態が変わってくる。鄧小平は早くも1978年10月から、台湾の現行制度を尊重すると繰り返し発言し、統一後に社会主義化を強要しないとのアドバルーンを揚げていた。そして米中国交樹立の共同声明が発表された翌日の1978年12月17日、約20年間続いた金門島への砲撃が中止された。続いて1978年12月18日から開催された中国共産党第11期三中全会の席で、香港、マカオ同胞らに対してとともに、台湾同胞に対してこれまでの台湾解放に代わり祖国統一への参加を呼びかけた。
中国共産党側が台湾を武力で制圧し、強制的に共産化するという意味が含まれる「台湾解放」を引っ込めた背景には、中国側としても台湾が達成した経済発展を無視できなくなったという側面があった。ソ連や東欧・中国などの社会主義圏諸国は、自らの経済不振をよそに経済発展を成功させた、台湾などアジアNIEsに衝撃を受けていた。そのため中華人民共和国の祖国統一攻勢は政治面のみならず、対外開放・経済改革の動きとリンクさせた経済面での働き掛けも活発に行われることになった。
1979年1月1日、中華人民共和国とアメリカの国交が正式に樹立されるとともに、「台湾同胞に告げる書」が全国人民代表大会常務委員会名義で公表された。台湾同胞に告げる書では、中華人民共和国政府と台湾当局との話し合いを通じて軍事的対立を終結させるべきであるとし、さらに祖国統一のために通郵・通航・通商のいわゆる三通と、学術・文化・体育・工芸の交流いわゆる「四流」を呼びかけた。1979年12月、鄧小平は統一後も台湾に自衛力保持を認める発言を行い、1980年1月には、鄧小平は台湾解放という言葉はもう使わないことを明言した上で、台湾の祖国復帰を1980年代の三大主要任務の一つに位置づけた。1980年代の開始時点で、鄧小平は10年のうちに台湾の祖国復帰を達成することを、中華人民共和国の重要な政治的課題の一つとして取り上げたのである。
鄧小平には1980年代の間に台湾が中国に還ってくるであろうとの成算があった。この見通しの根拠は、台湾における国民党政権に代表される外省人の支配体制が時が経つにつれて弱体化していくことが誰の目にも明らかになってきたものの、現状ではまだ外省人集団全体の大家長として、党・国・軍に圧倒的な権威を持って君臨する独裁者である蔣経国の支配体制が堅固であったことにあった。つまり蔣経国を中心とした外省人たちは、このまま支配体制の弱体化を指をくわえて見ているよりも、共産党と国民党が第三次国共合作を行い、中国大陸は社会主義、台湾は資本主義といういわゆる一国二制度を受け入れ、中華人民共和国の傘のもとで台湾における支配体制を維持する道を選ぶに違いないとの判断があった。このため外省人集団全体の大家長である蔣経国が健在なうちに統一を成し遂げようとの構想を立てていたのである。
1981年6月の中国共産党第11期六中全会で、鄧小平は党中央軍事委員会主席となり、党の実権を掌握した。同年9月30日、葉剣英全人代常務委員会委員長が、台湾との統一、そして統一後の国家体制について九項目の方針を発表した。その中には第三次国共合作、三通四流の推進、統一後の台湾は特別行政区として高度な自治権を持ち、軍隊を保有すること、中央政府は台湾の地方事務に干渉しないこと、台湾の現行制度は不変であり、外国との経済、文化関係も不変である等の内容が含まれていた。
鄧小平は蔣経国に対して揺さぶり戦略を採った。1982年7月には、中国の対台湾政策の副責任者に当たる廖承志が蔣経国への公開書簡を発表した。書簡は兄から弟宛に送る形式であり、過去のわだかまりを捨てて、ともに祖国統一の大業を成し遂げようと呼び掛け、父（蔣介石）の霊を郷里に戻し、先人とともに眠らせてあげようとも書かれていた。廖承志はかつてモスクワ中山大学で蔣経国の同級生で、蔣経国よりも二つ年上であり、しかも同じ国民党要人の子弟として学んだ。同じくモスクワ中山大学の同級生であった鄧小平も、蔣経国と親しいシンガポールのリー・クアンユー首相に「モスクワ時代の同級生である蔣経国によろしく」との伝言を依頼した。中国の対台湾政策の責任者は、当初周恩来の妻鄧穎超であったが、楊尚昆が後を継いだ。鄧穎超や楊尚昆・廖承志はいずれも周恩来・鄧小平に近いが、楊尚昆もまたモスクワ中山大学で蔣経国と同級生であった。
また中国側は、通郵・通航・通商の三通と、学術・文化・体育・工芸の交流を意味する四流を呼び掛けた後、次々と対応する国内措置を取り始めた。1980年4月には台湾との貿易の関税を国内扱いとして免除した。続いて1980年8月には台湾の対岸となる廈門に経済特区を設置し、台湾からの投資を期待した。そして中国と台湾間の貿易が軌道に乗ってきた1983年になると、関税免除を廃止してその代わりに経済特区への投資に税の減免などの優遇措置を講ずることにした。このように中国当局は、まずは関税の免除で台湾との貿易の振興を図り、その後中国大陸への直接投資優遇策に引きずり込んだ。
蔣経国は中国側の統一工作に表向き乗らなかった。蔣経国は対中国政策として「妥協せず、接触せず、交渉せず」のいわゆる三不主義を唱え、呼びかけを無視した。政治的、公的な場面での三不主義の維持は何とか続けられたものの、経済面・民間ベースでの接触せずの維持はすぐに破綻した。これは香港を通じての大陸側との接触はどうやっても止められず、豊かになった台湾では海外旅行が自由化され、第三国で中国大陸側と接触することもまた止めようがなかった。そして世界に確固たる経済的地位を確立した台湾にとって、情勢が好転しつつあるすぐ隣の中国大陸に経済面で進出しないということ自体無理があった。1980年代、蔣経国は対中華人民共和国関係に悩まされることになる。そして鄧小平の統一の誘いを拒絶した以上、蔣経国はいよいよこれまでの体制手直しにすぎない台湾化から、本格的な台湾化へと踏み切らざるを得なくなっていく。

## 民主化への橋渡し

### 糖尿病の悪化
蔣経国は一国の最高指導者として政務に精励した。糖尿病が判明したのは1950年代とも1960年代ともいわれるが、治療といえるのはインスリン注射くらいで、医師からの食事制限や生活上の注意点などの指示を守ることなく仕事に励み続けた。1978年、中華民国総統に就任した時点で蔣経国の糖尿病は重度化しており、体力の低下が明らかになっていた。
1980年代に入ると蔣経国の病状は急速に悪化していく。1980年1月に前立腺手術のため入院した蔣経国は、1981年、1982年と立て続けに目の疾患で入院する。1982年11月になって、初めて蔣経国の病名は糖尿病性の末梢神経障害と発表された。この頃蔣経国は寝たきり状態となり、三男の蔣孝勇を枕元に置いて伝言で政務を執る状態であった。台湾政界には蔣経国はもはや再起不能であるとの臆測が飛び交った。
党・国・軍に圧倒的な権威を持って君臨し、しかも政務に精励するタイプの独裁者・蔣経国の重病は、必然的に統治機構の弛緩を招いた。蔣経国の後釜を見据え、部下たちの中には暗躍し始める者たちも出てくる。1983年になって奇跡的に容態が持ち直した蔣経国は体制がための締め直しに奔走することになる。

### 特務の暴走と蔣経国
蔣経国が糖尿病に冒され、重大な健康問題に悩まされるようになる中、特務組織が暴走ともいえる忌まわしい事件を立て続けに引き起こした。先述した林義雄台湾省議会議員家族の事件や、1981年7月にはアメリカ在住中に台湾独立運動を支持し、雑誌美麗島に献金したということで、台北に戻った際に台湾警備総司令部の尋問を受けた陳文成カーネギーメロン大学教授が台湾大学構内で変死体となって発見されるという陳文成教授殺害事件が発生した。この陳文成教授殺害事件の背後関係を疑ったアメリカ側は、武器輸出統制法にアメリカ市民に対して一貫して脅迫行為を働く国家に対しては、大統領が武器輸出停止命令を出すことができるとの条項が付け加えられた。
この特務の暴走の背景には、蔣経国の病状悪化によって特務組織に対する抑えが利かなくなっていたという事情の他に、側近の力関係の変化が大きく影響していた。先述したように1977年の地方選挙時の失策で、蔣経国に最も近い側近の一人である李煥が事実上失脚した。蔣経国の側近はかねて文の李煥、武の王昇と呼ばれており、文の李煥の後退は武の王昇の上昇をもたらした。1978年12月の国民党第十一期四中全会で中央常務委員に選出され、自らの子飼いの部下数人を中央委員に当選させた王昇は、米華断交後の中国共産党の統一工作に対抗すべく政権上層部に設けられた秘密組織「劉少康弁公室」のリーダーとなった。やがて劉少康弁公室は第二の中央党部とも中央党部の太上皇とも呼ばれる影の権力機構へと成長し、王昇は蔣経国政権内でその影響力を増大させていった。武の王昇が政権内で重みを増すにつれて、蔣経国政権内にはタカ派的な傾向が強まっていた。
1983年、病状が奇跡的に持ち直した蔣経国はさっそく劉少康弁公室の解散を命じた。1983年3月に訪米した王昇はアメリカで蔣経国の後継問題についても意見を口にしたが、そのことについて蔣経国に報告しなかった。訪米時の王昇の会話全てを把握していた蔣経国は王昇に対する不信感をさらに深め、王昇が独自にアメリカに接近したとして警戒をより高めた。蔣経国は1983年5月、王昇を国防省総政治作戦部主任から降格させ、12月には駐パラグアイ大使として国外に出してしまった。こうして江西省贛南時代以来、蔣経国の側近中の側近であった王昇は蔣経国の手によって事実上失脚させられた。パラグアイに飛ばされた王昇はしばしば蔣経国に対して帰国を訴えるが、蔣経国は王昇の訴えを無視し続けた。結局王昇がパラグアイ大使を離任したのは李登輝政権下の1991年のことで、蔣経国の死後3年が経過していた。
また蔣経国は王昇以外にも闘病中におかしな動きをしたと判断した部下を容赦なく切り捨てていった。例えば外省人では行政院長の孫運璿、本省人では内政部長の林洋港、副総統の謝東閔であった。1984年の総統再選時、蔣経国は副総統の謝東閔を降ろし、副総統指名を期待していた孫運璿ではなく、台湾省政府主席の李登輝を副総統候補に選んだ。蔣経国は野心を見せたと判断した孫運璿・林洋港・謝東閔らを遠ざけ、当時、野心も薄く無難そうに見えた李登輝を副総統に選んだのである。
蔣経国の復活と体制引き締めにもかかわらず、特務の暴走は続いた。1984年10月、台湾移民でアメリカ国籍を取得していたサンフランシスコ在住のルポライターの江南が、批判的内容を含む伝記「蔣経国伝」を出版した直後、自宅で殺害された。事件を調査したアメリカ当局によって、台湾の国防部情報部幹部の指示に基づき台湾の暴力団幹部らが殺害したことが判明した。しかも捜査の過程で蔣経国の次男である蔣孝武の関与が疑われるようになった。アメリカ側は国内で台湾特務の命で暴力団が自国民を殺害したことに激怒し、陳文成教授殺害事件後に修正が加えられた武器輸出統制法の武器輸出禁止条項が発動される可能性も高まったことから蔣経国は危機に迅速に対応した。まず江南事件の実行犯らの裁判を公開で行うことを宣言し、これを実行に移して事件の首謀者たちを断罪する。結局、武器輸出統制法の武器輸出禁止条項の発動は見送られることになった。
またアメリカでは台湾での特務の暴走に伴い、台湾関係法に明記された台湾住民に対する人権保護および推進の条項が発動した。アメリカ下院外交委員会アジア太平洋小委員会では、1981年に陳文成教授殺害事件、1982年には長期継続中の戒厳令について、1985年に江南事件に関する公聴会を開いた。1982年にはケネディ上院議員を中心に30人あまりの上下両院議員が台湾に対して戒厳令解除を求める呼びかけを発表し、1983年には上院で台湾の前途決議案が採択された。1986年にはやはりケネディ上院議員を中心に、5人の上下両院議員が台湾住民の人権・自由・民主の推進を目指す台湾民主化促進委員会を設立し、台湾当局に台湾の人権保障、民主化促進を求める声明を発表する。このように特務の活動、戒厳令など、これまで国民党・政府・蔣経国を支えてきた抑圧機構の活動に対するアメリカからの外圧は目に見えて高まっていった。
蔣経国は翌1985年には江南事件への関与が疑われた次男の蔣孝武ら、蔣家の者に権力の世襲は絶対に行わないことを2度にわたって宣言した。これまで蔣経国の後継者として蔣孝武の名が取り沙汰されていた。これは長男の蔣孝文とは異なり、蔣孝武は酒に溺れた派手な生活で知られていたものの、切れ者であるともいわれていたからである。世襲の否定と同時に蔣経国は軍事政権の成立も否定した。これは1981年以降参謀総長を務め続けていた軍の実力者、郝柏村に対する牽制と、軍政を嫌うアメリカを意識した発言であったと考えられている。
1986年2月、蔣経国は問題の蔣孝武を自身と親しいリー・クアンユーの監督下に入れるという意味合いを含んだシンガポール駐在商務代表部副代表に任じて実質的な国外追放状態とした。また、弟の蔣緯国を駐サウジアラビア大使ないし駐韓大使として国外に出そうと画策するが、蔣緯国の強い抵抗に遭い、結局は国家安全会議秘書長への左遷にとどめた。1986年には父・蔣介石の生誕100周年記念式典が予定されており、宋美齢が久しぶりに帰国する見込みであった。蔣経国とすれば蔣緯国と宋美齢が手を結ぶことを警戒し、蔣緯国の力をそぐことにしたが、蔣緯国とその側近たちは何とか外国行きを免れたことに安堵した。
蔣経国は1985年夏以降、再び病状が悪化し、1988年1月に没する。悪化する病状の中、蔣経国は最後の力を振り絞って民主化への道を開くことになる一連の政治的決断を下し、さらに対中国間接貿易解禁と大陸親族訪問解禁を決断する。これらの重大な決断を行うことができた背景には、病状回復時の引き締めによって最後までストロングマンとしての威信を保ったためであると考えられる。

### 変化する両岸関係
当初、台湾は1980年代にも中国に戻ってくるであろうとの楽観的な見方をしていた鄧小平であったが、蔣経国が鄧小平の誘いに乗ることはなく、中国側は台湾に対する統一攻勢を強めていくことになる。まず中国側は外交的に台湾を追い込んでいく。
台湾関係法によって台湾の国民党政権はこれまでに比べて消極的なものではあるが、アメリカの後ろ盾を確保し続けることが可能になったものの、1980年代に入り中国側の攻勢はさらに激しさを増した。中国側は1980年のアメリカ大統領選挙で、米中国交回復を成し遂げた現職のカーター候補ではなく、反共主義者として知られていた共和党のロナルド・レーガン候補が優勢であることに懸念を隠さなかった。事実、レーガンは台湾の政府を正式名称の中華民国と呼び、公式関係を樹立すべきと主張した。中国側はレーガンに対する強い懸念を表明するものの、11月の大統領選挙ではレーガンが圧勝する。
レーガン政権は台湾の主力戦闘機であったF-5Eの後継機としてF-Xの供与を検討した。これに対して中国側は激しく反発し、外交関係の格下げをちらつかせながら、F-Xの供与見送りを求め、武器供与そのものを減らし、最終的には停止するよう繰り返し要求した。レーガン政権内部では中国の激しい抗議に対する対応で意見が分かれた。レーガン大統領は台湾に対する武器輸出停止の期限設定を拒否し、中国側への譲歩を主張するアレクサンダー・ヘイグ国務長官は辞任に追い込まれる。しかしF-Xの供与は見送られ、中国側も外交関係の格下げは見送った。
そして、1982年8月17日には「台湾向けの武器売却についての米中共同コミュニケ」が発表された。コミュニケの内容は、アメリカは中国側が祖国統一のイニシアチブを取ることに賛成し、肝心の武器売却問題についても、台湾向け武器売却政策を長期政策とはせず、今後台湾へ売却する武器の質・量とも米中国交回復後の水準を超えることがないこと、武器売却を段階的に削減し、一定期間の後には最終解決する用意があることとされた。アメリカ側は中華人民共和国の外交攻勢に押しまくられ、対台湾政策で極めて大きな譲歩を迫られた形となったが、ソ連への対決姿勢を強めていたレーガン政権にとって、対ソ包囲網の形成に中華人民共和国の存在は不可欠であった。また、レーガン政権の基本施策は親中であり、中国の近代化に積極的に協力し、対中軍事交流も開始されていた。
しかしレーガン大統領はこの事態に即座に対応した。コミュニケ発表に先立ちレーガンは蔣経国に直接
- 対台湾への武器売却の終了期限を設ける意思はない。
- 対台湾武器売却について中国側に事前協議はしない。
- 台湾と中国の仲介者の役割を果たす意思はない。
- 台湾関係法の修正には同意しない。
- 台湾の主権に関する立場を変更しない。
- 中国との交渉に入るよう台湾に圧力をかける意思はない。

との内容からなる6項目の保障を伝えた。その上でレーガンは台湾向けの武器売却についての米中共同コミュニケ発表直後、コミュニケの「解釈」を口述筆記させ、ジョージ・シュルツ国務長官とキャスパー・ワインバーガー国防長官に署名させた上で、国家安全会議の金庫に保管させた。
レーガン解釈の内容は「アメリカが台湾に対する武器売却を減らすためには、中国が台湾との隔たりを平和的に解決するとの約束を守るという絶対条件がある。これはアメリカ外交政策の不変の戒律である」「台湾に供給する兵器の質・量とも、中国が構成する脅威によって定まる。台湾の中国に対する防衛能力は、質・量とも必ず維持されねばならない」と、あくまでもアメリカは台湾の後ろ盾としての役割を放棄しない方針がここに固まった。この台湾向けの武器売却についての米中共同コミュニケ・レーガン解釈は、レーガン政権以降のアメリカ政権官僚たちを納得させ、そして尊重され、台湾への武器輸出問題でトラブルになるたびにレーガン解釈が持ち出されることになった。
このように中国はことに対アメリカに関していえば、強硬な抗議を続けながらも対台湾武器供与を黙認せざるを得なかった。しかしアメリカほどの国力がない他の諸国には強硬手段を剥き出しにした。例えば台湾への潜水艦売却を決めたオランダに対しては、「人口十億の巨大市場を省みない愚かな決定である」との声明を出した上で、大使の召還という強硬策を取る。そして中国は「二つの中国（中華人民共和国と中華民国）」、「一つの中国、一つの台湾」と見られる見解を徹底的に排除すべく外交闘争を繰り広げる。例えば台湾のオリンピック委員会の名称について「中国台北オリンピック委員会」という、台湾はあくまで中国の一部であるという名称に固執し、台湾側に理解を示そうものならそれは全て陰謀であると非難した。結局、台湾は国際組織に中国が代表する中国内の一地域としてしか参加が叶わないように追い込まれていった。このように対台湾統一直接交渉とは異なり、外交面では中華人民共和国は厳しく台湾側を追い込んでいった。これは国民党・政府を外交的に追い込まなければ中国との統一交渉のテーブルには着かないと判断したためであった。
そして中国による統一政策は、台湾に多大な影響を与えるようになっていった。まず中国大陸に親族がいる住民たちは、香港や例えば東京のような第三国まで出向いて親族と連絡を取り、再会を果たすようになっていった。そればかりではなく密かに中国大陸まで渡る者も現れ始めた。続いて政治的な自由が拡大していく中、かつて国民党政権とともに台湾へやって来た老兵たちから大陸帰郷を望む声が噴出する。郷里を去ってから約40年が経過し、中国大陸との関係に改善の兆しが見える中、老兵たちの望郷の思いを止めることは不可能であった。大陸への里帰り解禁を求める声は社会運動化し、反国民党の立場で活動を活発化させつつあった党外勢力も、アメリカや日本に逃れたまま帰国を認められないままの同志たちの帰国運動にリンクさせ、老兵たちの大陸帰還解禁運動を支援した。
中国大陸と台湾との交易については、台湾側の規制は全く守られなかった。香港経由の間接貿易は活況を呈し、近代化政策の浸透につれて中国大陸で高まりつつあった民生関連の物資需要に応えるべく、雑貨のような台湾製の軽工業製品が大量に中国大陸に流通していく。そして中国大陸沿岸に設置された台湾漁民接待ステーションで、台湾漁民が電卓などと交換で中国大陸産の茶、酒などを入手した上で台湾に持ち込み、公然と販売するようになった。交易規制が全くのザル法化している現状を見て、蔣経国は1985年7月、香港などを経由する中国との間接貿易を公認する。そして1987年11月、ついに蔣経国は中国大陸に三親等以内の親族がいる場合の大陸親族訪問を解禁する決断を下す。これは事実上の大陸旅行解禁であり、その後中国大陸と台湾は、かつての閉ざされた関係から人的交流が行われる中で競合していく関係へと変化していく。
このように蔣経国政権は1985年には中台間接貿易を容認し、1987年の大陸親族訪問解禁の決定については中国側は大歓迎した。オリンピック委員会呼称問題についても中国側の主張に近い「チャイニーズタイペイ（中華台北）」というラインでの妥協を余儀なくされるなど、蔣経国政権は中国側からのさまざまな攻勢にじりじりと後退を余儀なくされていった。そして台湾社会も大きく揺さぶられていた。中国大陸との関係性について、中国の統一の呼びかけに答えていくべきではないかとの意見が出される反面、当時の中台の経済格差、かつてチベットに現行制度の存続を保障したのにもかかわらず中共は約束を反故にしたので信用できない、さらには鄧小平による開放路線がいつまで続くか不透明であるとの反対意見も出され、さらに中国大陸と台湾との関係についてさまざまなモデルも提唱されるなど、まさに百家争鳴といった状況となった。このような台湾内の対中国関係をめぐる情勢は、蔣経国政権に極めて大きな負荷をもたらした。1987年からは蔣経国の友人で香港の実業家の沈誠を北京に度々派遣して中国政府と交渉した。
しかし蔣経国は、中国側のさまざまな攻勢に対して受け身のままでは終わらなかった。蔣経国は1987年11月の大陸親族訪問解禁に先立ち、政治の自由化・民主化という大きな決断を下していた。中国共産党が一党支配を継続したまま民主化を拒絶し続ける限り、台湾における自由化、民主化の推進は中国大陸との関係を遠ざけることになる。1980年代に入ると台湾には中国共産党と中国国民党が台湾住民の声を聞くことなく、頭越しに台湾の運命を決めることに対する批判が高まりつつあった。中国大陸と統一するにせよ台湾が独立するにせよ、台湾住民の声を聞くことなしに決めるのは認められないという意見である。蔣経国は台湾内で高まりつつあったこのような意見や高まる自由化・民主化要求、さらには対中、対米関係などをにらみながら、民主化への道を切り開く大きな決断をしていくことになった。

### 中華民国（台湾）自由化への舵取り
1980年12月、米華断交の影響で延期された中央民意代表増加定員選挙が行われた。選挙に際し、戒厳令の実施機関である台湾警備総司令部は、選挙活動で美麗島事件について触れることを禁止した。このような当局の抑圧にもかかわらず、美麗島事件被告親族による身代わり立候補者が続々と当選した。そして宜蘭では警備総司令部の布告に逆らい、選挙期間中に美麗島事件の被告の釈放と林義雄台湾省議会議員家族殺害事件の真相解明を訴えた黄煌雄が当選した。翌1981年の地方選挙では美麗島事件被告の弁護士を務める謝長廷、陳水扁、蘇貞昌らが当選を果たした。彼らは後に民主進歩党の中核を担い、台湾政界を代表する人材へと成長していくことになり、美麗島事件での厳しい弾圧によって当時の主要メンバーのほとんどが投獄されたにもかかわらず、党外勢力は迅速な再起に成功する。
党外勢力の速やかな再起成功は、これまで弾圧によって反対派の動きをほぼ抑え込むことに成功してきた当局にとって大きな敗北となった。そればかりではなく、美麗島事件に関与したことは、国民党・政府に反対する勢力にとって一種の勲章となり、反体制派における正統性の源泉ともなった。美麗島事件の被告たちは、事件の公判で本省人、外省人など台湾に住む全ての人たちによって台湾の在り方を決めていくべきであるとの台湾自決論を訴えた。このことは民主化勢力の中心的なイデオロギーに台湾ナショナリズムが位置付けられていくきっかけとなった。
アメリカの台湾関係法を考えると、再起した党外勢力に対して厳しい弾圧を行うことは不可能であった。弾圧をしようものならアメリカの後ろ盾を失ってしまいかねない。1980年代に入ると党外勢力はその存在が黙認され、活動を活発化させていった。まず党外勢力はその活動をアピールする雑誌を公刊した。当時、台湾は戒厳令下にあったので、党外雑誌はしばしば発禁処分を受けたが、あらかじめ登録しておいた似た名前の雑誌名を冠して速やかに復刊した。このような当局と党外勢力とのいたちごっこが繰り広げられることになったが、当局はかつての自由中国事件のように、編集者を逮捕投獄して口をふさぐという手段に出ることはもはや不可能であった。こうして反体制派の言論が次第に台湾社会に浸透していくことになる。
1982年には台湾全土の党外人士が台北に集結し、「台湾の前途の住民自決」を含む6項目の共同政見が発表された。1983年の立法委員選挙では、党外グループの共同スローガンに台湾自決が盛り込まれ、1986年に結成された民主進歩党の綱領に引き継がれる。これまで台湾を支配してきたのは、大陸を追われ台湾にやって来た蔣介石・蔣経国親子に率いられた外省人集団である。彼らは自らの政権を中国正統政権であると主張し、大陸反攻をスローガンとして、多数を占める本省人の上に立つ強圧的・抑圧的な支配体制を正当化し続けてきた。大陸反攻が夢物語と化し、その正統性がぼろぼろになりつつも抜本的な改革は行われていなかった。そのような中で党外勢力が台湾自決の旗を掲げ勢力を急速に増してきたのである。もはや骨董化した中国正統政権の建前と、台湾自決とでは台湾に住む人々に対しての訴求力が圧倒的に違うのは明らかであった。しかもストロングマンである蔣経国の健康問題もあって、国民党・政府の支配体制は動揺していた。
さらに蔣経国の決断を後押しするような事態が、台湾の南隣のフィリピンで進行していた。フィリピンではフェルディナンド・マルコス大統領による独裁政権が続いていたが、1983年8月、マルコスの政敵であるベニグノ・アキノ元上院議員が暗殺されて以降、独裁体制は動揺し反マルコス運動がフィリピン全土に拡大し、アメリカもマルコスを見放した。結局マルコス政権は1986年2月に瓦解する。民衆の不満を一身に集め、しかもアメリカの支持を失った独裁者の末路は蔣経国に衝撃を与えた。
1980年代、蔣経国政権はさまざまな困難に翻弄されていたが、蔣経国の権威に真っ向から挑戦する存在はなかった。しかも蔣経国は重い糖尿病に冒されていた。同じ頃心臓病を抱えながらソ連を統治していたレオニード・ブレジネフ書記長のように、改革を先送りするという判断もあり得た。しかし蔣経国は残された体力、精力を振り絞って政治改革に踏み込む。中国の政治家は後世の評価をとても気にする傾向があることも、蔣経国の民主化へ向けての決断に影響したのとの説もある。蔣経国はこれまで長年政務に精励してきたが、政治家人生の終幕近くになって台湾に住む人々からの評価を気にするようになり、政治改革に踏み込む決断をしたとの見方である。いずれにしても着実に力をつけ、台湾自決を掲げ国民党を脅かす存在にまで成長した党外勢力の動向、台湾関係法などのアメリカからの外圧、中華人民共和国からの統一攻勢・外交攻勢というもう一つの外圧、もはや小手先の改革では修復不可能になってきた政治体制などを総合的に判断し、蔣経国は改革の決断を下した。
蔣経国は1986年3月に開催された国民党第十二期三中全会の席で政治革新を決議させた。4月には国民党中央常務委員会内に、厳家淦前総統を招集人に、李登輝を副招集人とする政治改革を論議する政治革新小組が設けられた。しかし政治革新小組での論議が遅々として進まないことを見て取った党外勢力は、9月28日に年末に予定されている増加定員選挙の党外後援会公認候補推薦大会の席で、突如民主進歩党の結成を宣言した。民主進歩党結成に際し、結党準備関係者は弾圧を予期して再結党に必要な結党予備グループの選任を行い、入獄用の歯ブラシなどを持参して結党宣言に臨んだが、蔣経国は弾圧を行わない旨を明言し、民進党結成は黙認された。国民党内には弾圧を主張する勢力もあったが、蔣経国は現状では力による抑圧は大変困難であると弾圧の主張を却下する。
1986年10月7日、蔣経国はアメリカワシントン・ポスト社主キャサリン・グラハムとの会見に臨み、いかなる新政党も
- 中華民国憲法の遵守
- 反共国策の支持
- 台湾独立派と一線を画す

とのいわゆる蔣経国三条件を守らねばならないとした。これは逆に言えば三条件を守りさえすれば政党結成が可能ということである。そして10月15日に開催された国民党中央常務委員会では、新規に国家安全法を制定して戒厳令を解除し、政治活動規制法規を改正して新党結成を認めるとの政治改革小組の提案を了承した。国民党中央常務委員会は当時、事実上の国政の最高意思決定機関であった。ここに政治体制の改革の開始が台湾内外に正式に表明されることになった。こうして蔣経国はこれまで自らが依拠してきた権威主義的体制に、自らが幕を下ろしていく決断をした。
国民党内にはこれまで享受してきた特権的な地位を脅かすことにつながる政治改革に批判的な意見も少なくなかった。例えばかつて蔣経国と対立し、この頃には国民党保守派の長老となっていた陳立夫は、蔣経国の台湾独立派に対する対応が手ぬるいと感じていたように、大陸時代からの蔣経国の同志たちは蔣経国のやり方に賛成できなかった。政治改革断行を決定した1986年10月15日の国民党中央常務委員会の席で、不平を鳴らす元老たちに対し蔣経国は
と述べ、決定の受け入れを促した。
1986年12月の増加定員選挙は、台湾史上初の複数政党による選挙となった。投票結果は新政党である民進党がこれまでの党外勢力時よりも得票、当選者数を伸ばし、まずまずの成績を挙げる。そして政治的自由化は台湾社会に大きな影響を与えた。人々がこれまで抑圧されてきたさまざまな主張を顕在化させるようになったのである。自由化の徹底や万年国会の改選を求める民進党のデモ以外に、台湾各地では環境破壊に抗議するデモ、御用組合の改革を訴える労働者のデモ、農産物輸入自由化に抗議する農民たちのデモなどが繰り広げられるようになった。
政党結成の自由化に続く政治的課題は戒厳令解除であった。民進党側は蔣経国三条件に反発した。台湾独立派と一線を画すべきとした蔣経国三条件は、中国ナショナリズムの大枠内での民主化、自由化を意味しており、台湾ナショナリズムを意味する台湾自決を綱領とする民進党の立場とは相容れないものであった。結局は民進党の激しい反発を何とか押し切って、1987年6月23日に蔣経国三条件を盛り込んだ国家安全法が立法院で成立し、1987年7月15日、38年間続いた戒厳令は解除された。
引き続いて政治改革の課題は、いわゆる万年国会の改革である。しかし万年国会の改革は必ずしもうまくいかなかった。これはやはり蔣経国とともに中国大陸から台湾にやって来た万年国会の万年議員たちに対して、蔣経国が退職を強要することは難しかったという事情と、この頃になると蔣経国の病状が再び深刻化し、万年国会の改革で痛手を被る国民党古参党員たちに対して指導力を発揮し難くなったことも影響していた。結局改革案の正式決定は蔣経国の存命中には間に合わず、しかも万年議員たちを強制退職させることは見送られ、多額の退職金を支払うことにより自発的な退職を促すとし、さらに増加定員分を大幅に増やすというものにとどまった。
また蔣経国は1987年、メディアの部分的自由化、いわゆる報禁の解除を表明した。報禁の解除は1988年1月1日に実行され、その日から市販の新聞は一斉に増ページ、紙面の刷新を断行した。そして報禁解除後、国民党の機関紙や軍の関連新聞は急速にその発行部数を減少させていった。このように1986年から始まった蔣経国主導による自由化、民主化は、うまくいかない点や課題もあったものの、急ピッチで進んでいた。しかも同時期に中国大陸との関係性を一変させる大陸親族訪問解禁も決断している。党・国・軍に圧倒的な権威を持って君臨するストロングマン体制の根幹に関わる改革は、ストロングマン蔣経国自身の決断によるしかなかった。国民党中央委員の1人は、当時蔣経国の決断が速くて周りの者がついていくのが大変であったと述べている。しかしその決断は文字通り蔣経国の命を削るものであった。1985年夏に白内障手術で再入院した蔣経国は、1986年4月にも再入院し、心臓ペースメーカーを装着する。1987年10月10日の双十節と12月25日の行憲（憲法施行）40年記念式典には車椅子姿で登場したが、この時点で蔣経国は視力をほぼ失い、内臓機能は著しく低下していた。そして1988年1月1日の報禁解除の約2週間後、蔣経国はこの世を去る。

### 「私も台湾人だ」発言
戒厳令解除を前にした1987年7月、蔣経国は副総統の李登輝に本省人の地方長老との会談をセットするよう指示した。台湾各地から総統府に招待された12人の長老との会談は、戒厳令解除後の7月27日に行われた。蔣経国が本省人長老を総統府に招いたのは、1986年から急速に進められた改革について、社会に影響力がある長老たちに説明する意図があった。この会談の席で蔣経国は
との有名な発言をする。
この蔣経国の発言は、台湾の各界から共感を呼ぶ。台湾には多数派の本省人以外にも、外省人、そして中国系住民が台湾へやって来る以前から住み着いていた原住民など、さまざまな来歴の人たちが集まっている。もちろん一口に本省人、外省人といってもその背景は多様である。縁あって台湾に住むことになった人々は、決して順風とはいえなかった台湾の近現代の歴史に翻弄され、立場、来歴の違いなどでお互いに軋轢を生みだしながらも、高い経済成長を達成するなど大きな成果を挙げた。蔣経国はともすれば本省人に限定されがちな台湾ナショナリズムではなく、台湾住民としての台湾人意識を訴えたのである。これは大陸反攻を唱え、最後まで中国大陸への復帰に執着し続けた父・蔣介石の中華民国を、可能な限り台湾に根付かせようと試みた蔣経国の施策にも通じるものであった。
このことはまた蔣経国が最晩年になって父・蔣介石の影響から脱して「台湾人」意識を持つようになったことを意味している。台湾人意識を持つようになった蔣経国は最晩年に中華民国の台湾化、そして民主化、自由化と国の舵を大きく切った。そして蔣経国が寿命や立場により果たし得なかった多くの課題は、後継者となる李登輝に引き継がれることになる。

## 死去と残された課題
1988年1月13日、起床した蔣経国は体調不良を訴え、長男の蔣孝文を呼び、少し言葉を交わすと再びベッドについた。13時55分、横になっていた蔣経国は胃腸内からの大量出血によって吐血し、ショック状態に陥る。国民党・政府の要人らが続々と官邸に駆けつけ、総統府にいた李登輝副総統が到着したのを待って、医師団は蔣経国の生命維持装置を外した。15時55分、蔣経国は死去する。77歳であった。
19時半、臨時の国民党中央常務委員会が開催され、憲法の規定に基づき李登輝副総統の総統就任が決議され、20時8分、林洋港司法院長が立会人となって李登輝は総統就任宣誓を行った。蔣経国の死後1カ月間は国家服喪期間とされ、服喪期間中は集会・デモ・請願活動を禁止することとした。
蔣経国の遺体は官邸近くの忠烈祠に安置され、国民党・政府の要人らの他に結成されたばかりの民進党幹部も訪れ、弔意を示した。中国側との人的交流が始まった後らしく、中国共産党中央委員会からも国民党中央委員会宛に弔電が送られた。
1月30日には国葬が執り行われ、生前の蔣経国と親交が厚かったシンガポールのリー・クアンユーや、日本からは福田赳夫元首相・金丸信元副総理・灘尾弘吉元衆議院議長らが参列した。国葬終了後、蔣経国の棺は台北市内の総統府、国民党中央党部などを回った後、桃園市大渓の霊廟に運ばれ、安置された。
蔣経国は生前、自らの後継者を明確にしていなかった。1980年代に入り、糖尿病による体調不良で入退院を繰り返すようになった後も、具体的な後継者の名前を明らかにすることはなかった。蔣経国は自らの後継総統は制度に従って選ばれるとしていた。蔣経国の言う通り、蔣経国の死後は副総統の李登輝が昇格した。しかし、李登輝に実権を掌握させるのか、それとも集団指導体制を取るのかなど、自らの死後の体制について全く指示することはなかった。
結局、蔣経国の死によって、これまで台湾を支配してきた外省人集団全体の大家長であり、党・国・軍に圧倒的な権威を持って君臨する独裁者は不在となり、その地位を継ぐ者は誰もいなかった。そのため、初の本省人総統となった李登輝が、果たして実権を掌握できるかどうかが蔣経国死後の台湾において最大の焦点となった。
その後、李登輝は国民党内の守旧派を抑え、実権を掌握する。蔣経国が存命中に着手しきれなかった部分の改革、特に先述の国会改革は最大の課題として李登輝に引き継がれ、李登輝が解決に取り組むこととなった。国会改革案は方針決定の遅れから蔣経国の存命中には間に合わなかった上にその改革案は動員戡乱時期臨時条款に基づく総統緊急処分令で自由地区（台湾・澎湖・金門・馬祖）選出の中央民意代表の定員を大幅に増員し、併せて万年議員には高額な退職金の支給を約束することで自発的な退職を求めていくという不十分なもので、国会が民意を代表しないという根本的矛盾の解決にはほど遠く、また国民党幹部の説得にもかかわらず、万年議員たちは退職しようとしなかった。
また、蔣経国の民主化への方針も不徹底なものであった。まず、中華民国憲法の遵守、反共国策の支持、台湾独立派と一線を画すという蔣経国三条件を盛り込んだ国家安全法の遵守という制限付きの民主化であること、そしてそもそも戒厳令と並ぶ人権抑圧の根拠とされてきた動員戡乱時期臨時条款は李登輝の総統就任後も温存されていた。この動員戡乱時期臨時条款は中華民国が反乱勢力である中国共産党との内戦状態にあることを前提に制定されたものであるため、動員戡乱時期臨時条款の存在は中国の正統政権を標榜し、大陸反攻を国是とした時期の中華民国政府が制度上継続していることを意味していた。
さらには「言論を理由に内乱罪を適用できる」とした刑法100条の規定も、1949年5月24日に制定されて以降、反体制運動全体を取り締まってきた懲治叛乱条例も依然として存続しており、蔣経国の死後も刑法100条、懲治叛乱条例に基づく台湾独立派への取り締まりが続いていた。そして懲治叛乱条例によって帰国、入国が認められていない反体制派の人たちも残っていた。
これらの残された課題は、1991年から翌1992年にかけて李登輝の手によって相次いで解決されることになる。1991年5月の動員戡乱時期臨時条款の廃止と中華民国憲法増修条文の施行、同年12月の第2期国民大会代表選挙と1992年12月の第2期立法委員選挙によって万年国会は解散し、中華民国は中国大陸の正統政権ではなく、文字通り中華民国が実在する台湾の民意によって正統性を付与されるようになった。1992年5月に刑法100条が改正されて言論に内乱罪を適用することは認められなくなり、これに先立つ1991年5月には懲治叛乱条例も廃止された。この懲治叛乱条例の廃止に伴い、国外で活躍していた反体制派の人たちも帰国が認められ、台湾内で言論活動を自由に行えるようになった。そして言論の自由が確立されていく中、蔣経国三条件についても有名無実化が進んでいった。

## 評価
蔣介石の息子として生まれ、父の跡を継いで中華民国の最高指導者となった蔣経国は、何かにつけて父と比較される運命であった。父は近代中国における最高指導者の1人であり、第二次世界大戦時には連合国の中国戦区最高司令官として戦った。蔣介石はスマートで端正な風貌を持ち、そして伝統主義的言動や厳格な生活習慣で知られ、中国大陸時期にすでに確立されたカリスマ性があった。一方息子の蔣経国はというと、元トロツキスト、そして特務の黒幕、ずんぐりとした体形、若気の至りもあったとはいえ、父・蔣介石に絶縁状をたたきつけたこともある激情家かつ精力的な言動と、およそ父の持つイメージとはかけ離れている。
蔣経国の側近の1人は、蔣経国は二重人格者であったと証言している。蔣介石を父に持ち、幼少時から少年時代にかけて家庭環境に翻弄され、ソ連時代の過酷な体験、そして特務の黒幕といった経歴の中で、蔣経国は他からは推し量りがたい屈折を抱えていた。五・二四事件時のような衝動的とも思える行動、おびただしい冤罪を生み出した特務による弾圧、そしてこれまで手足のように使ってきたのにもかかわらず、力を付け過ぎたと見るや軍の政治工作系統の権力削減に腐心することに示される猜疑心の強さ、これらが蔣経国の負の一面とすれば、1970年代以降の台湾化を徐々に進めていく統治スタイルに代表されるように、鋭敏な政治感覚とリアリズムも持ち合わせていた。
大衆政治家としての一面もあったが、これは父・蔣介石には持ち得なかった強みである。ソ連時代の農村、工場体験は蔣経国にとって過酷な体験であった半面、農民や工場労働者たちの中でもまれた経験は、民に親しむ指導者としての資質をもたらした。スマートかつ端正で人を寄せ付けない雰囲気の父とは異なり、ずんぐりとした体形も、ある意味ではプラスに働いた。特務の黒幕という、負のイメージで語られてきた蔣経国は、行政院長就任後の台湾の地方視察で、民衆に親しく語り掛け、気軽に屋台や大衆食堂で、勧められるままに食事をする姿などを見せていく中で、「民に親しむ」リーダー像の定着に成功し、民衆の心を確実に掴んでいく。そして、蔣経国の地方視察スタイルである野球帽にジャンパー姿という出で立ちは彼の死後も台湾の政治家が地方を視察する際のスタイルとして受け継がれ、定着していった。
蔣経国の評価については、多くの冤罪を生み出した特務による弾圧や政敵抑圧の最高責任者としての責任を追及する意見がある一方、最高指導者となって以降、中華民国の台湾化を徐々に進めていき、そして完全なものではないにせよ、最晩年には自由化、民主化への大きな一歩を踏み出した点を評価する意見もある。蔣経国は糖尿病が重篤となった最晩年も実権を手放さず、結局独裁者のまま死去した。しかし、自らが依拠してきた権威主義的な政治スタイルの限界を悟り、蔣一族への権力世襲をきっぱりと否定し、自由化、民主化の足がかりを作って亡くなった。1970年代末、蔣経国と鄧小平はともに民主化運動を弾圧したが、その後10年で2人の歩む道は全く違っていたと評する意見もある。
これまで台湾で行われた世論調査によれば、蔣経国は歴代総統の中で突出して高い評価を集めている。これは1970年代以降、対外的な危機に激しく揺さぶられながらも、十大建設に代表される経済成長を指導して台湾の国際的な経済的地位を高めたことについて、台湾社会全体が一体感、団結感を持って危機を乗り越えたという実感、そして中華民国の台湾化へと国の舵を徐々に切っていき、最晩年には自らが堅持してきた権威主義的な政治姿勢の限界に鑑み、自由化・民主化へ向けての重要な決断をしていく中で亡くなったことが評価されている。さらに蔣経国の清廉な政治姿勢に対する評価も高い。
2022年1月22日、蔣経国の元公邸「七海寓所」に文化施設「経国七海文化園区」がオープンし、記念式典に出席した蔡英文総統は蔣経国について「中国の圧力から台湾を守った」と称える一方、過去の人権抑圧については批判を控えるなど、蔣親子による権威主義体制を批判してきた民主進歩党としては異例のスピーチとなった。

## 家庭

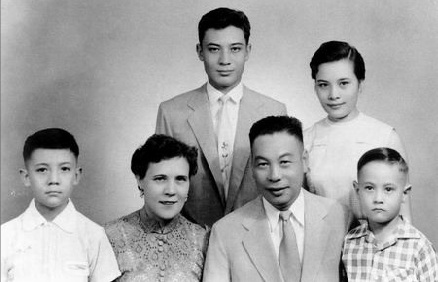
（前列左から）蔣孝武、蔣方良、蔣経国、蔣孝勇、（後列左から）蔣孝文、蔣孝章　1950年撮影

蔣経国は蔣方良との間に3男（蔣孝文、蔣孝武、蔣孝勇）1女（蔣孝章）を儲けた。しかし蔣経国が没した翌年の1989年、長男の蔣孝文が癌で亡くなり、1991年には次男の蔣孝武、そして1996年には三男の蔣孝勇も死去する。蔣方良は夫と息子たちに相次いで先立たれた後も台北で静かに暮らしていたが、2004年に没した。蔣孝勇の長男である蔣友柏は実業家で、メディアに「蔣介石のひ孫」としてしばしば登場する。
江西省贛南赴任中には章亜若との間に双子の章孝厳と章孝慈を儲けている。章孝厳は2005年3月改姓し「蔣孝厳」となった。その長男蔣万安は2016年に立法委員に、2022年の統一地方選挙では台北市長選挙に立候補し、当選した。
|        |        |        |        | 蔣肇聡 | 蔣肇聡 | 蔣肇聡 | 蔣肇聡 | 蔣肇聡 | 蔣肇聡 |        |        | 王采玉 | 王采玉 | 王采玉 | 王采玉 | 王采玉 | 王采玉 |        |        |        |        |        |        |        |        |        |        |        |        |        |        |        |        |        |        |        |        |        |        |        |        |        |        |        |        |        |        |        |        |        |        |        |        |        |        |        |        |        |        |        |        |        |        |        |        |        |        |  |  |
|        |        |        |        | 蔣肇聡 | 蔣肇聡 | 蔣肇聡 | 蔣肇聡 | 蔣肇聡 | 蔣肇聡 |        |        | 王采玉 | 王采玉 | 王采玉 | 王采玉 | 王采玉 | 王采玉 |        |        |        |        |        |        |        |        |        |        |        |        |        |        |        |        |        |        |        |        |        |        |        |        |        |        |        |        |        |        |        |        |        |        |        |        |        |        |        |        |        |        |        |        |        |        |        |        |        |        |  |  |
|        |        |        |        |        |        |        |        |        |        |        |        |        |        |        |        |        |        |        |        |        |        |        |        |        |        |        |        |        |        |        |        |        |        |        |        |        |        |        |        |        |        |        |        |        |        |        |        |        |        |        |        |        |        |        |        |        |        |        |        |        |        |        |        |        |        |        |        |  |  |
|        |        | 蔣介卿 | 蔣介卿 | 蔣介卿 | 蔣介卿 | 蔣介卿 | 蔣介卿 |        |        | 蔣介石 | 蔣介石 | 蔣介石 | 蔣介石 | 蔣介石 | 蔣介石 |        |        |        |        |        |        |        |        |        |        |        |        |        |        |        |        |        |        |        |        |        |        |        |        |        |        |        |        |        |        |        |        |        |        |        |        |        |        |        |        |        |        |        |        |        |        |        |        |        |        |        |        |  |  |
|        |        | 蔣介卿 | 蔣介卿 | 蔣介卿 | 蔣介卿 | 蔣介卿 | 蔣介卿 |        |        | 蔣介石 | 蔣介石 | 蔣介石 | 蔣介石 | 蔣介石 | 蔣介石 |        |        |        |        |        |        |        |        |        |        |        |        |        |        |        |        |        |        |        |        |        |        |        |        |        |        |        |        |        |        |        |        |        |        |        |        |        |        |        |        |        |        |        |        |        |        |        |        |        |        |        |        |  |  |
|        |        |        |        |        |        |        |        |        |        |        |        |        |        |        |        |        |        |        |        |        |        |        |        |        |        |        |        |        |        |        |        |        |        |        |        |        |        |        |        |        |        |        |        |        |        |        |        |        |        |        |        |        |        |        |        |        |        |        |        |        |        |        |        |        |        |        |        |  |  |
|        |        |        |        |        |        |        |        |        |        |        |        |        |        | 毛福梅 | 毛福梅 | 毛福梅 | 毛福梅 | 毛福梅 | 毛福梅 |        |        | 姚冶誠 | 姚冶誠 | 姚冶誠 | 姚冶誠 | 姚冶誠 | 姚冶誠 |        |        | 陳潔如 | 陳潔如 | 陳潔如 | 陳潔如 | 陳潔如 | 陳潔如 |        |        | 宋美齢 | 宋美齢 | 宋美齢 | 宋美齢 | 宋美齢 | 宋美齢 |        |        |        |        |        |        |        |        |        |        | 戴季陶 | 戴季陶 | 戴季陶 | 戴季陶 | 戴季陶 | 戴季陶 |        |        |        |        |        |        |        |        |  |  |
|        |        |        |        |        |        |        |        |        |        |        |        |        |        | 毛福梅 | 毛福梅 | 毛福梅 | 毛福梅 | 毛福梅 | 毛福梅 |        |        | 姚冶誠 | 姚冶誠 | 姚冶誠 | 姚冶誠 | 姚冶誠 | 姚冶誠 |        |        | 陳潔如 | 陳潔如 | 陳潔如 | 陳潔如 | 陳潔如 | 陳潔如 |        |        | 宋美齢 | 宋美齢 | 宋美齢 | 宋美齢 | 宋美齢 | 宋美齢 |        |        |        |        |        |        |        |        |        |        | 戴季陶 | 戴季陶 | 戴季陶 | 戴季陶 | 戴季陶 | 戴季陶 |        |        |        |        |        |        |        |        |  |  |
|        |        |        |        |        |        |        |        |        |        |        |        |        |        |        |        |        |        |        |        |        |        |        |        |        |        |        |        |        |        |        |        |        |        |        |        |        |        |        |        |        |        |        |        |        |        |        |        |        |        |        |        |        |        |        |        |        |        |        |        |        |        |        |        |        |        |        |        |  |  |
|        |        | 蔣方良 | 蔣方良 | 蔣方良 | 蔣方良 | 蔣方良 | 蔣方良 |        |        | 蔣経国 | 蔣経国 | 蔣経国 | 蔣経国 | 蔣経国 | 蔣経国 |        |        |        |        |        |        |        |        |        |        |        |        |        |        |        |        |        |        |        |        |        |        |        |        |        |        |        |        |        |        | 章亜若 | 章亜若 | 章亜若 | 章亜若 | 章亜若 | 章亜若 |        |        | 蔣緯国 | 蔣緯国 | 蔣緯国 | 蔣緯国 | 蔣緯国 | 蔣緯国 |        |        |        |        |        |        |        |        |  |  |
|        |        | 蔣方良 | 蔣方良 | 蔣方良 | 蔣方良 | 蔣方良 | 蔣方良 |        |        | 蔣経国 | 蔣経国 | 蔣経国 | 蔣経国 | 蔣経国 | 蔣経国 |        |        |        |        |        |        |        |        |        |        |        |        |        |        |        |        |        |        |        |        |        |        |        |        |        |        |        |        |        |        | 章亜若 | 章亜若 | 章亜若 | 章亜若 | 章亜若 | 章亜若 |        |        | 蔣緯国 | 蔣緯国 | 蔣緯国 | 蔣緯国 | 蔣緯国 | 蔣緯国 |        |        |        |        |        |        |        |        |  |  |
|        |        |        |        |        |        |        |        |        |        |        |        |        |        |        |        |        |        |        |        |        |        |        |        |        |        |        |        |        |        |        |        |        |        |        |        |        |        |        |        |        |        |        |        |        |        |        |        |        |        |        |        |        |        |        |        |        |        |        |        |        |        |        |        |        |        |        |        |  |  |
|        |        |        |        |        |        |        |        |        |        |        |        |        |        |        |        |        |        |        |        |        |        |        |        |        |        |        |        |        |        |        |        |        |        |        |        |        |        |        |        |        |        |        |        |        |        |        |        |        |        |        |        |        |        |        |        |        |        |        |        |        |        |        |        |        |        |        |        |  |  |
| 蔣孝文 | 蔣孝文 | 蔣孝文 | 蔣孝文 | 蔣孝文 | 蔣孝文 |        |        | 蔣孝章 | 蔣孝章 | 蔣孝章 | 蔣孝章 | 蔣孝章 | 蔣孝章 |        |        | 蔣孝武 | 蔣孝武 | 蔣孝武 | 蔣孝武 | 蔣孝武 | 蔣孝武 |        |        | 蔣孝勇 | 蔣孝勇 | 蔣孝勇 | 蔣孝勇 | 蔣孝勇 | 蔣孝勇 |        |        | 方智怡 | 方智怡 | 方智怡 | 方智怡 | 方智怡 | 方智怡 |        |        | 章孝慈 | 章孝慈 | 章孝慈 | 章孝慈 | 章孝慈 | 章孝慈 |        |        | 蔣孝厳 | 蔣孝厳 | 蔣孝厳 | 蔣孝厳 | 蔣孝厳 | 蔣孝厳 |        |        | 黄美倫 | 黄美倫 | 黄美倫 | 黄美倫 | 黄美倫 | 黄美倫 |        |        |        |        |        |        |  |  |
| 蔣孝文 | 蔣孝文 | 蔣孝文 | 蔣孝文 | 蔣孝文 | 蔣孝文 |        |        | 蔣孝章 | 蔣孝章 | 蔣孝章 | 蔣孝章 | 蔣孝章 | 蔣孝章 |        |        | 蔣孝武 | 蔣孝武 | 蔣孝武 | 蔣孝武 | 蔣孝武 | 蔣孝武 |        |        | 蔣孝勇 | 蔣孝勇 | 蔣孝勇 | 蔣孝勇 | 蔣孝勇 | 蔣孝勇 |        |        | 方智怡 | 方智怡 | 方智怡 | 方智怡 | 方智怡 | 方智怡 |        |        | 章孝慈 | 章孝慈 | 章孝慈 | 章孝慈 | 章孝慈 | 章孝慈 |        |        | 蔣孝厳 | 蔣孝厳 | 蔣孝厳 | 蔣孝厳 | 蔣孝厳 | 蔣孝厳 |        |        | 黄美倫 | 黄美倫 | 黄美倫 | 黄美倫 | 黄美倫 | 黄美倫 |        |        |        |        |        |        |  |  |
|        |        |        |        |        |        |        |        |        |        |        |        |        |        |        |        |        |        |        |        |        |        |        |        |        |        |        |        |        |        |        |        |        |        |        |        |        |        |        |        |        |        |        |        |        |        |        |        |        |        |        |        |        |        |        |        |        |        |        |        |        |        |        |        |        |        |        |        |  |  |
|        |        |        |        |        |        |        |        |        |        |        |        |        |        |        |        |        |        |        |        |        |        |        |        |        |        |        |        |        |        |        |        |        |        |        |        |        |        |        |        |        |        |        |        |        |        |        |        |        |        |        |        |        |        |        |        |        |        |        |        |        |        |        |        |        |        |        |        |  |  |
|        |        |        |        |        |        | 林姮怡 | 林姮怡 | 林姮怡 | 林姮怡 | 林姮怡 | 林姮怡 |        |        | 蔣友柏 | 蔣友柏 | 蔣友柏 | 蔣友柏 | 蔣友柏 | 蔣友柏 |        |        | 蔣友常 | 蔣友常 | 蔣友常 | 蔣友常 | 蔣友常 | 蔣友常 |        |        | 蔣友青 | 蔣友青 | 蔣友青 | 蔣友青 | 蔣友青 | 蔣友青 |        |        |        |        |        |        |        |        |        |        | 蔣蕙蘭 | 蔣蕙蘭 | 蔣蕙蘭 | 蔣蕙蘭 | 蔣蕙蘭 | 蔣蕙蘭 |        |        | 蔣蕙筠 | 蔣蕙筠 | 蔣蕙筠 | 蔣蕙筠 | 蔣蕙筠 | 蔣蕙筠 |        |        | 蔣万安 | 蔣万安 | 蔣万安 | 蔣万安 | 蔣万安 | 蔣万安 |  |  |
|        |        |        |        |        |        | 林姮怡 | 林姮怡 | 林姮怡 | 林姮怡 | 林姮怡 | 林姮怡 |        |        | 蔣友柏 | 蔣友柏 | 蔣友柏 | 蔣友柏 | 蔣友柏 | 蔣友柏 |        |        | 蔣友常 | 蔣友常 | 蔣友常 | 蔣友常 | 蔣友常 | 蔣友常 |        |        | 蔣友青 | 蔣友青 | 蔣友青 | 蔣友青 | 蔣友青 | 蔣友青 |        |        |        |        |        |        |        |        |        |        | 蔣蕙蘭 | 蔣蕙蘭 | 蔣蕙蘭 | 蔣蕙蘭 | 蔣蕙蘭 | 蔣蕙蘭 |        |        | 蔣蕙筠 | 蔣蕙筠 | 蔣蕙筠 | 蔣蕙筠 | 蔣蕙筠 | 蔣蕙筠 |        |        | 蔣万安 | 蔣万安 | 蔣万安 | 蔣万安 | 蔣万安 | 蔣万安 |  |  |

## 著作（日本語訳）
- 『わが父を語る：偉大なる一平凡人の愛と不屈の歳月』新人物往来社、1975年2月4日。NDLJP:12284917。(要登録)
- 『蒋経国回想録 蒋経国かく奮斗せり』青木俊一郎訳・解説、東洋書院、2021年